# 2004 a jogalkotásban
2004-ben a következő jogszabályokat alkották meg:

## Magyarország (Forrás:Magyar Közlöny)

### Törvények
- 2004. évi I. törvény  a sportról
- 2004. évi II. törvény a mozgóképről
- 2004. évi III. törvény  az emberi jogok és az alapvető szabadságok védelméről szóló, Rómában, 1950. november 4-én kelt Egyezmény tizenharmadik, a halálbüntetés minden körülmények között történő eltörlésére vonatkozó jegyzőkönyvének kihirdetéséről
- 2004. évi IV. törvény  az Egyetemes Postaegyesület Alapokmánya 6. Pótjegyzőkönyvének kihirdetéséről
- 2004. évi V. törvény az 1992. március 24-én, Helsinkiben aláírt Nyitott Égbolt Szerződés kihirdetéséről
- 2004. évi VI. törvény a Magyar Köztársaság és a Kubai Köztársaság között a beruházások ösztönzéséről és kölcsönös védelméről, Havannában, 1999. október 22-én aláírt Megállapodás kihirdetéséről
- 2004. évi VII. törvény a Magyar Köztársaság Kormánya és a Szlovák Köztársaság Kormánya között, személyeknek a közös államhatáron történő visszafogadásáról szóló, Budapesten, 2002. szeptember 12. napján aláírt Egyezmény kihirdetéséről
- 2004. évi VIII. törvény  a kis- és középvállalkozásokról, fejlődésük támogatásáról szóló 1999. évi XCV. törvény módosításáról
- 2004. évi IX. törvény az általános forgalmi adóról szóló 1992. évi LXXIV. törvény módosításáról
- 2004. évi X. törvény a Büntető Törvénykönyvről szóló 1978. évi IV. törvény és a hozzá kapcsolódó jogszabályok módosításáról
- 2004. évi XI. törvény	 a munkavédelemről szóló 1993. évi XCIII. törvény módosításáról
- 2004. évi XII. törvény a regisztrációs adóról szóló 2003. évi CX. törvény módosításáról
- 2004. évi XIII. törvény a Vám- és Pénzügyőrségről
- 2004. évi XIV. törvény az Európai Közösséget létrehozó szerződésnek az áruk szabad áramlását biztosító rendelkezéseihez kapcsolódó kölcsönös elismerés alkalmazásáról
- 2004. évi XV. törvény a személyazonosító igazolvánnyal történő utazással összefüggő törvénymódosításokról
- 2004. évi XVI. törvény  a fogyasztóvédelemről szóló 1997. évi CLV. törvény módosításáról
- 2004. évi XVII. törvény	 a tankönyvpiac rendjéről szóló 2001. évi XXXVII. törvény, valamint a közoktatásról szóló 1993. évi LXXIX. törvény módosításáról
- 2004. évi XVIII. törvény a szőlőtermesztésről és a borgazdálkodásról
- 2004. évi XIX. törvény a Vám- és Pénzügyőrségről
- 2004. évi XX. törvény	 egyes törvények munkaerő-kölcsönzéssel kapcsolatos módosításáról
- 2004. évi XXI. törvény a társadalombiztosítási nyugellátásról szóló 1997. évi LXXXI. törvény, valamint az egyes szociális tárgyú törvények módosításáról szóló 2003. évi IV. törvény módosításáról
- 2004. évi XXII. törvény a befektetők és a betétesek fokozott védelmével kapcsolatos egyes törvények módosításáról
- 2004. évi XXIII. törvény az Európa-tervvel és az európai uniós csatlakozással kapcsolatos, a belügyi ágazatba tartozó egyes törvények módosításáról
- 2004. évi XXIV. törvény	 a lőfegyverekről és lőszerekről
- 2004. évi XXV. törvény	 a közlekedéssel összefüggő egyes törvények módosításáról
- 2004. évi XXVI. törvény egyes szociális és egészségügyi tárgyú törvények módosításáról
- 2004. évi XXVII. törvény egyes pénzügyi tárgyú törvények jogharmonizációs célú módosításáról
- 2004. évi XXVIII. törvény a foglalkoztatással összefüggő egyes törvények módosításáról
- 2004. évi XXIX. törvény 	 az európai uniós csatlakozással összefüggő egyes törvénymódosításokról, törvényi rendelkezések hatályon kívül helyezéséről, valamint egyes törvényi rendelkezések megállapításáról
- 2004. évi XXX. törvény	 a Belga Királyság, a Dán Királyság, a Németországi Szövetségi Köztársaság, a Görög Köztársaság, a Spanyol Királyság, a Francia Köztársaság, Írország, az Olasz Köztársaság, a Luxemburgi Nagyhercegség, a Holland Királyság, az Osztrák Köztársaság, a Portugál Köztársaság, a Finn Köztársaság, a Svéd Királyság, Nagy-Britannia és Észak-Írország Egyesült Királysága (az Európai Unió tagállamai) és a Cseh Köztársaság, az Észt Köztársaság, a Ciprusi Köztársaság, a Lett Köztársaság, a Litván Köztársaság, a Magyar Köztársaság, a Máltai Köztársaság, a Lengyel Köztársaság, a Szlovén Köztársaság és a Szlovák Köztársaság között, a Cseh Köztársaságnak, az Észt Köztársaságnak, a Ciprusi Köztársaságnak, a Lett Köztársaságnak, a Litván Köztársaságnak, a Magyar Köztársaságnak, a Máltai Köztársaságnak, a Lengyel Köztársaságnak, a Szlovén Köztársaságnak és a Szlovák Köztársaságnak az Európai Unióhoz történő csatlakozásáról szóló szerződés kihirdetéséről
- 2004. évi XXXI. törvény a Magyar Nemzeti Bankról szóló 2001. évi LVIII. törvény módosításáról
- 2004. évi XXXII. törvény egyes törvények választásokkal összefüggő módosításáról
- 2004. évi XXXIII. törvény az autóbusszal végzett menetrend szerinti személyszállításról
- 2004. évi XXXIV. törvény a kis- és középvállalkozásokról, fejlődésük támogatásáról
- 2004. évi XXXV. törvény az elektronikus pénzt kibocsátó szakosított hitelintézetről
- 2004. évi XXXVI. törvény  a termőföldről szóló 1994. évi LV. törvény módosításáról
- 2004. évi XXXVII. törvény  a polgári repülés biztonsága elleni jogellenes cselekmények leküzdéséről szóló, 1971. szeptember 23-án, Montréalban elfogadott Egyezményt kiegészítő, a nemzetközi polgári repülést szolgáló repülőterek elleni jogellenes és erőszakos cselekmények visszaszorításáról szóló, 1988. február 24-én, Montréalban aláírt Jegyzőkönyv kihirdetéséről
- 2004. évi XXXVIII. törvény a Magyar Köztársaság Kormánya és Románia Kormánya között a minősített katonai információk kölcsönös védelme tárgyában aláírt Egyezmény 1. Cikkének módosításáról szóló, Aradon, 2002. október 17-én aláírt Megállapodás kihirdetéséről
- 2004. évi XXXIX. törvény a Magyar Köztársaság Kormánya és Románia Kormánya között, a katonai együttműködésről szóló, Budapesten, 2003. április 7-én aláírt Megállapodás kihirdetéséről
- 2004. évi XL. törvény a büntető jogszabályok módosításáról
- 2004. évi XLI. törvény a jövedéki adóról és a jövedéki termékek forgalmazásának különös szabályairól szóló 2003. évi CXXVII. törvény módosításáról
- 2004. évi XLII. törvény a helyi önkormányzatok 2004. évi új címzett támogatásáról és az egyes címzett támogatással folyamatban lévő beruházások eredeti döntéseinek módosításáról, valamint a helyi önkormányzatok címzett és céltámogatási rendszeréről szóló 1992. évi LXXXIX. törvény módosításáról
- 2004. évi XLIII. törvény a választási eljárásról szóló 1997. évi C. törvény módosításáról
- 2004. évi XLIV. törvény a Magyar Köztársaság Kormánya és az Észt Köztársaság Kormánya között a személyek visszafogadásáról szóló, Tallinnban, 2002. március 13-án aláírt Egyezmény kihirdetéséről
- 2004. évi XLV. törvény az európai részvénytársaságról
- 2004. évi XLVI. törvény az Állami Számvevőszékről szóló 1989. évi XXXVIII. törvény módosításáról
- 2004. évi XLVII. törvény a tervező- és szakértő mérnökök, valamint építészek szakmai kamaráiról szóló 1996. évi LVIII. törvény módosításáról
- 2004. évi XLVIII. törvény a pénzügyi szolgáltatásokhoz kapcsolódó egyes törvények módosításáról
- 2004. évi XLIX. törvény a Szellemi Tulajdon Világszervezete 1996. december 20-án, Genfben aláírt Szerzői Jogi Szerződésének, valamint Előadásokról és a Hangfelvételekről szóló Szerződésének kihirdetéséről
- 2004. évi L. törvény az Európa Tanács Strasbourgban, 1999. november 4-én kelt, Korrupcióról szóló Polgári Jogi Egyezményének kihirdetéséről
- 2004. évi LI. törvény a Magyar Köztársaság és a Holland Királyság között az összekötő tisztek feladatainak az Európai Rendőrségi Hivatalnál történő megfelelő teljesítéséhez szükséges kiváltságokról és mentességekről szóló, 2002. február 8-án jegyzékváltás útján létrejött Megállapodás kihirdetéséről
- 2004. évi LII. törvény az elektronikus hírközlésről szóló 2003. évi C. törvény, valamint a postáról szóló 2003. évi CI. törvény módosításáról
- 2004. évi LIII. törvény az Országgyűlés és a Kormány európai uniós ügyekben történő együttműködéséről
- 2004. évi LIV. törvény 	 a magánnyugdíjról és a magánnyugdíjpénztárakról szóló 1997. évi LXXXII. törvény módosításáról
- 2004. évi LV. törvény  az elektronikus aláírásról szóló 2001. évi XXXV. törvény módosításáról
- 2004. évi LVI. törvény 	 az árak megállapításáról szóló 1990. évi LXXXVII. törvény módosításáról
- 2004. évi LVII. törvény	 az Európai Parlament magyarországi képviselőinek jogállásáról
- 2004. évi LVIII. törvény az adókról, járulékokról és egyéb költségvetési befizetésekről szóló törvények módosításáról szóló 2003. évi XCI. törvény módosításáról
- 2004. évi LIX. törvény 	 az Országos Területrendezési Tervről szóló 2003. évi XXVI. törvény módosításáról
- 2004. évi LX. törvény az egyes oktatási tárgyú, az oktatási jogok érvényesítésének elősegítését, valamint a felsőoktatási intézmény- és képzési rendszer fejlesztését szolgáló törvények módosításáról
- 2004. évi LXI. törvény a Közép-európai Egyetem állami elismeréséről
- 2004. évi LXII. törvény a Szent István államalapításának emlékéről és a Szent Koronáról szóló 2000. évi I. törvény módosításáról
- 2004. évi LXIII. törvény a közúti közlekedési nyilvántartásról szóló 1999. évi LXXXIV. törvény módosításáról
- 2004. évi LXIV. törvény az egyes fontos, valamint közbizalmi és közvélemény-formáló tisztségeket betöltő személyek ellenőrzéséről és a Történeti Hivatalról szóló 1994. évi XXIII. törvény módosításáról
- 2004. évi LXV. törvény a hivatalos iratok kézbesítésére vonatkozó szabályokat tartalmazó egyes törvények módosításáról, illetve a bírósági végrehajtásról szóló 1994. évi LIII. törvény jogharmonizációs célú módosításáról
- 2004. évi LXVI. törvény a honvédelmet érintő egyes törvények módosításáról
- 2004. évi LXVII. törvény a Tisza-völgy árvízi biztonságának növelését, valamint az érintett térség terület- és vidékfejlesztését szolgáló program (a Vásárhelyi-terv továbbfejlesztése) közérdekűségéről és megvalósításáról
- 2004. évi LXVIII. törvény a gyermekek feletti felügyeleti jogot érintő határozatok elismeréséről és végrehajtásáról, valamint a felügyeleti viszonyok helyreállításáról szóló, 1980. május 20. napján Luxemburgban kelt európai Egyezmény kihirdetéséről
- 2004. évi LXIX. törvény egyes törvényeknek az Európai Gazdasági Térségben való részvétellel összefüggő jogharmonizációs célú módosításáról
- 2004. évi LXX. törvény a foglalkoztatás elősegítéséről és a munkanélküliek ellátásáról szóló 1991. évi IV. törvény módosításáról
- 2004. évi LXXI. törvény az általános forgalmi adóról szóló 1992. évi LXXIV. törvény módosításáról
- 2004. évi LXXII. törvény a kötelező egészségbiztosítás ellátásairól szóló 1997. évi LXXXIII. törvény módosításáról
- 2004. évi LXXIII. törvény a közösségi vámjog végrehajtásáról szóló 2003. évi CXXVI. törvény módosításáról
- 2004. évi LXXIV. törvény az állattenyésztésről szóló 1993. évi CXIV. törvény módosításáról
- 2004. évi LXXV. törvény	 a területfejlesztésről és a területrendezésről szóló 1996. évi XXI. törvény és egyes kapcsolódó törvények módosításáról
- 2004. évi LXXVI. törvény a környezet védelmének általános szabályairól szóló 1995. évi LIII. törvény, valamint a természet védelméről szóló 1996. évi LIII. törvény módosításáról
- 2004. évi LXXVII. törvény a tankönyvpiac rendjéről szóló 2001. évi XXXVII. törvény módosításáról
- 2004. évi LXXVIII. törvény a jövedéki adóról és a jövedéki termékek forgalmazásának különös szabályairól szóló 2003. évi CXXVII. törvény módosításáról
- 2004. évi LXXIX. törvény az Európa Tanács Budapesten, 2001. november 23-án kelt Számítástechnikai Bűnözésről szóló Egyezményének kihirdetéséről
- 2004. évi LXXX. törvény a Magyar Köztársaság Kormánya és a Lett Köztársaság Kormánya között a katasztrófák és más súlyos balesetek esetén történő együttműködésről és kölcsönös segítségnyújtásról szóló, Rigában, 2003. november 19. napján aláírt Megállapodás kihirdetéséről
- 2004. évi LXXXI. törvény a Magyar Köztársaság Kormánya és Románia Kormánya között a katasztrófák esetén történő együttműködésről és kölcsönös segítségnyújtásról szóló, Budapesten, 2003. április 9. napján aláírt Egyezmény kihirdetéséről
- 2004. évi LXXXII. törvény az ítélőtáblák és a fellebbviteli ügyészi szervek székhelyének és illetékességi területének megállapításáról szóló 2002. évi XXII. törvény kiegészítéséről
- 2004. évi LXXXIII. törvény a jövedéki adóról és a jövedéki termékek forgalmazásának különös szabályairól szóló 2003. évi CXXVII. törvény módosításáról
- 2004. évi LXXXIV. törvény a pénzügyi konglomerátumok kiegészítő felügyelete tekintetében egyes pénzügyi tárgyú törvények módosításáról
- 2004. évi LXXXV. törvény az általános forgalmi adóról szóló 1992. évi LXXIV. törvény módosításáról
- 2004. évi LXXXVI. törvény a személyi jövedelemadóról szóló 1995. évi CXVII. törvény módosításáról
- 2004. évi LXXXVII. törvény  a polgári szolgálatról szóló 1997. évi XXI. törvény módosításáról
- 2004. évi LXXXVIII. törvény  az Országos Rádió és Televízió Testület 2003. évi költségvetésének végrehajtásáról
- 2004. évi LXXXIX. törvény a Magyar Köztársaság Kormánya és az Olasz Köztársaság Kormánya között a minősített információk kölcsönös védelméről szóló, Budapesten, 2003. március 20-án aláírt Biztonsági Megállapodás kihirdetéséről
- 2004. évi XC. törvény  az ipari minták nemzetközi letétbe helyezéséről szóló 1925. évi Hágai Megállapodás 1999. július 2-án, Genfben felülvizsgált szövegének kihirdetéséről
- 2004. évi XCI. törvény az 1968. évi november hó 8. napján, Bécsben aláírásra megnyitott Közúti Jelzési Egyezmény és módosításai, valamint az azt kiegészítő európai Megállapodás és módosításai egységes szerkezetben történő kihirdetéséről
- 2004. évi XCII. törvény a választási eljárásról szóló 1997. évi C. törvény módosításáról
- 2004. évi XCIII. törvény a fegyveres szervek hivatásos állományú tagjainak szolgálati viszonyáról szóló 1996. évi XLIII. törvény módosításáról
- 2004. évi XCIV. törvény a vad védelméről, a vadgazdálkodásról, valamint a vadászatról szóló 1996. évi LV. törvény módosításáról
- 2004. évi XCV. törvény	 a Magyar Köztársaság minisztériumainak felsorolásáról szóló 2002. évi XI. törvény módosításáról
- 2004. évi XCVI. törvény a polgármesteri tisztség ellátásának egyes kérdéseiről és az önkormányzati képviselők tiszteletdíjáról szóló 1994. évi LXIV. törvény módosításáról
- 2004. évi XCVII. törvény a közbeszerzésekről szóló 2003. évi CXXIX. törvény, valamint a közbeszerzéssel összefüggésben egyes törvények módosításáról
- 2004. évi XCVIII. törvény az árak megállapításáról szóló 1990. évi LXXXVII. törvény módosításáról
- 2004. évi XCIX. törvény	 a számvitelről szóló 2000. évi C. törvény módosításáról
- 2004. évi C. törvény a Magyar Köztársaság 2003. évi költségvetésének végrehajtásáról
- 2004. évi CI. törvény az adókról, járulékokról és egyéb költségvetési befizetésekről szóló törvények módosításáról
- 2004. évi CII. törvény	 a hitelintézetek és a pénzügyi vállalkozások különadójáról
- 2004. évi CIII. törvény 	 a környezetvédelmi termékdíjról, továbbá egyes termékek környezetvédelmi termékdíjáról szóló 1995. évi LVI. törvény módosításáról
- 2004. évi CIV. törvény a Magyar Köztársaság Alkotmányáról szóló 1949. évi XX. törvény módosításáról
- 2004. évi CV. törvény a honvédelemről és a Magyar Honvédségről
- 2004. évi CVI. törvény a Kiváló Művész, az Érdemes Művész és a Népművészet Mestere járadékáról
- 2004. évi CVII. törvény a települési önkormányzatok többcélú kistérségi társulásáról
- 2004. évi CVIII. törvény a nagy távolságra jutó, országhatárokon átterjedő levegőszennyezésről szóló 1979. évi Genfi Egyezményhez kapcsolódó, a kénkibocsátások további csökkentéséről szóló, Oslóban, 1994. június 14-én elfogadott Jegyzőkönyv kihirdetéséről
- 2004. évi CIX. törvény	 a biológiai biztonságról szóló, Nairobiban, 2000. május 24-én aláírt Cartagena Jegyzőkönyv kihirdetéséről
- 2004. évi CX. törvény a Nemzetközi Munkaügyi Szervezet Általános Konferenciája 85. ülésszakán elfogadott, a magán-munkaközvetítő ügynökségekről szóló 181. számú Egyezmény kihirdetéséről
- 2004. évi CXI. törvény a Nemzetközi Munkaügyi Szervezet Általános Konferenciája 88. ülésszakán elfogadott, az anyaság védelméről szóló 183. számú Egyezmény kihirdetéséről
- 2004. évi CXII. törvény a Magyar Köztársaság és a Belarusz Köztársaság között a kettős adóztatás elkerüléséről és az adóztatás kijátszásának megakadályozásáról a jövedelem- és a vagyonadók területén, Budapesten, 2002. február 19-én aláírt Egyezmény kihirdetéséről
- 2004. évi CXIII. törvény a Magyar Kormány és a Macedón Kormány között a jogellenesen tartózkodó személyek visszafogadásáról szóló, Budapesten, 2001. szeptember 26-án aláírt Egyezmény kihirdetéséről
- 2004. évi CXIV. törvény	 a Magyar Köztársaság és a Szlovák Köztársaság között a közúti, a vasúti és a vízi határforgalom ellenőrzéséről szóló, Pozsonyban, 2003. október 9. napján aláírt Egyezmény kihirdetéséről
- 2004. évi CXV. törvény  a lakásszövetkezetekről
- 2004. évi CXVI. törvény a polgári és kereskedelmi ügyekben külföldön történő bizonyításfelvételről szóló, Hágában, 1970. március 17. napján kelt Egyezmény kihirdetéséről
- 2004. évi CXVII. törvény  az Országos Rádió és Televízió Testület 2005. évi költségvetéséről
- 2004. évi CXVIII. törvény a Magyar Köztársaság és a Horvát Köztársaság között a közúti, a vasúti és a vízi határforgalom ellenőrzéséről szóló, Budapesten, 2003. szeptember 29. napján aláírt Egyezmény kihirdetéséről
- 2004. évi CXIX. törvény a polgári törvénykönyv hatálybalépéséről és végrehajtásáról szóló 1960. évi 11. törvényerejű rendelet módosításáról
- 2004. évi CXX. törvény  a miniszterek feladat- és hatáskörének változásával összefüggésben szükséges törvénymódosításokról
- 2004. évi CXXI. törvény  a népesség személyi, családi és lakásviszonyainak képviseleti minta alapján történő 2005. évi felméréséről
- 2004. évi CXXII. törvény  a prémiumévek programról és a különleges foglalkoztatási állományról
- 2004. évi CXXIII. törvény a pályakezdő fiatalok, az ötven év feletti munkanélküliek, valamint a gyermek gondozását, illetve a családtag ápolását követően munkát keresők foglalkoztatásának elősegítéséről, továbbá az ösztöndíjas foglalkoztatásról
- 2004. évi CXXIV. törvény a közalkalmazottak jogállásáról szóló 1992. évi XXXIII. törvény módosításáról
- 2004. évi CXXV. törvény 	 az egyes fontos, valamint közbizalmi és közvélemény-formáló tisztségeket betöltő személyek ellenőrzéséről szóló 1994. évi XXIII. törvény módosításáról
- 2004. évi CXXVI. törvény a Magyar Nemzeti Bankról szóló 2001. évi LVIII. törvény módosításáról
- 2004. évi CXXVII. törvény a cégnyilvántartásról, a cégnyilvánosságról és a bírósági cégeljárásról szóló 1997. évi CXLV. törvény, a Polgári perrendtartásról szóló 1952. évi III. törvény, valamint más, kapcsolódó törvények módosításáról
- 2004. évi CXXVIII. törvény  a Magyar Köztársaság és az Észt Köztársaság között a kettős adóztatás elkerüléséről és az adóztatás kijátszásának megakadályozásáról a jövedelem- és a vagyonadók területén, Budapesten, 2002. szeptember 11-én aláírt Egyezmény kihirdetéséről
- 2004. évi CXXIX. törvény a Magyar Köztársaság és a Litván Köztársaság között a kettős adóztatás elkerüléséről és az adóztatás kijátszásának megakadályozásáról a jövedelem- és a vagyonadók területén, Vilniusban, 2004. május 12-én aláírt Egyezmény megerősítéséről és kihirdetéséről
- 2004. évi CXXX. törvény a Magyar Köztársaság és a Lett Köztársaság között a kettős adóztatás elkerüléséről és az adóztatás kijátszásának megakadályozásáról a jövedelem- és a vagyonadók területén, Rigában, 2004. május 14-én aláírt Egyezmény megerősítéséről és kihirdetéséről
- 2004. évi CXXXI. törvény a büntető jogszabályok módosításáról
- 2004. évi CXXXII. törvény  a büntetőeljárásról szóló 1998. évi XIX. törvény módosításáról
- 2004. évi CXXXIII. törvény  az ügyészségi szolgálati viszonyról és az ügyészségi adatkezelésről szóló 1994. évi LXXX. törvény módosításáról
- 2004. évi CXXXIV. törvény  a kutatás-fejlesztésről és a technológiai innovációról
- 2004. évi CXXXV. törvény a Magyar Köztársaság 2005. évi költségvetéséről
- 2004. évi CXXXVI. törvény egyes szociális tárgyú törvények módosításáról
- 2004. évi CXXXVII. törvény  a Nemzeti Audiovizuális Archívumról
- 2004. évi CXXXVIII. törvény a bányászatról szóló 1993. évi XLVIII. törvény módosításáról
- 2004. évi CXXXIX. törvény  a szabálysértésekről szóló 1999. évi LXIX. törvény módosításáról
- 2004. évi CXL. törvény 	 a közigazgatási hatósági eljárás és szolgáltatás általános szabályairól

### Kormányrendeletek (383)

#### Január (1−10)
- 1/2004. (I. 5.) Korm. rendelet 	 az Európai Unió strukturális alapjaiból és Kohéziós Alapjából származó támogatások hazai felhasználásáért felelős intézményekről
- 2/2004. (I. 5.) Korm. rendelet 	 a pénzügyminiszter feladat- és hatásköréről szóló 140/2002. (VI. 28.) Korm. rendelet módosításáról
- 3/2004. (I. 8.) Korm. rendelet 	 az Európai Atomenergia Közösség (EURATOM) és az Európai Unió nem-tagállamai között, az utóbbiaknak a Közösség radiológiai veszélyhelyzeti korai információcsere (ECURIE) rendszerében való részvételéről szóló Megállapodás kihirdetéséről
- 4/2004. (I. 8.) Korm. rendelet 	 a helyi önkormányzatok szennyvízelvezetés és -tisztítás céltámogatásának igénykielégítési sorrendjéről szóló 224/1999. (XII. 30.) Korm. rendelet módosításáról
- 5/2004. (I. 9.) Korm. rendelet 	 a zártcélú távközlő hálózatokról szóló 50/1998. (III. 27.) Korm. rendelet módosításáról
- 6/2004. (I. 22.) Korm. rendelet 	 az Európai Unió közös forrásaiból származó agrártámogatások, az azokhoz kapcsolódó, nemzeti költségvetésből nyújtott kiegészítő támogatások, valamint a nemzeti hatáskörben nyújtott agrártámogatások igénybevételének általános feltételeiről
- 7/2004. (I. 22.) Korm. rendelet 	 az Európai Közösség tagállamai közötti adóbehajtási jogsegély részletes szabályairól
- 8/2004. (I. 22.) Korm. rendelet 	 a közúti közlekedési előéleti pontrendszerről szóló 2000. évi CXXVIII. törvény végrehajtására kiadott 236/2000. (XII. 23.) Korm. rendelet módosításáról
- 9/2004. (I. 31.) Korm. rendelet 	 a személyiadat- és lakcímnyilvántartás hatálya alá tartozó egyes külföldiek nyilvántartásba vételével és lakcímbejelentésével összefüggő kormányrendeletek módosításáról
- 10/2004. (I. 31.) Korm. rendelet 	 a Magyarországra belépő osztrák tehergépjárművek gépjárműadójáról szóló 303/2001. (XII. 27.) Korm. rendelet hatályon kívül helyezéséről

#### Február (11−31)
- 11/2004. (II. 5.) Korm. rendelet 	 a Magyar Köztársaság Kormánya és a Paraguayi Köztársaság Kormánya között a magánútlevelekre vonatkozó vízumkötelezettség megszüntetéséről szóló Megállapodás kihirdetéséről
- 12/2004. (II. 5.) Korm. rendelet 	 a menedékjogról szóló 1997. évi CXXXIX. törvény hatálya alá tartozó külföldiek ellátásáról és támogatásáról szóló 25/1998. (II. 18.) Korm. rendelet módosításáról
- 13/2004. (II. 5.) Korm. rendelet 	 a társadalombiztosítás központi hivatali szervei feladat- és hatáskörének, valamint működésének átmeneti szabályairól szóló 75/1999. (V. 21.) Korm. rendelet módosításáról
- 14/2004. (II. 5.) Korm. rendelet 	 a 2004. évre szóló Országos Statisztikai Adatgyűjtési Programról szóló 215/2003. (XII. 10.) Korm. rendelet módosításáról
- 15/2004. (II. 5.) Korm. rendelet 	 az állami vezetői juttatások jogosultsági feltételeiről szóló 131/1997. (VII. 24.) Korm. rendelet módosításáról
- 16/2004. (II. 6.) Korm. rendelet 	 a haditechnikai eszközök és szolgáltatások kivitelének, behozatalának, transzferjének és tranzitjának engedélyezéséről
- 17/2004. (II. 13.) Korm. rendelet 	 a mezőgazdasági és élelmiszer-ipari termékekhez kapcsolódó biztosítékrendszer szabályairól
- 18/2004. (II. 13.) Korm. rendelet 	 a biztosítási megállapodások egyes csoportjainak a versenykorlátozás tilalma alól való mentesítéséről
- 19/2004. (II. 13.) Korm. rendelet 	 a gépjármű ágazatban a vertikális megállapodások egyes csoportjainak a versenykorlátozás tilalma alól való mentesítéséről
- 20/2004. (II. 13.) Korm. rendelet 	 a közúti közlekedési szolgáltatásokról és a közúti járművek üzemben tartásáról szóló 89/1988. (XII. 20.) MT rendelet módosításáról
- 21/2004. (II. 13.) Korm. rendelet 	 a családok támogatásáról szóló 1998. évi LXXXIV. törvény végrehajtásáról rendelkező 223/1998. (XII. 30.) Korm. rendelet módosításáról
- 22/2004. (II. 16.) Korm. rendelet 	 a felnőttképzést folytató intézmények és a felnőttképzési programok akkreditációjának szabályairól
- 23/2004. (II. 20.) Korm. rendelet 	 a Magyar Köztársaság Kormánya és a Perui Köztársaság Kormánya közötti mezőgazdasági együttműködésről szóló egyezmény kihirdetéséről
- 24/2004. (II. 20.) Korm. rendelet 	 a Nemzetközi Szőlészeti és Borászati Szervezet létrehozásáról szóló Megállapodás kihirdetéséről
- 25/2004. (II. 26.) Korm. rendelet 	 az egészségügyi szolgáltatás általános feltételeiről, valamint a működési engedélyezési eljárásról szóló 96/2003. (VII. 15.) Korm. rendelet módosításáról
- 26/2004. (II. 26.) Korm. rendelet 	 az egyes termékek kiegészítő oltalmára vonatkozó európai közösségi rendeletek végrehajtásához szükséges szabályokról
- 27/2004. (II. 26.) Korm. rendelet 	 a nem polgári célú frekvenciagazdálkodás feladatait ellátó hatóság szervezetéről, valamint a nem polgári célú frekvenciagazdálkodás rendjéről szóló 279/2001. (XII. 23.) Korm. rendelet módosításáról
- 28/2004. (II. 28.) Korm. rendelet 	 a magyar Nemzeti Kábítószer Adatgyűjtő és Kapcsolattartó Központ feladatainak ellátásával kapcsolatos egyes kérdésekről
- 29/2004. (II. 28.) Korm. rendelet 	 a mezőgazdasági és élelmiszer-ipari termékek exportjával összefüggő intézkedések végrehajtásának általános szabályairól
- 30/2004. (II. 28.) Korm. rendelet 	 a közműves ivóvízellátásról és a közműves szennyvízelvezetésről szóló 38/1995. (IV. 5.) Korm. rendelet módosításáról
- 31/2004. (II. 28.) Korm. rendelet 	 a szomszédos államokban élő magyarokról szóló 2001. évi LXII. törvény alapján nyújtott támogatások rendjéről

#### Március (32−60)
- 32/2004. (III. 2.) Korm. rendelet 	 a polgári nemzetbiztonsági szolgálatok költségvetése tervezésének, pénzellátásának, előirányzat-felhasználásának, kincstári gazdálkodásának és nyilvántartásának egyes szabályairól
- 33/2004. (III. 8.) Korm. rendelet 	 az áruk és a szolgáltatások biztonságosságáról és az ezzel kapcsolatos piacfelügyeleti eljárásról szóló 79/1998. (IV. 29.) Korm. rendelet módosításáról
- 34/2004. (III. 12.) Korm. rendelet 	 a közbeszerzési és tervpályázati hirdetmények megküldésének és közzétételének részletes szabályairól, a hirdetmények ellenőrzésének rendjéről és díjáról, valamint a Közbeszerzési Értesítőben történő közzététel rendjéről és díjáról
- 35/2004. (III. 12.) Korm. rendelet 	 az Európai Unió közös forrásaiból származó agrártámogatások, az azokhoz kapcsolódó, nemzeti költségvetésből nyújtott kiegészítő támogatások, valamint a nemzeti hatáskörben nyújtott agrártámogatások igénybevételének általános feltételeiről szóló 6/2004. (I. 22.) Korm. rendelet módosításáról
- 36/2004. (III. 12.) Korm. rendelet 	 a Magyar Kereskedelmi Engedélyezési Hivatalról
- 37/2004. (III. 12.) Korm. rendelet 	 a Magyar Kereskedelmi Engedélyezési Hivatal hatósági jogköreivel összefüggő egyes rendeletek módosításáról
- 38/2004. (III. 12.) Korm. rendelet 	 az olimpiai központokról
- 39/2004. (III. 12.) Korm. rendelet 	 a sportfegyelmi felelősségről
- 40/2004. (III. 12.) Korm. rendelet 	 a Nemzet Sportolója Címről
- 41/2004. (III. 12.) Korm. rendelet 	 az olimpiai járadékról
- 42/2004. (III. 12.) Korm. rendelet 	 a Magyar Köztársaság Kiváló Művésze, a Magyar Köztársaság Érdemes Művésze, a Magyar Köztársaság Babérkoszorúja díj alapításáról szóló 99/1996. (VII. 10.) Korm. rendelet módosításáról
- 43/2004. (III. 16.) Korm. rendelet 	 a Magyar Köztársaság Kormánya és az Európai Közösség között a műszaki szabályok és az információs társadalom szolgáltatásai terén követendő információszolgáltatási eljárásról szóló, Brüsszelben, 2003. december 11-én aláírt Megállapodás kihirdetéséről
- 44/2004. (III. 16.) Korm. rendelet 	 a kereskedelem, illetve az áruk szabad áramlása akadályaival kapcsolatos egyes értesítési és bejelentési eljárások végrehajtásáról
- 45/2004. (III. 16.) Korm. rendelet 	 a Magyar Köztársaság Kormánya és a Cseh Köztársaság Kormánya közötti, a megfelelőség-értékelésről és az ipari termékek elfogadásáról szóló, 2003. október 10-én, Budapesten aláírt Megállapodás kihirdetéséről
- 46/2004. (III. 18.) Korm. rendelet 	 a számhordozhatóság szabályairól
- 47/2004. (III. 18.) Korm. rendelet 	 egyes környezetvédelmi jogszabályok módosításáról
- 48/2004. (III. 19.) Korm. rendelet 	 az emberi felhasználásra kerülő gyógyszerek és egyes tápszerek átmeneti árszabályozásáról
- 49/2004. (III. 23.) Korm. rendelet 	 a Magyar Köztársaság Kormánya és az Üzbég Köztársaság Kormánya között, a nemzetközi közúti személyszállításról és árufuvarozásról szóló, Budapesten, 2002. október 28-án aláírt Egyezmény kihirdetéséről
- 50/2004. (III. 23.) Korm. rendelet 	 a kettős felhasználású termékek és technológiák külkereskedelmi forgalmának engedélyezéséről
- 51/2004. (III. 23.) Korm. rendelet 	 az Óvodai nevelés országos alapprogramjának kiadásáról szóló 137/1996. (VIII. 28.) Korm. rendelet módosításáról
- 52/2004. (III. 25.) Korm. rendelet 	 a lakáscélú állami támogatásokról szóló 12/2001. (I. 31.) Korm. rendelet módosításáról
- 53/2004. (III. 31.) Korm. rendelet 	 a repülőterek környezetében létesítendő zajgátló védőövezetek kijelölésének, hasznosításának és megszüntetésének szabályairól szóló 176/1997. (X. 11.) Korm. rendelet módosításáról
- 54/2004. (III. 31.) Korm. rendelet 	 a sportrendezvények biztonságáról
- 55/2004. (III. 31.) Korm. rendelet 	 a doppingellenes tevékenység szabályairól
- 56/2004. (III. 31.) Korm. rendelet 	 a kábítószer előállítására alkalmas növények termesztésének, forgalmazásának és felhasználásának rendjéről szóló 162/2003. (X. 16.) Korm. rendelet módosításáról
- 57/2004. (III. 31.) Korm. rendelet 	 a Deák Ferenc Ösztöndíjról
- 58/2004. (III. 31.) Korm. rendelet 	 egyes földművelésügyi tárgyú kormányrendeletek módosításáról
- 59/2004. (III. 31.) Korm. rendelet 	 a közúti közlekedés szabályairól szóló 1/1975. (II. 5.) KPM-BM együttes rendelet módosításáról
- 60/2004. (III. 31.) Korm. rendelet 	 a személyes gondoskodást nyújtó szociális intézmény és a falugondnoki szolgálat működésének engedélyezéséről, továbbá a szociális vállalkozás engedélyezéséről szóló 188/1999. (XII. 16.) Korm. rendelet módosításáról

#### Április (61−145)
- 61/2004. (IV. 15.) Korm. rendelet 	 a területi kiegyenlítést szolgáló fejlesztési célú támogatások felhasználásának részletes szabályairól szóló 32/1998. (II. 25.) Korm. rendelet módosításáról
- 62/2004. (IV. 15.) Korm. rendelet 	 a területfejlesztési célok megvalósítását szolgáló fejezeti kezelésű előirányzatok pályázati rendszerben történő felhasználása összehangolásának rendjéről szóló 24/2003. (III. 4.) Korm. rendelet módosításáról
- 63/2004. (IV. 15.) Korm. rendelet 	 a 2004. évi területi kiegyenlítést szolgáló fejlesztési célú támogatás megyék közti felosztásáról
- 64/2004. (IV. 15.) Korm. rendelet 	 a területfejlesztés kedvezményezett térségeinek jegyzékéről
- 65/2004. (IV. 15.) Korm. rendelet 	 a többcélú kistérségi társulások 2004. évi támogatása mértékének, igénylésének, döntési rendszerének, folyósításának és elszámolásának részletes feltételeiről
- 66/2004. (IV. 15.) Korm. rendelet 	 a regionális fejlesztési tanácsok döntési hatáskörébe utalt fejezeti kezelésű előirányzatok régiók közötti felosztásának elvéről, a régiók forrásairól, a támogatások odaítélésének és felhasználásának szabályairól és a közmunkaprogramok támogatási rendjéről szóló 49/1999. (III. 26.) Korm. rendelet módosításáról
- 67/2004. (IV. 15.) Korm. rendelet 	 az Egységes Munkaügyi Nyilvántartással kapcsolatos bejelentési és nyilvántartási kötelezettség szabályozásáról
- 68/2004. (IV. 15.) Korm. rendelet 	 a postai szolgáltatók piacra lépésének feltételeiről
- 69/2004. (IV. 15.) Korm. rendelet 	 a Miniszterelnöki Hivatalról szóló 148/2002. (VII. 1.) Korm. rendelet módosításáról
- 70/2004. (IV. 15.) Korm. rendelet 	 a Kormányzati Ellenőrzési Hivatalról
- 71/2004. (IV. 15.) Korm. rendelet 	 a telepengedély alapján gyakorolható ipari és szolgáltató tevékenységekről, valamint a telepengedélyezés rendjéről szóló 80/1999. (VI. 11.) Korm. rendelet módosításáról
- 72/2004. (IV. 15.) Korm. rendelet 	 az elektronikus hírközlő hálózatok azonosítóinak felosztási tervéről
- 73/2004. (IV. 15.) Korm. rendelet 	 az elektronikus hírközlési szolgáltatás igénybevétele során alkalmazható közvetítőválasztásról
- 74/2004. (IV. 15.) Korm. rendelet 	 a fogyasztók védelme céljából a jogsértéstől eltiltó határozatokról szóló 98/27/EK irányelv szerinti minősített szervezetek jegyzékébe való felvételre irányuló eljárásról
- 75/2004. (IV. 15.) Korm. rendelet 	 az országos jelentőségű területfejlesztési programokra szolgáló fejezeti kezelésű előirányzatok felhasználásának részletes szabályairól
- 76/2004. (IV. 15.) Korm. rendelet 	 a külföldiek magyarországi és a magyarok külföldi felsőfokú tanulmányainak egyes kérdéseiről szóló 157/2001. (IX. 12.) Korm. rendelet módosításáról
- 77/2004. (IV. 16.) Korm. rendelet 	 a Magyar Köztársaság Kormánya és az Olasz Köztársaság Kormánya között a világháborúkban elesett katonák és polgári áldozatok emlékének megörökítéséről, valamint sírjaik jogi helyzetéről szóló, Rómában, 2003. szeptember 9-én aláírt Megállapodás kihirdetéséről
- 78/2004. (IV. 19.) Korm. rendelet 	 a mezőgazdasági termékek és az élelmiszerek földrajzi árujelzőinek oltalmára vonatkozó részletes szabályokról
- 79/2004. (IV. 19.) Korm. rendelet 	 a postai szolgáltatások ellátásáról és minőségi követelményeiről
- 80/2004. (IV. 19.) Korm. rendelet 	 a felsőoktatási intézmények képzési és fenntartási normatíva alapján történő 2004. évi finanszírozásáról
- 81/2004. (IV. 19.) Korm. rendelet 	 az általános forgalmi adó visszatérítéséről szóló egyes kormányrendeletek módosításáról
- 82/2004. (IV. 19.) Korm. rendelet 	 a légi közlekedéssel összefüggő egyes kormányrendeletek módosításáról
- 83/2004. (IV. 19.) Korm. rendelet 	 az egyes erőszakos bűncselekmények következtében sérelmet szenvedettek állam általi kárenyhítésének szabályairól szóló 209/2001. (X. 31.) Korm. rendelet módosításáról
- 84/2004. (IV. 19.) Korm. rendelet 	 az Európai Unió saját forrásaival kapcsolatos kötelezettségek teljesítésében részt vevő intézmények feladat- és hatásköréről, valamint a kapcsolódó eljárásrendről
- 85/2004. (IV. 19.) Korm. rendelet 	 az Európai Közösséget létrehozó Szerződés 87. cikkének (1) bekezdése szerinti állami támogatásokkal kapcsolatos eljárásról és a regionális támogatási térképről
- 86/2004. (IV. 20.) Korm. rendelet 	 az emberi felhasználásra kerülő gyógyszerek gyártásának személyi és tárgyi feltételeiről szóló 37/2000. (III. 23.) Korm. rendelet módosításáról
- 87/2004. (IV. 20.) Korm. rendelet 	 a kábítószerek és pszichotróp anyagok tiltott előállításához, gyártásához is használt vegyi anyagokkal végezhető egyes tevékenységek szabályozásáról szóló 272/2001. (XII. 21.) Korm. rendelet módosításáról
- 88/2004. (IV. 20.) Korm. rendelet 	 az önkormányzat által szervezett közcélú foglalkoztatás 2004. évi előirányzatának módosítási rendjéről és a többlettámogatás igényléséről
- 89/2004. (IV. 20.) Korm. rendelet 	 egyes ISPA projektek pénzügyi megállapodásainak kihirdetéséről
- 90/2004. (IV. 25.) Korm. rendelet 	 a terület- és régiófejlesztési célelőirányzat felhasználásának részletes szabályairól
- 91/2004. (IV. 26.) Korm. rendelet 	 a kötelező egészségbiztosítás ellátásairól szóló 1997. évi LXXXIII. törvény végrehajtásáról rendelkező 217/1997. (XII. 1.) Korm. rendelet módosításáról
- 92/2004. (IV. 27.) Korm. rendelet 	 az Európai Unió Európai Mezőgazdasági Orientációs és Garancia Alap Garancia Részlegéből finanszírozott intézkedések pénzügyi, számviteli és ellenőrzési lebonyolítási rendjéről
- 93/2004. (IV. 27.) Korm. rendelet 	 a Magyar Köztársaság által az Európai Unióhoz történő csatlakozását követően alkalmazandó munkaerőpiaci viszonosság és védintézkedés szabályairól
- 94/2004. (IV. 27.) Korm. rendelet 	 a műszaki tartalmú jogszabálytervezeteknek az Európai Bizottsággal és az Európai Unió tagállamaival való egyeztetéséről
- 95/2004. (IV. 27.) Korm. rendelet 	 a közalkalmazottakról szóló 1992. évi XXXIII. törvény végrehajtásáról a közoktatási intézményekben tárgyú 138/1992. (X. 8.) Korm. rendelet módosításáról
- 96/2004. (IV. 27.) Korm. rendelet 	 az igazságügyminiszter feladat- és hatásköréről szóló 157/1998. (IX. 30.) Korm. rendelet módosításáról
- 97/2004. (IV. 27.) Korm. rendelet 	 a külügyminiszter feladat- és hatásköréről szóló 152/1994. (XI. 17.) Korm. rendelet, valamint a gazdasági és közlekedési miniszter feladat- és hatásköréről szóló 171/2002. (VIII. 9.) Korm. rendelet módosításáról
- 98/2004. (IV. 27.) Korm. rendelet 	 az egyes szellemi tulajdonjogokat sértő áruknak a Közösségbe történő behozatalára, valamint a Közösségből történő kivitelére és újrakivitelére vonatkozó intézkedések végrehajtási szabályainak megállapításáról
- 99/2004. (IV. 27.) Korm. rendelet 	 az Országos Közoktatási Értékelési és Vizsgaközpontról szóló 105/1999. (VII. 6.) Korm. rendelet módosításáról
- 100/2004. (IV. 27.) Korm. rendelet 	 az elektronikus hírközlés veszélyhelyzeti és minősített időszaki felkészítésének rendszeréről, az államigazgatási szervek feladatairól, működésük feltételeinek biztosításáról
- 101/2004. (IV. 27.) Korm. rendelet 	 a polgári felhasználású robbanóanyagok forgalmazásáról és felügyeletéről szóló 191/2002. (IX. 4.) Korm. rendelet módosításáról
- 102/2004. (IV. 27.) Korm. rendelet 	 a mezőgazdasági és élelmiszer-ipari termékek intervenciójáról
- 103/2004. (IV. 27.) Korm. rendelet 	 a mezőgazdasági és élelmiszer-ipari termékek készletfelméréséről
- 104/2004. (IV. 27.) Korm. rendelet 	 a polgári légi közlekedés védelmének szabályairól és a Légiközlekedés Védelmi Bizottság jogköréről, feladatairól és működésének rendjéről
- 105/2004. (IV. 27.) Korm. rendelet 	 egyes jogszabályok hatályon kívül helyezéséről
- 106/2004. (IV. 27.) Korm. rendelet 	 a hajózási hatóságok feladat- és hatásköréről, valamint illetékességéről szóló 237/2002. (XI. 8.) Korm. rendelet módosításáról
- 107/2004. (IV. 27.) Korm. rendelet 	 a villamos energiáról szóló 2001. évi CX. törvény egyes rendelkezéseinek végrehajtásáról szóló 180/2002. (VIII. 23.) Korm. rendelet, valamint a villamosenergia-fogyasztók feljogosításáról szóló 181/2002. (VIII. 23.) Korm. rendelet módosításáról
- 108/2004. (IV. 27.) Korm. rendelet 	 egyes, a jövedékiadó-visszatérítéseket, illetve a fejlesztési adókedvezményt érintő kormányrendeletek módosításáról
- 109/2004. (IV. 27.) Korm. rendelet 	 a lakáscélú állami támogatásokról szóló 12/2001. (I. 31.) Korm. rendelet módosításáról
- 110/2004. (IV. 28.) Korm. rendelet 	 az áruk, szolgáltatások és anyagi értéket képviselő jogok országhatárt, illetve vámhatárt átlépő kereskedelméről
- 111/2004. (IV. 28.) Korm. rendelet 	 a kötelező egészségbiztosítás ellátásairól szóló 1997. évi LXXXIII. törvény végrehajtásáról szóló 217/1997. (XII. 1.) Korm. rendelet módosításáról
- 112/2004. (IV. 28.) Korm. rendelet 	 az egészségügyi szolgáltatások Egészségbiztosítási Alapból történő finanszírozásának részletes szabályairól szóló 43/1999. (III. 3.) Korm. rendelet módosításáról
- 113/2004. (IV. 28.) Korm. rendelet 	 a többcélú kistérségi társulások 2004. évi támogatása mértékének, igénylésének, döntési rendszerének, folyósításának és elszámolásának részletes feltételeiről szóló 65/2004. (IV. 15.) Korm. rendelet módosításáról
- 114/2004. (IV. 28.) Korm. rendelet 	 a népi iparművészettel kapcsolatos állami feladatokról
- 115/2004. (IV. 28.) Korm. rendelet 	 a muzeális intézmények látogatóit megillető kedvezményekről szóló 194/2000. (XI. 24.) Korm. rendelet módosításáról
- 116/2004. (IV. 28.) Korm. rendelet 	 az államháztartás működési rendjéről szóló 217/1998. (XII. 30.) Korm. rendelet módosításáról
- 117/2004. (IV. 28.) Korm. rendelet 	 a szerzői jogról szóló 1999. évi LXXVI. törvény 38. §-ának (5) bekezdésében szabályozott szabad felhasználás esetében a nyilvánosság egyes tagjaihoz való közvetítés és a számukra történő hozzáférhetővé tétel módjának és feltételeinek meghatározásáról
- 118/2004. (IV. 28.) Korm. rendelet 	 a Magyar Kereskedelmi Engedélyezési Hivatalról szóló 36/2004. (III. 12.) Korm. rendelet módosításáról
- 119/2004. (IV. 29.) Korm. rendelet 	 az Európai Uniós előcsatlakozási eszközök és az Átmeneti Támogatás felhasználásának pénzügyi tervezési, lebonyolítási, számviteli és ellenőrzési rendjéről
- 120/2004. (IV. 29.) Korm. rendelet 	 az Európai Közösségen belüli, az oda irányuló és az onnan kifelé történő hulladékszállítás felügyeletéről és ellenőrzéséről
- 121/2004. (IV. 29.) Korm. rendelet 	 az Európai Unióhoz történő csatlakozás kapcsán szükséges egyes építésüggyel kapcsolatos kormányrendeletek módosításáról
- 122/2004. (IV. 29.) Korm. rendelet 	 a külföldre utazásról szóló 1998. évi XII. törvény végrehajtásáról szóló 101/1998. (V. 22.) Korm. rendelet módosításáról
- 123/2004. (IV. 29.) Korm. rendelet 	 a határátkelőhely megnyitásának, megszüntetésének, a működtetés rendjének és feltételeinek szabályairól szóló 305/2001. (XII. 27.) Korm. rendelet módosításáról
- 124/2004. (IV. 29.) Korm. rendelet 	 a Magyar Köztársaság Kormánya és az Osztrák Szövetségi Kormány között határforgalom ellenőrző helyek létesítéséről és a határforgalom ellenőrzésében való együttműködésről szóló, Bécsben, 2004. április 29-én aláírt Megállapodás kihirdetéséről
- 125/2004. (IV. 29.) Korm. rendelet 	 egyes szociális tárgyú kormányrendeletek módosításáról
- 126/2004. (IV. 29.) Korm. rendelet 	 az önkéntes kölcsönös egészség- és önsegélyező pénztárakat érintő egyes kormányrendeletek módosításáról
- 127/2004. (IV. 29.) Korm. rendelet 	 a személyes gondoskodást nyújtó szociális intézmény és a falugondnoki szolgálat működésének engedélyezéséről, továbbá a szociális vállalkozás engedélyezéséről szóló 188/1999. (XII. 16.) Korm. rendelet és a gyermekjóléti és gyermekvédelmi szolgáltató tevékenység engedélyezéséről, valamint a gyermekjóléti és gyermekvédelmi vállalkozói engedélyről szóló 259/2002. (XII. 18.) Korm. rendelet módosításáról
- 128/2004. (IV. 29.) Korm. rendelet 	 a pénztárak központi nyilvántartásával összefüggő egyes feladatokról, a pénztáraknak, valamint a foglalkoztatóknak a pénztártagokra vonatkozó adatszolgáltatási kötelezettségéről szóló 172/1997. (X. 6.) Korm. rendelet módosításáról
- 129/2004. (IV. 29.) Korm. rendelet 	 a társadalombiztosítás ellátásaira és a magánnyugdíjra jogosultakról, valamint e szolgáltatások fedezetéről szóló 1997. évi LXXX. törvény végrehajtásáról rendelkező 195/1997. (XI. 5.) Korm. rendelet módosításáról
- 130/2004. (IV. 29.) Korm. rendelet 	 a gyógyszerek és gyógyászati segédeszközök közbeszerzésének részletes és sajátos szabályairól
- 131/2004. (IV. 29.) Korm. rendelet 	 az Országos Fogyatékosügyi Tanács szervezetének és működésének részletes szabályairól szóló 67/2001. (IV. 20.) Korm. rendelet, valamint a Karitatív Tanács megalakításáról és működésének részletes szabályairól szóló 65/2000. (V. 9.) Korm. rendelet módosításáról
- 132/2004. (IV. 29.) Korm. rendelet 	 a géntechnológiai tevékenység engedélyezési eljárási rendjéről, valamint az eljárás során az Európai Bizottsággal való kapcsolattartásról
- 133/2004. (IV. 29.) Korm. rendelet 	 a Kutatási és Technológiai Innovációs Alap kezeléséről és felhasználásáról
- 134/2004. (IV. 29.) Korm. rendelet 	 az Egyetemes Elektronikus Hírközlési Támogatási Kassza működésére, felügyeletére, felhasználására, megszüntetésére és forrásaira vonatkozó részletes szabályokról
- 135/2004. (IV. 29.) Korm. rendelet 	 a mezőgazdasági és élelmiszer-ipari termékekhez kapcsolódó biztosítékrendszer szabályairól szóló 17/2004. (II. 13.) Korm. rendelet, valamint a mezőgazdasági és élelmiszer-ipari termékek exportjával összefüggő intézkedések végrehajtásának általános szabályairól szóló 29/2004. (II. 28.) Korm. rendelet módosításáról
- 136/2004. (IV. 29.) Korm. rendelet 	 a mérésügyről szóló 1991. évi XLV. törvény végrehajtásáról rendelkező 127/1991. (X. 9.) Korm. rendelet módosításáról
- 137/2004. (IV. 29.) Korm. rendelet 	 a tervpályázati eljárások részletes szabályairól
- 138/2004. (IV. 29.) Korm. rendelet 	 a műszaki termékek megfelelőségét vizsgáló, ellenőrző és tanúsító szervezetek kijelöléséről szóló 182/1997. (X. 17.) Korm. rendelet módosításáról
- 139/2004. (IV. 29.) Korm. rendelet 	 a BM Országos Katasztrófavédelmi Főigazgatóság piacfelügyeleti eljárásának részletes szabályairól
- 140/2004. (IV. 29.) Korm. rendelet 	 a tűzvédelmi hatósági tevékenység részletes szabályairól, a hivatásos önkormányzati tűzoltóságok illetékességi területéről szóló 115/1996. (VII. 24.) Korm. rendelet módosításáról
- 141/2004. (IV. 29.) Korm. rendelet 	 a tűzvédelmi bírságról szóló 116/1996. (VII. 24.) Korm. rendelet módosításáról
- 142/2004. (IV. 29.) Korm. rendelet 	 a kábítószerekkel és pszichotróp anyagokkal végezhető tevékenységekről
- 143/2004. (IV. 29.) Korm. rendelet 	 az államtitkot vagy szolgálati titkot, illetőleg alapvető biztonsági, nemzetbiztonsági érdeket érintő vagy különleges biztonsági intézkedést igénylő beszerzések sajátos szabályairól
- 144/2004. (IV. 29.) Korm. rendelet 	 a vámjogról, a vámeljárásról, valamint a vámigazgatásról szóló 1995. évi C. törvény végrehajtásáról szóló 45/1996. (III. 25.) Korm. rendelet módosításáról
- 145/2004. (IV. 29.) Korm. rendelet 	 a nemesfémtárgyak és termékek vizsgálatáról, hitelesítéséről és nemesfémtartalmuk tanúsításáról

#### Május (146−181)
- 146/2004. (V. 1.) Korm. rendelet 	 a külföldiek ingatlanszerzéséről szóló 7/1996. (I. 18.) Korm. rendelet módosításáról
- 147/2004. (V. 4.) Korm. rendelet 	 a Gazdasági haszonállatok védelméről szóló, Strasbourgban, 1998. december 9-én aláírt Európai Egyezmény kihirdetéséről
- 148/2004. (V. 7.) Korm. rendelet 	 a Magyar Köztársaság Kormánya és a Szlovén Köztársaság Kormánya között a Magyar Köztársaság és a Szlovén Köztársaság között a közúti és a vasúti határforgalom ellenőrzéséről szóló Egyezmény közúti forgalomban történő végrehajtásáról rendelkező, Ljubljanában, 2004. április 16-án aláírt Megállapodás kihirdetéséről
- 149/2004. (V. 7.) Korm. rendelet 	 a fegyveres szervek hivatásos állományú tagjainak szolgálati viszonyáról szóló 1996. évi XLIII. törvény végrehajtására kiadott 140/1996. (VIII. 31.) Korm. rendelet módosításáról
- 150/2004. (V. 7.) Korm. rendelet 	 a vízi közlekedés egyes belvízi utakon környezetvédelmi okokból való korlátozásáról és a korlátozás alá eső területeken kiadható üzemeltetési engedélyről szóló 30/2003. (III. 18.) Korm. rendelet módosításáról
- 151/2004. (V. 14.) Korm. rendelet 	 az európai szabványügyi szervezetekkel és az Európai Unió tagállamai nemzeti szabványügyi testületeivel való együttműködésről
- 152/2004. (V. 14.) Korm. rendelet 	 a könyvviteli szolgáltatást végzők nyilvántartásba vételéről szóló 93/2002. (V. 5.) Korm. rendelet módosításáról
- 153/2004. (V. 14.) Korm. rendelet 	 a pénzváltási tevékenységről szóló 297/2001. (XII. 27.) Korm. rendelet módosításáról
- 154/2004. (V. 14.) Korm. rendelet 	 az egyes tudományterületekhez tartozó tudományágak, valamint a művészeti ágak felsorolásáról szóló 169/2000. (IX. 29.) Korm. rendelet módosításáról
- 155/2004. (V. 14.) Korm. rendelet 	 a radioaktív hulladék országhatáron át történő szállításának engedélyezéséről
- 156/2004. (V. 18.) Korm. rendelet 	 a kézilőfegyverekről és lőszerekről, a gáz- és riasztófegyverekről, valamint a légfegyverekről és a lőterekről szóló 115/1991. (IX. 10.) Korm. rendelet módosításáról
- 157/2004. (V. 18.) Korm. rendelet 	 a sport területén képesítéshez kötött tevékenységek gyakorlásához szükséges képesítések jegyzékéről
- 158/2004. (V. 20.) Korm. rendelet 	 az üzemanyagok jövedékiadó-mértékének időszaki csökkentéséről
- 159/2004. (V. 21.) Korm. rendelet 	 a Magyar Köztársaság Kormánya és az Iráni Iszlám Köztársaság Kormánya között Budapesten, 1994. március 25-én aláírt közúti személyszállítási és árufuvarozási megállapodás kihirdetéséről
- 160/2004. (V. 21.) Korm. rendelet 	 a Magyar Köztársaság Kormánya és az Iráni Iszlám Köztársaság Kormánya között Budapesten, 1994. március 25-én aláírt légiközlekedési megállapodás kihirdetéséről
- 161/2004. (V. 21.) Korm. rendelet 	 az igazságügyminiszter feladat- és hatásköréről szóló 157/1998. (IX. 30.) Korm. rendelet módosításáról
- 162/2004. (V. 21.) Korm. rendelet 	 az építési beruházások közbeszerzésekkel kapcsolatos részletes szabályairól
- 163/2004. (V. 21.) Korm. rendelet 	 a Nemzeti Települési Szennyvízelvezetési és -tisztítási Megvalósítási Programról szóló 25/2002. (II. 27.) Korm. rendelet módosításáról
- 164/2004. (V. 21.) Korm. rendelet 	 a Nemzeti Települési Szennyvízelvezetési és -tisztítási Megvalósítási Programmal összefüggő szennyvízelvezetési agglomerációk lehatárolásáról szóló 26/2002. (II. 27.) Korm. rendelet módosításáról
- 165/2004. (V. 21.) Korm. rendelet 	 a Nemzeti Települési Szennyvízelvezetési és -tisztítási Megvalósítási Program végrehajtásával összefüggő nyilvántartásról és jelentési kötelezettségről szóló 27/2002. (II. 27.) Korm. rendelet módosításáról
- 166/2004. (V. 21.) Korm. rendelet 	 az állami sportinformációs rendszerről
- 167/2004. (V. 25.) Korm. rendelet 	 a közbeszerzési eljárásokban elektronikusan gyakorolható eljárási cselekmények szabályairól és az Elektronikus Közbeszerzési Rendszerről
- 168/2004. (V. 25.) Korm. rendelet 	 a központosított közbeszerzési rendszerről, valamint a központi beszerző szervezet feladat- és hatásköréről
- 169/2004. (V. 26.) Korm. rendelet 	 a belügyminiszter feladat- és hatásköréről szóló 150/2002. (VII. 2.) Korm. rendelet, valamint egyes további kormányrendeletek módosításáról
- 170/2004. (V. 26.) Korm. rendelet 	 az egészségügyi, szociális és családügyi miniszter feladat- és hatásköréről szóló 142/2002. (VI. 28.) Korm. rendelet módosításáról
- 171/2004. (V. 26.) Korm. rendelet 	 a foglalkoztatáspolitikai és munkaügyi miniszter feladat- és hatásköréről szóló 143/2002. (VI. 28.) Korm. rendelet módosításáról
- 172/2004. (V. 26.) Korm. rendelet 	 a földművelésügyi és vidékfejlesztési miniszter feladatairól és hatásköréről szóló 155/1998. (IX. 30.) Korm. rendelet módosításáról
- 173/2004. (V. 26.) Korm. rendelet 	 a környezetvédelmi és vízügyi miniszter feladat- és hatásköréről szóló 155/2002. (VII. 9.) Korm. rendelet módosításáról
- 174/2004. (V. 26.) Korm. rendelet 	 a nemzeti kulturális örökség miniszterének feladat- és hatásköréről szóló 161/1998. (IX. 30.) Korm. rendelet módosításáról
- 175/2004. (V. 26.) Korm. rendelet 	 az oktatási miniszter feladat- és hatásköréről szóló 162/1998. (IX. 30.) Korm. rendelet módosításáról
- 176/2004. (V. 26.) Korm. rendelet 	 a pénzügyminiszter feladat- és hatásköréről szóló 140/2002. (VI. 28.) Korm. rendelet módosításáról
- 177/2004. (V. 26.) Korm. rendelet 	 a Nemzeti Egészségügyi Tanács feladatköréről, szervezetéről és működéséről szóló 229/1998. (XII. 30.) Korm. rendelet módosításáról
- 178/2004. (V. 26.) Korm. rendelet 	 a Nemzetközi Migrációs Politikát Fejlesztő Központ (ICMPD) alapításáról és működéséről szóló Megállapodás és az azt módosító megállapodások kihirdetéséről
- 179/2004. (V. 26.) Korm. rendelet 	 a Schengen Alap felhasználásának pénzügyi tervezési, lebonyolítási és ellenőrzési rendjének kialakításáról
- 180/2004. (V. 26.) Korm. rendelet 	 az elektronikus hírközlési feladatokat ellátó szervezetek és a titkos információgyűjtésre, illetve titkos adatszerzésre felhatalmazott szervezetek együttműködésének rendjéről
- 181/2004. (V. 26.) Korm. rendelet 	 a külföldi kulturális intézetekről szóló 11/2000. (II. 8.) Korm. rendelet módosításáról

#### Június (182−205)
- 182/2004. (VI. 2.) Korm. rendelet 	 az üzemanyagok jövedékiadó-mértékének időszaki csökkentéséről
- 183/2004. (VI. 3.) Korm. rendelet 	 a Magyar Köztársaság Kormánya és a Libanoni Köztársaság Kormánya között a nemzetközi közúti személyszállításról és árufuvarozásról szóló Egyezmény kihirdetéséről
- 184/2004. (VI. 3.) Korm. rendelet 	 az elektronikus közigazgatási ügyintézésről és a kapcsolódó szolgáltatásokról
- 185/2004. (VI. 3.) Korm. rendelet 	 a mezőgazdaságban felhasznált gázolaj utáni jövedékiadó-visszatérítés feltételeiről és szabályairól szóló 216/1997. (XII. 1.) Korm. rendelet módosításáról
- 186/2004. (VI. 8.) Korm. rendelet 	 a külügyminiszter feladat- és hatásköréről szóló 152/1994. (XI. 7.) Korm. rendelet módosításáról
- 187/2004. (VI. 8.) Korm. rendelet 	 az informatikai és hírközlési miniszter feladat- és hatásköréről szóló 141/2002. (VI. 28.) Korm. rendelet módosításáról
- 188/2004. (VI. 8.) Korm. rendelet 	 a hallgatói hitelrendszerről és a Diákhitel Központról szóló 119/2001. (VI. 30.) Korm. rendelet módosításáról
- 189/2004. (VI. 8.) Korm. rendelet 	 a Nemzet Sportolója Címről szóló 40/2004. (III. 12.) Korm. rendelet módosításáról
- 190/2004. (VI. 8.) Korm. rendelet 	 a gépjármű üzemben tartójának kötelező felelősségbiztosításáról
- 191/2004. (VI. 12.) Korm. rendelet 	 a külföldiek beutazásáról és tartózkodásáról szóló 2001. évi XXXIX. törvény végrehajtásáról szóló 170/2001. (IX. 26.) Korm. rendelet, valamint a polgárok személyi adatainak és lakcímének nyilvántartásáról szóló 1992. évi LXVI. törvény végrehajtásáról szóló 146/1993. (X. 26.) Korm. rendelet és a személyazonosító igazolvány kiadásáról és nyilvántartásáról szóló 168/1999. (XI. 24.) Korm. rendelet módosításáról
- 192/2004. (VI. 12.) Korm. rendelet 	 a gyermek-, ifjúsági és sportminiszter feladat- és hatásköréről szóló 157/2002. (VII. 11.) Korm. rendelet módosításáról
- 193/2004. (VI. 14.) Korm. rendelet 	 a földművelésügyi és vidékfejlesztési miniszter feladatairól és hatásköréről szóló 155/1998. (IX. 30.) Korm. rendelet módosításáról
- 194/2004. (VI. 19.) Korm. rendelet 	 a kötelező egészségbiztosítás ellátásairól szóló 1997. évi LXXXIII. törvény végrehajtásáról rendelkező 217/1997. (XII. 1.) Korm. rendelet módosításáról
- 195/2004. (VI. 19.) Korm. rendelet 	 az üzemanyagok jövedékiadó-mértékének időszaki csökkentéséről
- 196/2004. (VI. 21.) Korm. rendelet 	 a Magyar Köztársaság Kormánya és Románia Kormánya között a határvizek védelme és fenntartható hasznosítása céljából folytatandó együttműködésről szóló Egyezmény kihirdetéséről
- 197/2004. (VI. 22.) Korm. rendelet 	 a reprográfiára szolgáló készülékek körének meghatározásáról szóló 158/2000. (IX. 13.) Korm. rendelet módosításáról
- 198/2004. (VI. 23.) Korm. rendelet 	 a Magyar Köztársaság Kormánya és a Szlovén Köztársaság Kormánya között a Tornyiszentmiklós-Pince gyorsforgalmi közúti kapcsolat létesítéséről szóló Egyezmény kihirdetéséről
- 199/2004. (VI. 23.) Korm. rendelet 	 a növényvédelmi közérdekű védekezés szabályairól
- 200/2004. (VI. 23.) Korm. rendelet 	 a villamos energia határon keresztül történő szállításának szabályozásáról szóló 182/2002. (VIII. 23.) Korm. rendelet módosításáról
- 201/2004. (VI. 25.) Korm. rendelet 	 az egyes ISPA projektek pénzügyi megállapodásainak kihirdetéséről szóló 89/2004. (IV. 20.) Korm. rendelet módosításáról
- 202/2004. (VI. 25.) Korm. rendelet 	 a 2000. évi ISPA projektek pénzügyi megállapodásainak módosításáról szóló nemzetközi szerződések kihirdetéséről
- 203/2004. (VI. 26.) Korm. rendelet 	 az üzemanyagok jövedékiadó-mértékének időszaki csökkentéséről szóló 195/2004. (VI. 19.) Korm. rendelet hatályon kívül helyezéséről
- 204/2004. (VI. 30.) Korm. rendelet 	 Magyarország és Ecuador között a diplomata, hivatalos, speciális, szolgálati és magán útlevelekre vonatkozó vízumkényszer megszüntetéséről szóló, a 33/1992. (II. 19.) Korm. rendelettel kihirdetett Megállapodás módosítása tárgyában jegyzékváltás útján létrejött Megállapodás kihirdetéséről
- 205/2004. (VI. 30.) Korm. rendelet 	 a fogyasztói csoportok szervezésére és működésére vonatkozó részletes szabályokról szóló 186/2001. (X. 11.) Korm. rendelet hatályba nem lépéséről

#### Július (206−230)
- 206/2004. (VII. 6.) Korm. rendelet 	 az életüktől és szabadságuktól politikai okból jogtalanul megfosztottak kárpótlásáról szóló 1992. évi XXXII. törvény végrehajtásáról
- 207/2004. (VII. 6.) Korm. rendelet 	 a családi gazdaságok létrehozásáról, nyilvántartásba vételéről, működtetéséről, valamint kiemelt támogatásukról szóló 326/2001. (XII. 30.) Korm. rendelet módosításáról
- 208/2004. (VII. 6.) Korm. rendelet 	 a kedvezőtlen besorolású térségekben gazdálkodó mezőgazdasági termelők éven túli hitelterheinek mérsékléséről szóló 46/2003. (IV. 3.) Korm. rendelet módosításáról
- 209/2004. (VII. 9.) Korm. rendelet 	 az Európai Unió intézményeiben nemzeti szakértőként foglalkoztatott köztisztviselőkről
- 210/2004. (VII. 9.) Korm. rendelet 	 termőföld állam által életjáradék fizetése ellenében történő megszerzéséről
- 211/2004. (VII. 12.) Korm. rendelet 	 a tulajdonviszonyok rendezése érdekében, az állam által az állampolgárok tulajdonában igazságtalanul okozott károk részleges kárpótlásáról szóló 1991. évi XXV. törvény végrehajtásáról rendelkező 104/1991. (VIII. 3.) Korm. rendelet módosításáról
- 212/2004. (VII. 13.) Korm. rendelet 	 az egészségügyi szolgáltatások Egészségbiztosítási Alapból történő finanszírozásának részletes szabályairól szóló 43/1999. (III. 3.) Korm. rendelet módosításáról
- 213/2004. (VII. 13.) Korm. rendelet 	 a környezetvédelmi termékdíjmentesség, a termékdíj visszaigénylésének és átvállalásának, valamint a használt gumiabroncs behozatalának feltételeiről szóló 53/2003. (IV. 11.) Korm. rendelet módosításáról
- 214/2004. (VII. 13.) Korm. rendelet 	 az ózdi martinsalak felhasználásával készült lakóépületek tulajdonosainak kárenyhítéséről szóló 40/2003. (III. 27.) Korm. rendelet módosításáról
- 215/2004. (VII. 13.) Korm. rendelet 	 a sportorvoslás szabályairól és a sportegészségügyi hálózatról
- 216/2004. (VII. 19.) Korm. rendelet 	 az EU Kommunikációs Közalapítvány megszüntetéséről
- 217/2004. (VII. 19.) Korm. rendelet 	 a 2004. júniusi rendkívüli időjárás következtében károsodott lakóingatlanok tulajdonosainak támogatásáról
- 218/2004. (VII. 19.) Korm. rendelet 	 a felsőoktatási intézmények karainak felsorolásáról szóló 209/1999. (XII. 26.) Korm. rendelet módosításáról
- 219/2004. (VII. 21.) Korm. rendelet 	 a felszín alatti vizek védelméről
- 220/2004. (VII. 21.) Korm. rendelet 	 a felszíni vizek minősége védelmének szabályairól
- 221/2004. (VII. 21.) Korm. rendelet 	 a vízgyűjtő-gazdálkodás egyes szabályairól
- 222/2004. (VII. 22.) Korm. rendelet 	 a gazdasági és közlekedési miniszter feladat- és hatásköréről szóló 171/2002. (VIII. 9.) Korm. rendelet módosításáról
- 223/2004. (VII. 22.) Korm. rendelet 	 az egyes közrendvédelmi bírságokból befolyó pénzösszegek felhasználásának céljáról és eljárási szabályairól szóló 138/1999. (IX. 1.) Korm. rendelet módosításáról
- 224/2004. (VII. 22.) Korm. rendelet 	 a hulladékkezelési közszolgáltató kiválasztásáról és a közszolgáltatási szerződésről
- 225/2004. (VII. 24.) Korm. rendelet 	 az üzemanyagok jövedékiadó-mértékének időszaki csökkentéséről
- 226/2004. (VII. 27.) Korm. rendelet 	 a honvédelmi szervek működésének az államháztartás működési rendjétől eltérő szabályairól
- 227/2004. (VII. 29.) Korm. rendelet 	 a honvédelemről szóló 1993. évi CX. törvény végrehajtásáról szóló 178/1993. (XII. 27.) Korm. rendelet módosításáról
- 228/2004. (VII. 30.) Korm. rendelet 	 a védelem terén alapvető biztonsági érdeket érintő, kifejezetten katonai, rendvédelmi, rendészeti célokra szánt áruk beszerzésére, illetőleg szolgáltatások megrendelésére vonatkozó sajátos szabályokról
- 229/2004. (VII. 31.) Korm. rendelet 	 a polgári célú pirotechnikai tevékenységek felügyeletéről szóló 155/2003. (X. 1.) Korm. rendelet módosításáról
- 230/2004. (VII. 31.) Korm. rendelet 	 a munkába járással összefüggő terhek csökkentését célzó támogatásokról, valamint a munkaerő-toborzás támogatásáról szóló 39/1998. (III. 4.) Korm. rendelet módosításáról

#### Augusztus (231−253)
- 231/2004. (VIII. 6.) Korm. rendelet 	 a Magyar Köztársaság Kormánya és az Amerikai Egyesült Államok Kormánya között a magyarországi levéltárakban őrzött, és az Egyesült Államok Holocaust Emlékmúzeuma részére átadott Holocaust-dokumentumokban található személyes adatok védelme tárgyában Washingtonban, 2003. november 5-én létrejött adatvédelmi szerződés kihirdetéséről
- 232/2004. (VIII. 6.) Korm. rendelet 	 a közoktatásról szóló 1993. évi LXXIX. törvény végrehajtásáról rendelkező 20/1997. (II. 13.) Korm. rendelet módosításáról
- 233/2004. (VIII. 6.) Korm. rendelet 	 az érettségi vizsga vizsgaszabályzatának kiadásáról szóló 100/1997. (VI. 13.) Korm. rendelet módosításáról
- 234/2004. (VIII. 6.) Korm. rendelet 	 a felsőoktatási intézmények felvételi eljárásainak általános szabályairól szóló 269/2000. (XII. 26.) Korm. rendelet módosításáról
- 235/2004. (VIII. 13.) Korm. rendelet 	 a Magyar Köztársaság Kormánya és az Oroszországi Föderáció Kormánya között Moszkvában, 2002. december 20-án aláírt légiközlekedési megállapodás kihirdetéséről
- 236/2004. (VIII. 13.) Korm. rendelet 	 a távirat-szolgáltatás ellátásának részletes szabályairól
- 237/2004. (VIII. 13.) Korm. rendelet 	 az 1988. január 1-jét megelőzően kibocsátott utasítások deregulációjára irányuló miniszteri rendeletek kiadását biztosító felhatalmazásról
- 238/2004. (VIII. 14.) Korm. rendelet 	 az üzemanyagok jövedékiadó-mértékének időszaki csökkentéséről szóló 225/2004. (VII. 24.) Korm. rendelet módosításáról
- 239/2004. (VIII. 16.) Korm. rendelet 	 egyes központi költségvetési szervek, valamint a helyi önkormányzatok közalkalmazottait érintő 2004. évi bérpolitikai intézkedésről
- 240/2004. (VIII. 16.) Korm. rendelet 	 a Magyar Köztársaság Kormánya és a Kínai Népköztársaság Kormánya között a szervezett bűnözés elleni küzdelemben folytatott együttműködésről szóló, Pekingben, 2003. augusztus 28. napján aláírt Egyezmény kihirdetéséről
- 241/2004. (VIII. 16.) Korm. rendelet 	 a posta veszélyeztetettségi és minősített időszaki felkészítésének rendszeréről, feladatairól, működési feltételeiről
- 242/2004. (VIII. 21.) Korm. rendelet 	 az üzemanyagok jövedékiadó-mértékének időszaki csökkentéséről szóló 225/2004. (VII. 24.) Korm. rendelet módosításáról
- 243/2004. (VIII. 21.) Korm. rendelet 	 a Hernád folyó 2004. év júliusi-augusztusi áradásával összefüggésben károsodott lakóingatlanok felméréséről
- 244/2004. (VIII. 25.) Korm. rendelet 	 a Magyar Köztársaság Kormánya és az Oroszországi Föderáció Kormánya között a Paksi Atomerőmű orosz gyártmányú besugárzott üzemanyag kazettáinak (kiégett nukleáris üzemanyag) az Orosz Föderációba történő visszaszállítása feltételeiről aláírt jegyzőkönyv kihirdetéséről
- 245/2004. (VIII. 25.) Korm. rendelet 	 a Fogyasztóvédelmi Főfelügyelőség szervezetéről, feladat- és hatásköréről, valamint a fogyasztóvédelmi bírság felhasználásáról szóló 89/1998. (V. 8.) Korm. rendelet módosításáról
- 246/2004. (VIII. 27.) Korm. rendelet 	 a külügyminiszter feladat- és hatásköréről szóló 152/1994. (XI. 17.) Korm. rendelet módosításáról
- 247/2004. (VIII. 27.) Korm. rendelet 	 az igazságügyminiszter feladat- és hatásköréről szóló 157/1998. (IX. 30.) Korm. rendelet módosításáról
- 248/2004. (VIII. 27.) Korm. rendelet 	 az államtitkot vagy szolgálati titkot, illetőleg alapvető biztonsági, nemzetbiztonsági érdeket érintő vagy különleges biztonsági intézkedést igénylő beszerzések sajátos szabályairól szóló 143/2004. (IV. 29.) Korm. rendelet módosításáról
- 249/2004. (VIII. 27.) Korm. rendelet 	 az egyes javító-karbantartó szolgáltatásokra vonatkozó kötelező jótállásról
- 250/2004. (VIII. 27.) Korm. rendelet 	 a végrehajtói kézbesítés részletes eljárási szabályairól
- 251/2004. (VIII. 30.) Korm. rendelet 	 a lakáscélú állami támogatásokról szóló 12/2001. (I. 31.) Korm. rendelet módosításáról
- 252/2004. (VIII. 30.) Korm. rendelet 	 a többciklusú, lineáris felsőoktatási képzési szerkezet bevezetésének egyes szabályairól és az első képzési ciklus indításának feltételeiről
- 253/2004. (VIII. 31.) Korm. rendelet 	 a fegyverekről és lőszerekről

#### Szeptember (254−273)
- 254/2004. (IX. 3.) Korm. rendelet 	 a Magyar Köztársaság Kormánya és a Marokkói Királyság Kormánya között az idegenforgalom területén való együttműködésről szóló, Budapesten, 1998. október 19. napján aláírt Megállapodás kihirdetéséről
- 255/2004. (IX. 8.) Korm. rendelet 	 a békéltető testületi tagok díjazásáról szóló 211/1998. (XII. 24.) Korm. rendelet módosításáról
- 256/2004. (IX. 11.) Korm. rendelet 	 az üzemanyagok jövedékiadó-mértékének időszaki csökkentéséről szóló 225/2004. (VII. 24.) Korm. rendelet módosításáról
- 257/2004. (IX. 14.) Korm. rendelet 	 a Magyar Köztársaság Kormánya és az Indiai Köztársaság Kormánya között, a védelmi együttműködésről szóló, Újdelhiben, 2003. november 3-án aláírt Megállapodás kihirdetéséről
- 258/2004. (IX. 16.) Korm. rendelet 	 a megyei (fővárosi) közigazgatási hivataloknak a kistérségi fejlesztési tanácsok és a Budapesti Agglomerációs Fejlesztési Tanács létrehozásával és a térségi fejlesztési tanács átalakulásával kapcsolatos feladatairól, a megalakulással és átalakulással kapcsolatos eljárás rendjéről, továbbá az egyeztető fórumok létrejöttének és működésének szabályairól
- 259/2004. (IX. 16.) Korm. rendelet 	 a Hernád folyó 2004. év júliusi-augusztusi áradásával összefüggésben károsodott lakóingatlanok tulajdonosainak támogatásáról
- 260/2004. (IX. 18.) Korm. rendelet 	 az üzemanyagok jövedékiadó-mértékének időszaki csökkentéséről szóló 225/2004. (VII. 24.) Korm. rendelet módosításáról
- 261/2004. (IX. 22.) Korm. rendelet 	 az egyes szabálysértésekről szóló 218/1999. (XII. 28.) Korm. rendelet módosításáról
- 262/2004. (IX. 23.) Korm. rendelet 	 a magánszemélyek közműfejlesztési támogatásáról
- 263/2004. (IX. 23.) Korm. rendelet 	 a nukleáris és nukleáris kettős felhasználású termékek nemzetközi forgalmának szabályozásáról
- 264/2004. (IX. 23.) Korm. rendelet 	 az elektromos és elektronikai berendezések hulladékainak visszavételéről
- 265/2004. (IX. 23.) Korm. rendelet 	 a Nemzetközi Vasúti Árufuvarozásról szóló Megállapodás (SZMGSZ) 2003. évi módosításainak és kiegészítéseinek kihirdetéséről
- 266/2004. (IX. 23.) Korm. rendelet 	 a nemzetközi kereskedelemben forgalmazott egyes veszélyes vegyi anyagok és peszticidek előzetes tájékoztatáson alapuló jóváhagyási eljárásáról szóló Rotterdami Egyezmény kihirdetéséről
- 267/2004. (IX. 23.) Korm. rendelet 	 a hulladékká vált gépjárművekről
- 268/2004. (IX. 24.) Korm. rendelet 	 a Magyar Köztársaság Kiváló Művésze, a Magyar Köztársaság Érdemes Művésze, a Magyar Köztársaság Babérkoszorúja, a Népművészet Mestere díj alapításáról
- 269/2004. (IX. 29.) Korm. rendelet 	 a nyugellátások és a baleseti járadék 2004. évi kiegészítő emeléséről
- 270/2004. (IX. 29.) Korm. rendelet 	 a nyugdíjszerű rendszeres szociális ellátások 2004. november havi kiegészítő emeléséről
- 271/2004. (IX. 29.) Korm. rendelet 	 a kistérségi megbízottak és a regionális koordinátorok jogállásának és tevékenységének részletes szabályairól
- 272/2004. (IX. 29.) Korm. rendelet 	 egyes létesítmények üvegházhatású gázkibocsátásának engedélyezéséről, nyomon követéséről és jelentéséről
- 273/2004. (IX. 29.) Korm. rendelet 	 a NATO (PfP) SOFA hatálya alá tartozó kártérítési ügyekkel kapcsolatos eljárásról szóló 79/2002. (IV. 13.) Korm. rendelet módosításáról

#### Október (274−299)
- 274/2004. (X. 7.) Korm. rendelet 	 a Kormány megalakulásával összefüggésben egyes feladat- és hatáskörök gyakorlásáról
- 275/2004. (X. 8.) Korm. rendelet 	 az európai közösségi jelentőségű természetvédelmi rendeltetésű területekről
- 276/2004. (X. 8.) Korm. rendelet 	 a természet védelmét szolgáló egyes támogatásokra, valamint kártalanításra vonatkozó részletes szabályokról
- 277/2004. (X. 9.) Korm. rendelet 	 az üzemanyagok jövedékiadó-mértékének időszaki csökkentéséről szóló 225/2004. (VII. 24.) Korm. rendelet módosításáról
- 278/2004. (X. 12.) Korm. rendelet 	 a menekültügyi eljárás részletes szabályairól és a menedékesek okmányairól szóló 172/2001. (IX. 26.) Korm. rendelet, valamint a Belügyminisztérium Bevándorlási és Állampolgársági Hivatal létrehozásáról szóló 162/1999. (XI. 19.) Korm. rendelet módosításáról
- 279/2004. (X. 13.) Korm. rendelet 	 a Magyar Köztársaság Kormánya és a Németországi Szövetségi Köztársaság Kormánya között a felsőfokú tanulmányok egyenértékűségének elismeréséről szóló, Budapesten, 2001. december 1-jén aláírt Egyezmény kihirdetéséről
- 280/2004. (X. 20.) Korm. rendelet 	 a környezeti zaj értékeléséről és kezeléséről
- 281/2004. (X. 20.) Korm. rendelet 	 egyes, az egészségüggyel összefüggő kormányrendeletek módosításáról
- 282/2004. (X. 20.) Korm. rendelet 	 a fegyveres szervek hivatásos állományú tagjainak szolgálati viszonyáról szóló 1996. évi XLIII. törvény végrehajtásáról szóló 140/1996. (VIII. 31.) Korm. rendelet, valamint a repülőtér létesítésének, fejlesztésének és megszüntetésének szabályairól szóló 103/1999. (VII. 6.) Korm. rendelet módosításáról
- 283/2004. (X. 20.) Korm. rendelet 	 a Washingtonban, 1973. március 3. napján elfogadott, a veszélyeztetett vadon élő állat- és növényfajok nemzetközi kereskedelméről szóló Egyezmény végrehajtásáról szóló 271/2002. (XII. 20.) Korm. rendelet módosításáról
- 284/2004. (X. 25.) Korm. rendelet 	 az üzemanyagok jövedékiadó-mértékének időszaki csökkentéséről szóló 225/2004. (VII. 24.) Korm. rendelet módosításáról
- 285/2004. (X. 27.) Korm. rendelet 	 a mezőgazdasági termelők éven belüli lejáratú hiteleinek adósságrendezési programjáról szóló 215/2002. (X. 17.) Korm. rendelet módosításáról
- 286/2004. (X. 28.) Korm. rendelet 	 a Miniszterelnöki Hivatalról szóló 148/2002. (VII. 1.) Korm. rendelet módosításáról
- 287/2004. (X. 28.) Korm. rendelet 	 a belügyminiszter feladat- és hatásköréről szóló 150/2002. (VII. 2.) Korm. rendelet módosításáról
- 288/2004. (X. 28.) Korm. rendelet 	 az egészségügyi miniszter feladat- és hatásköréről
- 289/2004. (X. 28.) Korm. rendelet 	 az ifjúsági, családügyi, szociális és esélyegyenlőségi miniszter feladat- és hatásköréről
- 290/2004. (X. 28.) Korm. rendelet 	 a nemzeti kulturális örökség miniszterének feladat- és hatásköréről szóló 161/1998. (IX. 30.) Korm. rendelet módosításáról
- 291/2004. (X. 28.) Korm. rendelet 	 az oktatási miniszter és a nemzeti kulturális örökség minisztere feladat- és hatáskörének változásáról
- 292/2004. (X. 28.) Korm. rendelet 	 a pénzügyminiszter feladat- és hatásköréről szóló 140/2002. (VI. 28.) Korm. rendelet módosításáról
- 293/2004. (X. 28.) Korm. rendelet 	 a regionális fejlesztésért és felzárkóztatásért felelős tárca nélküli miniszter feladat- és hatásköréről
- 294/2004. (X. 28.) Korm. rendelet 	 a területpolitika kormányzati koordinációjáért felelős politikai államtitkár feladat- és hatásköréről, valamint a Területpolitikai Kormányzati Hivatal létrehozásáról
- 295/2004. (X. 28.) Korm. rendelet 	 az Egészségügyi Engedélyezési és Közigazgatási Hivatalról
- 296/2004. (X. 28.) Korm. rendelet 	 a Magyar Turisztikai Hivatalról
- 297/2004. (X. 28.) Korm. rendelet 	 a Nemzeti Sporthivatalról
- 298/2004. (X. 30.) Korm. rendelet 	 az üzemanyagok jövedékiadó-mértékének időszaki csökkentéséről
- 299/2004. (X. 30.) Korm. rendelet 	 az egészségügyi szolgáltatások Egészségbiztosítási Alapból történő finanszírozásának részletes szabályairól szóló 43/1999. (III. 3.) Korm. rendelet módosításáról

#### November (300)
- 300/2004. (XI. 2.) Korm. rendelet 	 a Magyar Köztársaság Kormánya és az Oroszországi Föderáció Kormánya között a környezetvédelmi együttműködésről szóló, Moszkvában, 2002. december 20-án aláírt Egyezmény kihirdetéséről
- 301/2004. (XI. 2.) Korm. rendelet 	 a kötelező egészségbiztosítás ellátásairól szóló 1997. évi LXXXIII. törvény végrehajtásáról rendelkező 217/1997. (XII. 1.) Korm. rendelet módosításáról
- 302/2004. (XI. 2.) Korm. rendelet 	 a gazdálkodó szervezetek 2004. évi egyedi termelési támogatásáról szóló 251/2003. (XII. 23.) Korm. rendelet módosításáról
- 303/2004. (XI. 2.) Korm. rendelet 	 a 2005. évre szóló Országos Statisztikai Adatgyűjtési Programról
- 304/2004. (XI. 3.) Korm. rendelet 	 a földművelésügyi és vidékfejlesztési miniszter feladatairól és hatásköréről szóló 155/1998. (IX. 30.) Korm. rendelet módosításáról
- 305/2004. (XI. 13.) Korm. rendelet 	 az ózonréteget lebontó anyagokról szóló, Montréalban, 1987. szeptember 16. napján aláírt Jegyzőkönyv módosításainak kihirdetéséről
- 306/2004. (XI. 13.) Korm. rendelet 	 az Európai Unió által elrendelt, vagyoni jellegű korlátozó intézkedések alóli mentesítéssel kapcsolatos hatósági feladatokról
- 307/2004. (XI. 13.) Korm. rendelet 	 a kis- és középvállalkozások helyzetével, támogatásával összefüggő adatszolgáltatásról
- 308/2004. (XI. 13.) Korm. rendelet 	 az európai zászló és az európai lobogó használatának részletes szabályairól
- 309/2004. (XI. 13.) Korm. rendelet 	 a mezőgazdasági és élelmiszer-ipari termékek exportjával összefüggő intézkedések végrehajtásának általános szabályairól szóló 29/2004. (II. 28.) Korm. rendelet módosításáról
- 310/2004. (XI. 13.) Korm. rendelet 	 a közoktatásról szóló 1993. évi LXXIX. törvény végrehajtásáról rendelkező 20/1997. (II. 13.) Korm. rendelet módosításáról
- 311/2004. (XI. 13.) Korm. rendelet 	 a járművezető gyakorlati szakoktatók saját jármű üzemeltetésének költségtérítéséről szóló 124/1994. (IX. 15.) Korm. rendelet módosításáról
- 312/2004. (XI. 17.) Korm. rendelet 	 az egészségügyi szolgáltatás gyakorlásának általános feltételeiről, valamint a működési engedélyezési eljárásról szóló 96/2003. (VII. 15.) Korm. rendelet és az egyes, az egészségüggyel összefüggő kormányrendeletek módosításáról szóló 281/2004. (X. 20.) Korm. rendelet módosításáról
- 313/2004. (XI. 20.) Korm. rendelet 	 az üzemanyagok jövedékiadó-mértékének időszaki csökkentéséről
- 314/2004. (XI. 24.) Korm. rendelet 	 a Magyar Köztársaság Kormánya és a Szlovén Köztársaság Kormánya között a kötelező kőolaj- és kőolajtermék-készletek tárolása terén való együttműködésről szóló Megállapodás kihirdetéséről
- 315/2004. (XI. 24.) Korm. rendelet 	 az államháztartás működési rendjéről szóló 217/1998. (XII. 30.) Korm. rendelet módosításáról
- 316/2004. (XI. 24.) Korm. rendelet 	 a Magyar Kereskedelmi Engedélyezési Hivatalról szóló 36/2004. (III. 12.) Korm. rendelet módosításáról
- 317/2004. (XI. 25.) Korm. rendelet 	 a Magyar Köztársaság Kormánya és a Japán Kormány között a Károli Gáspár Egyetem japán nyelvoktatási berendezéssel való ellátása tárgyában történő levélváltás kihirdetéséről
- 318/2004. (XI. 27.) Korm. rendelet 	 az üzemanyagok jövedékiadó-mértékének időszaki csökkentéséről

#### December (319−383)
- 319/2004. (XII. 1.) Korm. rendelet 	 a független biztosításközvetítői és a biztosítási szaktanácsadói felelősségbiztosítási szerződés minimális tartalmi követelményeiről
- 320/2004. (XII. 1.) Korm. rendelet 	 az Országos Kárrendezési és Kárpótlási Hivatal, valamint a megyei (fővárosi) kárrendezési hivatalok megszüntetéséről, továbbá a Központi Kárrendezési Iroda létrehozásáról szóló 42/1998. (III. 6.) Korm. rendelet módosításáról
- 321/2004. (XII. 1.) Korm. rendelet 	 az államháztartási szervek és a közvállalkozások közötti pénzügyi kapcsolatok átláthatóságáról, valamint az egyes vállalkozásokon belüli pénzügyi átláthatóságról szóló 105/2003. (VII. 18.) Korm. rendelet módosításáról
- 322/2004. (XII. 6.) Korm. rendelet 	 az Európai Iskolák Statútumáról szóló, Luxemburgban, 1994. június 21-én aláírt Egyezmény kihirdetéséről
- 323/2004. (XII. 6.) Korm. rendelet 	 a Kulturális Örökségvédelmi Hivatal létrehozásáról szóló 190/2001. (X. 18.) Korm. rendelet módosításáról
- 324/2004. (XII. 6.) Korm. rendelet 	 a betéti kamat, az értékpapírok hozama és a teljes hiteldíj mutató számításáról és közzétételéről szóló 41/1997. (III. 5.) Korm. rendelet módosításáról
- 325/2004. (XII. 9.) Korm. rendelet 	 az Energiagazdálkodási célelőirányzat kezeléséről és felhasználásáról szóló 113/2003. (VII. 29.) Korm. rendelet módosításáról
- 326/2004. (XII. 11.) Korm. rendelet 	 az üzemanyagok jövedékiadó-mértékének időszaki csökkentéséről
- 327/2004. (XII. 11.) Korm. rendelet 	 a kötelező legkisebb munkabér (minimálbér) megállapításáról
- 328/2004. (XII. 11.) Korm. rendelet 	 a társadalombiztosítás ellátásaira és a magánnyugdíjra jogosultakról, valamint e szolgáltatások fedezetéről szóló 1997. évi LXXX. törvény végrehajtásáról rendelkező 195/1997. (XI. 5.) Korm. rendelet módosításáról
- 329/2004. (XII. 11.) Korm. rendelet 	 az önkéntes kölcsönös egészség- és önsegélyező pénztárak által finanszírozható szolgáltatásokról szóló 263/2003. (XII. 24.) Korm. rendelet módosításáról
- 330/2004. (XII. 11.) Korm. rendelet 	 az önkéntes kölcsönös egészség- és önsegélyező pénztárak egyes gazdálkodási szabályairól szóló 268/1997. (XII. 22.) Korm. rendelet módosításáról
- 331/2004. (XII. 11.) Korm. rendelet 	 a magánnyugdíjpénztárak befektetési és gazdálkodási tevékenységéről szóló 282/2001. (XII. 26.) Korm. rendelet, valamint a pénztárak központi nyilvántartásával összefüggő egyes feladatokról, a pénztáraknak, valamint a foglalkoztatóknak a pénztártagokra vonatkozó adatszolgáltatási kötelezettségéről szóló 172/1997. (X. 6.) Korm. rendelet módosításáról
- 332/2004. (XII. 11.) Korm. rendelet 	 az önkéntes kölcsönös nyugdíjpénztárak befektetési és gazdálkodási szabályairól szóló 281/2001. (XII. 26.) Korm. rendelet módosításáról
- 333/2004. (XII. 11.) Korm. rendelet 	 a Magyar Élelmiszer-biztonsági Hivatal létrehozásáról szóló 66/2003. (V. 15.) Korm. rendelet módosításáról
- 334/2004. (XII. 15.) Korm. rendelet 	 az európai ügyekért felelős tárca nélküli miniszter feladat- és hatásköréről
- 335/2004. (XII. 15.) Korm. rendelet 	 a gazdasági és közlekedési miniszter feladat- és hatásköréről szóló 171/2002. (VIII. 9.) Korm. rendelet, valamint ahhoz kapcsolódóan egyes más jogszabályok módosításáról
- 336/2004. (XII. 15.) Korm. rendelet 	 a külügyminiszter feladat- és hatásköréről szóló 152/1994. (XI. 17.) Korm. rendelet módosításáról
- 337/2004. (XII. 18.) Korm. rendelet 	 a Magyar Köztársaság Kormánya és a Horvát Köztársaság Kormánya között a Magyar Köztársaság és a Horvát Köztársaság között a közúti, a vasúti és a vízi határforgalom ellenőrzéséről szóló Egyezmény végrehajtásáról szóló, Budapesten, 2003. szeptember 29. napján aláírt Megállapodás kihirdetéséről
- 338/2004. (XII. 18.) Korm. rendelet 	 az érettségi vizsga vizsgaszabályzatának kiadásáról szóló 100/1997. (VI. 13.) Korm. rendelet módosításáról
- 339/2004. (XII. 18.) Korm. rendelet 	 az üzemanyagok jövedékiadó-mértékének időszaki csökkentéséről
- 340/2004. (XII. 22.) Korm. rendelet 	 a környezetvédelmi és vízügyi miniszter irányítása alá tartozó szervek feladat- és hatáskörének felülvizsgálatáról
- 341/2004. (XII. 22.) Korm. rendelet 	 az Országos Környezetvédelmi, Természetvédelmi és Vízügyi Főfelügyelőség, az Országos Környezetvédelmi, Természetvédelmi és Vízügyi Főigazgatóság és a környezetvédelmi és vízügyi miniszter irányítása alá tartozó területi szervek feladat- és hatásköréről
- 342/2004. (XII. 22.) Korm. rendelet 	 a környezetvédelmi termékdíjmentesség, a termékdíj visszaigénylésének és átvállalásának, valamint a használt gumiabroncs behozatalának feltételeiről szóló 53/2003. (IV. 11.) Korm. rendelet módosításáról
- 343/2004. (XII. 22.) Korm. rendelet 	 egyes kormányrendeleteknek az Esélyegyenlőségi Kormányhivatal megszüntetésével összefüggő módosításáról
- 344/2004. (XII. 22.) Korm. rendelet 	 az egészségügyi szolgáltatások Egészségbiztosítási Alapból történő finanszírozásának részletes szabályairól szóló 43/1999. (III. 3.) Korm. rendelet és az egészségügyi szakellátási kapacitásmódosítások szakmai feltételeiről, eljárási rendjének és az új szolgáltatók befogadásának szabályairól szóló 50/2002. (III. 26.) Korm. rendelet módosításáról
- 345/2004. (XII. 22.) Korm. rendelet 	 az elektronikus hírközlési szolgáltatás minőségének a fogyasztók védelmével összefüggő követelményeiről
- 346/2004. (XII. 22.) Korm. rendelet 	 a frekvenciasávok nemzeti felosztásának megállapításáról
- 347/2004. (XII. 22.) Korm. rendelet 	 a hitelintézetek és a pénzügyi vállalkozások, a befektetési vállalkozások, valamint a biztosítók éves beszámolókészítési és könyvvezetési kötelezettségének sajátosságairól szóló kormányrendeletek módosításáról
- 348/2004. (XII. 22.) Korm. rendelet 	 a tőzsdék és az elszámolóházi tevékenységet végző szervezetek éves beszámolókészítési és könyvvezetési kötelezettségének sajátosságairól
- 349/2004. (XII. 22.) Korm. rendelet 	 a könyvviteli szolgáltatást végzők nyilvántartásba vételéről szóló 93/2002. (V. 5.) Korm. rendelet módosításáról
- 350/2004. (XII. 22.) Korm. rendelet 	 a számviteli törvény szerinti egyes egyéb szervezetek beszámolókészítési és könyvvezetési kötelezettségének sajátosságairól szóló 224/2000. (XII. 19.) Korm. rendelet módosításáról
- 351/2004. (XII. 22.) Korm. rendelet 	 a kincstári elszámolások beszámolási és könyvvezetési kötelezettségének sajátosságairól szóló 240/2003. (XII. 17.) Korm. rendelet módosításáról
- 352/2004. (XII. 22.) Korm. rendelet 	 a magánnyugdíjpénztárak, az önkéntes nyugdíjpénztárak, az önkéntes kölcsönös egészség- és önsegélyező pénztárak, valamint a Pénztárak Garancia Alapja beszámolókészítési és könyvvezetési kötelezettségének sajátosságairól szóló kormányrendeletek módosításáról
- 353/2004. (XII. 22.) Korm. rendelet 	 a Szénbányászati Szerkezetátalakítási Központról szóló 59/1990. (IX. 25.) Korm. rendelet módosításáról
- 354/2004. (XII. 22.) Korm. rendelet 	 a biodízel magyarországi kísérleti forgalmazásának, felhasználásának feltételeiről és állami támogatásának szabályairól szóló 18/2003. (II. 19.) Korm. rendelet hatályon kívül helyezéséről
- 355/2004. (XII. 22.) Korm. rendelet 	 a gazdálkodó szervezetek 2004. évi egyedi termelési támogatásáról szóló 251/2003. (XII. 23.) Korm. rendelet módosításáról
- 356/2004. (XII. 23.) Korm. rendelet 	 az Európai Ügyek Hivataláról
- 357/2004. (XII. 25.) Korm. rendelet 	 az üzemanyagok jövedékiadó-mértékének időszaki csökkentéséről
- 358/2004. (XII. 26.) Korm. rendelet 	 az élelmezési és mezőgazdasági célú növényi génforrásokról szóló, Rómában, 2001. november 3-án elfogadott nemzetközi Egyezmény kihirdetéséről
- 359/2004. (XII. 26.) Korm. rendelet 	 az INTERREG III Közösségi Kezdeményezés programok végrehajtásának részletes szabályairól
- 360/2004. (XII. 26.) Korm. rendelet 	 a Nemzeti Fejlesztési Terv operatív programjai, az EQUAL Közösségi Kezdeményezés program és a Kohéziós Alap projektek támogatásainak fogadásához kapcsolódó pénzügyi lebonyolítási, számviteli és ellenőrzési rendszerek kialakításáról
- 361/2004. (XII. 26.) Korm. rendelet 	 az Országos Lakás- és Építésügyi Hivatalról szóló 135/2003. (VIII. 29.) Korm. rendelet módosításáról
- 362/2004. (XII. 26.) Korm. rendelet 	 az Egyenlő Bánásmód Hatóságról és eljárásának részletes szabályairól
- 363/2004. (XII. 26.) Korm. rendelet 	 az egyes környezetterhelési díjak visszaigénylésének, a kibocsátott terhelő anyag mennyiség meghatározás módjáról, valamint a díjfizetés áthárításának szabályairól szóló 270/2003. (XII. 24.) Korm. rendelet módosításáról
- 364/2004. (XII. 26.) Korm. rendelet 	 a települési hulladékkal kapcsolatos tevékenységek végzésének feltételeiről szóló 213/2001. (XI. 14.) Korm. rendelet módosításáról
- 365/2004. (XII. 26.) Korm. rendelet 	 a települési hulladékkezelési közszolgáltatási díj megállapításának részletes szakmai szabályairól szóló 242/2000. (XII. 23.) Korm. rendelet módosításáról
- 366/2004. (XII. 26.) Korm. rendelet 	 a repülőterek környezetében létesítendő zajgátló védőövezetek kijelölésének, hasznosításának és megszüntetésének szabályairól szóló 176/1997. (X. 11.) Korm. rendelet módosításáról
- 367/2004. (XII. 26.) Korm. rendelet 	 a felszín alatti vizek védelméről szóló 219/2004. (VII. 21.) Korm. rendelet módosításáról
- 368/2004. (XII. 26.) Korm. rendelet 	 a felszíni vizek minősége védelmének szabályairól szóló 220/2004. (VII. 21.) Korm. rendelet módosításáról
- 369/2004. (XII. 26.) Korm. rendelet 	 a szaporítóanyagokkal kapcsolatos minőségvédelmi bírság megállapításáról
- 370/2004. (XII. 26.) Korm. rendelet 	 az üzleten kívül fogyasztóval kötött szerződésekről és az üzleten kívüli kereskedés folytatásának egyes feltételeiről
- 371/2004. (XII. 26.) Korm. rendelet 	 az egyes szellemi tulajdonjogokat sértő áruk elleni vámhatósági intézkedésekről
- 372/2004. (XII. 26.) Korm. rendelet 	 az egyes forgalmi adók visszatérítéséről szóló kormányrendeletek módosításáról
- 373/2004. (XII. 26.) Korm. rendelet 	 a fejlesztési adókedvezményről szóló 275/2003. (XII. 24.) Korm. rendelet módosításáról
- 374/2004. (XII. 26.) Korm. rendelet 	 a Kiváló Művész, az Érdemes Művész, valamint a Népművészet Mestere járadék folyósításáról
- 375/2004. (XII. 28.) Korm. rendelet 	 a rekreációs szabadságról szóló 136/2003. (IX. 4.) Korm. rendelet hatályon kívül helyezéséről
- 376/2004. (XII. 28.) Korm. rendelet 	 egyes szociális tárgyú kormányrendeletek módosításáról
- 377/2004. (XII. 28.) Korm. rendelet 	 a társadalombiztosítási nyugellátásról szóló 1997. évi LXXXI. törvény végrehajtásáról rendelkező 168/1997. (X. 6.) Korm. rendelet módosításáról
- 378/2004. (XII. 28.) Korm. rendelet 	 a családok támogatásáról szóló 1998. évi LXXXIV. törvény végrehajtásáról szóló 223/1998. (XII. 30.) Korm. rendelet módosításáról
- 379/2004. (XII. 28.) Korm. rendelet 	 a nyugdíjszerű rendszeres szociális ellátások emeléséről
- 380/2004. (XII. 28.) Korm. rendelet 	 a nyugellátások és a baleseti járadék emeléséről
- 381/2004. (XII. 28.) Korm. rendelet 	 a többciklusú felsőoktatási képzési szerkezet bevezetésének egyes szabályairól
- 382/2004. (XII. 29.) Korm. rendelet  	 az államháztartás működési rendjéről szóló 217/1998. (XII. 30.) Korm. rendelet módosításáról [1]
- 383/2004. (XII. 29.) Korm. rendelet 	 az államháztartás szervezetei beszámolási és könyvvezetési kötelezettségének sajátosságairól szóló 249/2000. (XII. 24.) Korm. rendelet módosításáról

### Országgyűlési határozatok  (140)
- 1/2004. (II. 20.) OGY határozat  az Országgyűlés bizottságainak létrehozásáról, tisztségviselőinek és tagjainak megválasztásáról szóló 20/2002. (V. 16.) OGY határozat módosításáról
- 2/2004. (III. 2.) OGY határozat a Magyar Rádió Közalapítvány Kuratóriuma Elnöksége és a Hungária Televízió Közalapítvány Kuratóriuma Elnöksége tisztségviselőinek és tagjainak választásáról
- 3/2004. (III. 2.) OGY határozat a Magyar Rádió Közalapítvány Ellenőrző Testülete és a Hungária Televízió Közalapítvány Ellenőrző Testülete elnökeinek és tagjainak választásáról
- 4/2004. (III. 2.) OGY határozat a Cseh Köztársaságnak, az Észt Köztársaságnak, a Ciprusi Köztársaságnak, a Lett Köztársaságnak, a Litván Köztársaságnak, a Magyar Köztársaságnak, a Máltai Köztársaságnak, a Lengyel Köztársaságnak, a Szlovén Köztársaságnak és a Szlovák Köztársaságnak az Európai Gazdasági Térségben való részvételéről szóló Megállapodás megerősítéséről
- 5/2004. (III. 2.) OGY határozat a gyermekek és az ifjúság helyzetéről, életkörülményeik alakulásáról és az ezzel összefüggésben a 2002. évben megtett kormányzati intézkedésekről szóló jelentés elfogadásáról
- 6/2004. (III. 2.) OGY határozat országgyűlési vizsgálóbizottság létrehozásáról „Az Orbán-kormány (az 1998-2002-es kormányzati ciklus) alatt a Millenáris Kht. és a Kisrókus 2000 Kft., a Magyar Fejlesztési Bank Rt., a Miniszterelnöki Hivatal és annak Országimázs Központja, valamint az Ifjúsági- és Sportminisztérium, a Sportfolió Kht. működésével és gazdálkodásával, továbbá vezetőik, vezető tisztségviselőik és tisztviselőik döntéseivel, intézkedéseivel kapcsolatban felmerülő – a politikai, erkölcsi és jogi felelősség kérdését is felvető – közéleti tisztaságot sértő cselekmények, ezzel összefüggő esetleges vagyongyarapodások, valamint mindezzel összefüggésben az Orbán-kormány kormányzati és kormánypárti politikusai, vezetői – különösen Orbán Viktor, Stumpf István és Deutsch Tamás – érintettségének és esetleges felelősségének kivizsgálására”
- 7/2004. (III. 10.) OGY határozat a holocaust roma áldozatainak nemzetközi és hazai kárpótlását vizsgáló parlamenti vizsgálóbizottság tisztségviselőinek és tagjainak megválasztásáról
- 8/2004. (III. 10.) OGY határozat az Egészségügyi Világszervezet Dohányzás-ellenőrzési Keretegyezményének megerősítéséről
- 9/2004. (III. 10.) OGY határozat a „Távközlési erőforrások biztosításáról katasztrófaelhárítás és mentés céljaira” tárgyú Tamperei Egyezmény megerősítéséről
- 10/2004. (III. 10.) OGY határozat a Bernben, 1980. május 9-én kelt Nemzetközi Vasúti Fuvarozási Egyezmény (COTIF) módosításáról Vilniusban elfogadott, 1999. június 3-án kelt Jegyzőkönyv megerősítéséről
- 11/2004. (III. 10.) OGY határozat a veszélyes áruk nemzetközi belvízi szállításáról szóló Európai Megállapodás (ADN) megerősítéséről
- 12/2004. (III. 10.) OGY határozat a Magyar Köztársaság Kormánya és Románia Kormánya között a katasztrófák esetén történő együttműködésről és kölcsönös segítségnyújtásról szóló, Budapesten, 2003. április 9. napján aláírt Egyezmény megerősítéséről
- 13/2004. (III. 18.) OGY határozat a kábítószer-probléma visszaszorítása érdekében készített nemzeti stratégiai program megvalósulásáról, az ellátó-intézményrendszer átvizsgálásáról és hatékonyságvizsgálatáról szóló Jelentés elfogadásáról
- 14/2004. (III. 24.) OGY határozat a Magyar Honvédség hosszú távú fejlesztésének irányairól
- 15/2004. (III. 24.) OGY határozat a Magyar Honvédség részletes bontású létszámáról
- 16/2004. (III. 24.) OGY határozat a Magyar Televízió Közalapítvány Kuratóriumának 2002. január 1. és 2002. december 31. közötti tevékenységéről szóló beszámolóról
- 17/2004. (III. 24.) OGY határozat a Hungária Televízió Közalapítvány működésének 2002. január 1-jétől 2002. december 31-ig terjedő időszakáról szóló beszámolóról
- 18/2004. (III. 24.) OGY határozat a Magyar Rádió Közalapítvány 2002. április 1.-2003. március 27. közötti tevékenységéről szóló beszámolóról
- 19/2004. (III. 26.) OGY határozat a 2003-2015-ig szóló magyar közlekedéspolitikáról
- 20/2004. (III. 31.) OGY határozat az Országos Rádió és Televízió Testület elnökének és tagjainak megválasztásáról
- 21/2004. (III. 31.) OGY határozat a Magyar Televízió Közalapítvány Kuratóriuma Elnöksége tisztségviselőinek és tagjainak választásáról szóló 21/2003. (III. 13.) OGY határozat módosításáról
- 22/2004. (III. 31.) OGY határozat az Állami Számvevőszék 2003. évi tevékenységéről szóló jelentés elfogadásáról
- 23/2004. (III. 31.) OGY határozat a Kormány által 2004. február 11-én bejelentett, az M5-ös autópálya megvásárlásával és továbbépítésével kapcsolatos kormánydöntés körülményeinek és az ez alapján az AKA Rt.-vel megkötni tervezett szerződések várható következményeinek kivizsgálására országgyűlési vizsgálóbizottság létrehozásáról
- 24/2004. (III. 31.) OGY határozat az M5-ös autópálya megvásárlására és továbbépítésére vonatkozó, 2004. február 11-én bejelentett kormánydöntés alapján megkötött szerződéseknek állami számvevőszéki vizsgálatáról
- 25/2004. (III. 31.) OGY határozat Tállai András országgyűlési képviselő mentelmi ügyében
- 26/2004. (IV. 6.) OGY határozat a Magyar Köztársaság és a Portugál Köztársaság között, Budapesten, 2002. november 4-én aláírt Konzuli Egyezmény megerősítéséről
- 27/2004. (IV. 6.) OGY határozat az Országgyűlés bizottságainak létrehozásáról, tisztségviselőinek és tagjainak megválasztásáról szóló 20/2002. (V. 16.) OGY határozat módosításáról
- 28/2004. (IV. 6.) OGY határozat a kis- és középvállalkozások helyzetéről, gazdálkodási feltételrendszeréről szóló 2002. évi jelentés elfogadásáról
- 29/2004. (IV. 6.) OGY határozat  a Kormány által 2004. február 11-én bejelentett, az M5-ös autópálya megvásárlásával és továbbépítésével kapcsolatos kormánydöntés körülményeinek és az ez alapján az AKA Rt.-vel megkötni tervezett szerződések várható következményeinek kivizsgálására létrehozott országgyűlési vizsgálóbizottság, tisztségviselőinek és tagjainak megválasztásáról
- 30/2004. (IV. 6.) OGY határozat az óvoda- és iskolabezárások okait vizsgáló bizottság munkájáról szóló jelentés elfogadásáról és a szükséges kormányzati intézkedésekről
- 31/2004. (IV. 19.) OGY határozat az ipari balesetek határokon átterjedő hatásaiból eredően a határvizeken okozott károkért viselt polgári jogi felelősségről és kártérítésről szóló, Kijevben, 2003. május 21-én aláírt Jegyzőkönyv megerősítéséről
- 32/2004. (IV. 19.) OGY határozat a védett őshonos vagy veszélyeztetett, magas genetikai értéket képviselő tenyésztett magyar állatfajták nemzeti kinccsé nyilvánításáról
- 33/2004. (IV. 19.) OGY határozat a nemzeti és etnikai kisebbségi szervezetek költségvetési támogatásáról
- 34/2004. (IV. 26.) OGY határozat az Európai Szociális Kartával kapcsolatos kötelezettségek vállalásáról
- 35/2004. (IV. 26.) OGY határozat az áruk ideiglenes behozataláról, Isztambulban, 1990. június 26-án kelt Egyezmény és mellékletei megerősítéséről
- 36/2004. (IV. 26.) OGY határozat a Magyar Köztársaság csatlakozásáról a vámeljárások egyszerűsítéséről és összehangolásáról szóló, Kyotóban, 1973. május 18-án kelt nemzetközi egyezmény Brüsszelben, 1999. június 26-án létrehozott Módosító Jegyzőkönyvéhez
- 37/2004. (IV. 26.) OGY határozat az Országgyűlés bizottságainak létrehozásáról, tisztségviselőinek és tagjainak megválasztásáról szóló 20/2002. (V. 16.) OGY határozat módosításáról
- 38/2004. (V. 11.) OGY határozat a Magyar Köztársaságnak az Európai Unióról szóló Szerződés K.3. Cikkén alapuló, az Európai Rendőrségi Hivatal létrehozásáról szóló, 1995. július 26-án kelt Egyezményhez (Europol Egyezmény) és Jegyzőkönyveihez történő csatlakozásáról
- 39/2004. (V. 11.) OGY határozat a Nemzeti Környezetvédelmi Program 1997-1998. évi végrehajtásának helyzetéről szóló jelentés elfogadásáról
- 40/2004. (V. 11.) OGY határozat a Nemzeti Környezetvédelmi Program 1999-2000. évi végrehajtásának helyzetéről szóló jelentés elfogadásáról
- 41/2004. (V. 11.) OGY határozat a Nemzeti Környezetvédelmi Program 2001-2002. évi végrehajtásáról szóló jelentés elfogadásáról
- 42/2004. (V. 11.) OGY határozat az Országos Rádió és Televízió Testület 2003. évi tevékenységéről szóló beszámolóról
- 43/2004. (V. 11.) OGY határozat dr. Kékesi Tibor országgyűlési képviselő mentelmi ügyében
- 44/2004. (V. 11.) OGY határozat dr. Kékesi Tibor országgyűlési képviselő mentelmi ügyében
- 45/2004. (V. 11.) OGY határozat dr. Wekler Ferenc országgyűlési képviselő mentelmi ügyében
- 46/2004. (V. 18.) OGY határozat országos népszavazás elrendeléséről
- 47/2004. (V. 18.) OGY határozat a Magyar Köztársaság Országgyűlésének Házszabályáról szóló 46/1994. (IX. 30.) OGY határozat módosításáról
- 48/2004. (V. 18.) OGY határozat a magyar tudomány helyzetéről 1999-2000. szóló beszámoló elfogadásáról
- 49/2004. (V. 18.) OGY határozat
- 50/2004. (V. 18.) OGY határozat a Pénzügyi Szervezetek Állami Felügyelete Felügyeleti Tanácsa elnökének megválasztásáról
- 51/2004. (V. 18.) OGY határozat a Nemzetközi Munkaügyi Szervezet Általános Konferenciája 89. ülésszakán elfogadott, a mezőgazdaság munkavédelméről szóló 184. számú Egyezményről és a mezőgazdaság munkavédelméről szóló 192. számú Ajánlásról, valamint a Nemzetközi Munkaügyi Szervezet Általános Konferenciája 90. ülésszakán elfogadott, a munkavédelemről szóló 1981. évi Egyezményt kiegészítő 2002. évi Jegyzőkönyvről és a foglalkozási betegségek jegyzékéről szóló 194. számú Ajánlásról szóló beszámoló elfogadásáról
- 52/2004. (V. 18.) OGY határozat a Magyar Köztársaság Kormánya és az Olasz Köztársaság Kormánya között a minősített információk kölcsönös védelméről szóló, Budapesten, 2003. március 20-án aláírt Biztonsági Megállapodás megerősítéséről
- 53/2004. (V. 18.) OGY határozat a Magyar Köztársaság és a Szlovák Köztársaság között a közúti, a vasúti és a vízi határforgalom ellenőrzéséről szóló, Pozsonyban, 2003. október 9. napján aláírt Egyezmény megerősítéséről
- 54/2004. (V. 25.) OGY határozat a Magyar Köztársaság és a Horvát Köztársaság között a közúti, a vasúti és a vízi határforgalom ellenőrzéséről szóló, Budapesten, 2003. szeptember 29. napján aláírt Egyezmény megerősítéséről
- 55/2004. (V. 25.) OGY határozat  az Európai Újjáépítési és Fejlesztési Bank létrehozásáról szóló Megállapodás módosításának jóváhagyásáról
- 56/2004. (V. 25.) OGY határozat  a Magyar Köztársaságnak egyes, a polgári jogsegélyt szabályozó nemzetközi szerződésekhez történő csatlakozásáról
- 57/2004. (V. 25.) OGY határozat* a magyar tudomány helyzetéről 2001-2002. szóló beszámoló elfogadásáról
- 58/2004. (VI. 14.) OGY határozat a Magyar Köztársaság és a Belarusz Köztársaság között a kettős adóztatás elkerüléséről és az adóztatás kijátszásának megakadályozásáról a jövedelem- és a vagyonadók területén Budapesten, 2002. február 19-én aláírt Egyezmény megerősítéséről
- 59/2004. (VI. 14.) OGY határozat az állampolgári jogok országgyűlési biztosának és általános helyettesének 2003. évi tevékenységéről szóló beszámoló elfogadásáról
- 60/2004. (VI. 14.) OGY határozat az adatvédelmi biztos 2003. évi tevékenységéről szóló beszámoló elfogadásáról
- 61/2004. (VI. 14.) OGY határozat a nemzeti és etnikai kisebbségi jogok országgyűlési biztosának 2003. évi tevékenységéről szóló beszámoló elfogadásáról
- 62/2004. (VI. 14.) OGY határozat  a közszolgálati média részvénytársaságok struktúraátalakításának támogatásáról
- 63/2004. (VI. 14.) OGY határozat dr. Simon Miklós országgyűlési képviselő mentelmi ügyében
- 64/2004. (VI. 14.) OGY határozat dr. Simon Miklós országgyűlési képviselő mentelmi ügyében
- 65/2004. (VI. 22.) OGY határozat  a Magyar Köztársaságnak az Európai Unióról szóló szerződés K.3 cikke alapján létrehozott, az informatika vámügyi alkalmazásáról szóló, Brüsszelben, 1995. július 26-án kelt Egyezményhez és annak szerves részét képező jegyzőkönyvekhez, valamint az Egyezmény ideiglenes alkalmazásáról szóló 1995. július 26-án aláírt Megállapodáshoz való csatlakozásáról
- 66/2004. (VI. 22.) OGY határozat a Magyar Köztársaságnak az Európai Unióról szóló szerződés K.3 cikke alapján létrehozott, a vámigazgatási szervek közötti kölcsönös jogsegélyről és együttműködésről szóló, Brüsszelben, 1997. december 18-án kelt Egyezményhez való csatlakozásáról és annak ideiglenes alkalmazásáról
- 67/2004. (VI. 22.) OGY határozat a Magyar Köztársaság Kormánya és a Lett Köztársaság Kormánya között a katasztrófák és más súlyos balesetek esetén történő együttműködésről és kölcsönös segítségnyújtásról szóló, Rigában, 2003. november 19. napján aláírt Megállapodás megerősítéséről
- 68/2004. (VI. 22.) OGY határozat a Magyar Köztársaság Országgyűlésének Házszabályáról szóló 46/1994. (IX. 30.) OGY határozat módosításáról
- 69/2004. (VI. 22.) OGY határozat az Országgyűlés bizottságainak létrehozásáról, tisztségviselőinek és tagjainak megválasztásáról szóló 20/2002. (V. 16.) OGY határozat módosításáról
- 70/2004. (VI. 22.) OGY határozat a Gazdasági Versenyhivatal 2003. évi tevékenységéről és a versenytörvény alkalmazása során szerzett, a verseny tisztaságának és szabadságának érvényesülésével kapcsolatos tapasztalatokról szóló beszámoló elfogadásáról
- 71/2004. (VI. 22.) OGY határozat az ingatlanokkal, bérlakásokkal kapcsolatban feltárt visszaélések megakadályozásáról, az úgynevezett lakásmaffia-tevékenység visszaszorításához szükséges kormányzati intézkedésekről
- 72/2004. (VIII. 30.) OGY határozat az Országgyűlés bizottságainak létrehozásáról, tisztségviselőinek és tagjainak megválasztásáról szóló 20/2002. (V. 16.) OGY határozat módosításáról
- 73/2004. (IX. 8.) OGY határozat az Egyesült Nemzetek Szervezete Meridában, 2003. december 10-én kelt Korrupció Elleni Egyezményének megerősítéséről
- 74/2004. (IX. 8.) OGY határozat a Nemzetközi Atomenergia Ügynökség Alapokmányának az Ügynökség 1999. évi 43. Közgyűlésén elfogadott módosítása megerősítéséről
- 75/2004. (IX. 8.) OGY határozat a Montréalban, 1999. május 28-án kelt, a nemzetközi légi fuvarozásra vonatkozó egyes jogszabályok egységesítéséről szóló Egyezményhez történő csatlakozásról
- 76/2004. (IX. 8.) OGY határozat az egyes fontos tisztségeket betöltő személyek ellenőrzését végző bizottság tagjainak megerősítéséről
- 77/2004. (IX. 8.) OGY határozat az Országgyűlés bizottságainak létrehozásáról, tisztségviselőinek és tagjainak megválasztásáról szóló 20/2002. (V. 16.) OGY határozat módosításáról
- 78/2004. (IX. 8.) OGY határozat dr. Faragó Péter országgyűlési képviselő mentelmi ügyében
- 79/2004. (IX. 8.) OGY határozat dr. Újhelyi István országgyűlési képviselő mentelmi ügyében
- 80/2004. (IX. 8.) OGY határozat dr. Wekler Ferenc országgyűlési képviselő mentelmi ügyében
- 81/2004. (IX. 8.) OGY határozat dr. Wekler Ferenc országgyűlési képviselő mentelmi ügyében
- 82/2004. (IX. 15.) OGY határozat országos népszavazás elrendeléséről
- 83/2004. (IX. 15.) OGY határozat az Országgyűlés tisztségviselőinek megválasztásáról szóló 19/2002. (V. 16.) OGY határozat módosításáról
- 84/2004. (IX. 15.) OGY határozat az Országgyűlés bizottságainak létrehozásáról, tisztségviselőinek és tagjainak megválasztásáról szóló 20/2002. (V. 16.) OGY határozat módosításáról
- 85/2004. (IX. 15.) OGY határozat a Nemzetközi Munkaügyi Szervezet Általános Konferenciája 62. ülésszakán elfogadott, a kereskedelmi hajók minimális követelményeiről  szóló 147. számú Egyezmény és az ahhoz kapcsolódó 1996. évi Jegyzőkönyv, valamint a Nemzetközi Munkaügyi Szervezet Általános Konferenciájának 91. ülésszakán elfogadott, a tengerészek személyazonosító okmányairól szóló 185. számú Egyezmény megerősítéséről
- 86/2004. (IX. 15.) OGY határozat az afganisztáni Nemzetközi Biztonsági Közreműködő Erők (ISAF) műveleteiben történő magyar katonai részvételről szóló jelentés elfogadásáról
- 87/2004. (IX. 15.) OGY határozat a 2004. évi olimpiai és paralimpiai játékok ideje alatt Görögországnak nyújtott NATO-támogatáshoz történő magyar katonai hozzá-járulásról szóló jelentés elfogadásáról
- 88/2004. (IX. 15.) OGY határozat a Magyar Köztársaság és Románia között a közúti és a vasúti határforgalom ellenőrzéséről szóló, Bukarestben, 2004. április 27-én aláírt Egyezmény megerősítéséről
- 89/2004. (IX. 23.) OGY határozat a Közbeszerzések Tanácsának a közbeszerzések tisztaságával és átláthatóságával kapcsolatos tapasztalatairól, valamint a 2003. január 1.-december 31. közötti időszakban végzett tevékenységéről szóló beszámoló elfogadásáról
- 90/2004. (IX. 23.) OGY határozat az Országgyűlés felhatalmazásának megadásáról az államháztartásról szóló 1992. évi XXXVIII. törvény 22. §-a alapján az M5-ös autópályának a matricás rendszerbe történő bekapcsolásához, valamint továbbépítéséhez szükséges koncessziós szerződésmódosításhoz
- 91/2004. (IX. 28.) OGY határozat a Magyar Köztársaság és Szerbia és Montenegró között a Magyar Köztársaságban élő szerb kisebbség és a Szerbia és Montenegróban élő magyar kisebbség jogainak védelméről szóló, Budapesten, 2003. október 21-én aláírt Egyezmény megerősítéséről
- 92/2004. (IX. 28.) OGY határozat az Országgyűlés felhatalmazásának megadásáról az államháztartásról szóló 1992. évi XXXVIII. törvény 22. §-a alapján az M6-os autópálya érdi tető-Dunaújváros M6-M8 csomópont közötti szakasz koncessziós szerződésének megkötéséhez
- 93/2004. (IX. 28.) OGY határozat a Magyar Nemzeti Bank 2001. évi üzleti jelentése és éves beszámolója elfogadásáról
- 94/2004. (IX. 29.) OGY határozat a miniszterelnök megválasztásáról
- 95/2004. (X. 6.) OGY határozat a Magyar Köztársaság Kormánya és a Jugoszláv Szövetségi Köztársaság Szövetségi Kormánya között a beruházások ösztönzéséről és kölcsönös védelméről, Budapesten, 2001. június 20-án aláírt Megállapodás megerősítéséről
- 96/2004. (X. 6.) OGY határozat az Országgyűlés bizottságainak létrehozásáról, tisztségviselőinek és tagjainak megválasztásáról szóló 20/2002. (V. 16.) OGY határozat módosításáról
- 97/2004. (X. 13.) OGY határozat az Egészségügyi Világszervezet Alkotmánya 24. és 25. Cikke módosításának megerősítéséről
- 98/2004. (X. 13.) OGY határozat a Magyar Köztársaság Kormánya és Québec Kormánya között a szociális biztonságról szóló, Ottawában, 2004. május 12-én aláírt megállapodás megerősítéséről
- 99/2004. (X. 13.) OGY határozat a Magyar Távirati Iroda Részvénytársaság 2002. évi tevékenységéről szóló beszámolójáról
- 100/2004. (X. 13.) OGY határozat a Magyar Távirati Iroda Részvénytársaság 2003. évi tevékenységéről szóló beszámolójáról
- 101/2004. (X. 13.) OGY határozat az Országgyűlés tisztségviselőinek megválasztásáról szóló 19/2002. (V. 16.) OGY határozat módosításáról
- 102/2004. (X. 13.) OGY határozat Keleti György országgyűlési képviselő mentelmi ügyében
- 103/2004. (X. 13.) OGY határozatTasó László országgyűlési képviselő mentelmi ügyében
- 104/2004. (X. 13.) OGY határozat Tompa Sándor országgyűlési képviselő mentelmi ügyében
- 105/2004. (X. 20.) OGY határozat az európai alkotmány létrehozásáról szóló szerződés aláírásáról
- 106/2004. (X. 20.) OGY határozat az Országgyűlés bizottságainak létrehozásáról, tisztségviselőinek és tagjainak megválasztásáról szóló 20/2002. (V. 16.) OGY határozat módosításáról
- 107/2004. (X. 20.) OGY határozat az Országgyűlés bizottságainak létrehozásáról, tisztségviselőinek és tagjainak megválasztásáról szóló 20/2002. (V. 16.) OGY határozat módosításáról
- 108/2004. (X. 27.) OGY határozat az egyének védelméről a személyes adatok gépi feldolgozása során, Strasbourgban, 1981. január 28-án kelt Egyezménynek a felügyelő hatóságokról és a személyes adatok országhatárokat átlépő áramlásáról szóló, Strasbourgban, 2001. november 8-án kelt Kiegészítő Jegyzőkönyvének megerősítéséről
- 109/2004. (X. 27.) OGY határozat az Országgyűlés bizottságainak létrehozásáról, tisztségviselőinek és tagjainak megválasztásáról szóló 20/2002. (V. 16.) OGY határozat módosításáról
- 110/2004. (X. 27.) OGY határozat Balla György országgyűlési képviselő mentelmi ügyében
- 111/2004. (X. 27.) OGY határozat Végh László országgyűlési képviselő mentelmi ügyében
- 112/2004. (XI. 3.) OGY határozat egyes honvédelmi tárgyú országgyűlési határozatok módosításáról
- 113/2004. (XI. 3.) OGY határozat az Országgyűlés bizottságainak létrehozásáról, tisztségviselőinek és tagjainak megválasztásáról szóló 20/2002. (V. 16.) OGY határozat módosításáról
- 114/2004. (XI. 10.) OGY határozat a veszélyeztetett vadon élő állat- és növényfajok nemzetközi kereskedelméről szóló, Washingtonban, 1973. március 3. napján elfogadott Egyezmény XI. és XXI. Cikkeire vonatkozó módosítások megerősítéséről
- 115/2004. (XI. 10.) OGY határozat az EUROCONTROL-nak a légiközlekedés biztonságával kapcsolatos együttműködésre vonatkozó, 1960. december 13-i, többször módosított nemzetközi Egyezménye egységes szerkezetbe foglalt szövegének, valamint az Európai Közösségnek az EUROCONTROL a légi közlekedés biztonságával kapcsolatos együttműködésre vonatkozó, 1960. december 13-i, többször módosított és az 1997. június 27-i Jegyzőkönyv által egységes szerkezetbe foglalt nemzetközi egyezményhez történő csatlakozásáról szóló Jegyzőkönyv megerősítéséről
- 116/2004. (XI. 10.) OGY határozat a Magyar Köztársaság Kormánya és Románia Kormánya között az EBESZ 1994. évi Bécsi Dokumentumát kiegészítő bizalom- és biztonságerősítő intézkedésekről és a katonai kapcsolatok fejlesztéséről Aradon, 1996. szeptember 6. napján aláírt és az 1996. évi LXXIX. törvénnyel megerősített és kihirdetett Megállapodás megszüntetéséről
- 117/2004. (XI. 10.) OGY határozat a Magyar Köztársaság Kormánya és Románia Kormánya között a „Nyitott Égbolt” rendszer létrehozásáról Bukarestben, 1991. május 11. napján aláírt és a 44/1991. (IX. 6.) OGY határozattal megerősített Megállapodás megszüntetéséről
- 118/2004. (XI. 10.) OGY határozat a Magyar Köztársaság Kormánya és a Szlovák Köztársaság Kormánya között az 1994. évi Bécsi Dokumentumot kiegészítő bizalom- és biztonságerősítő intézkedésekről és a katonai kapcsolatok fejlesztéséről Pozsonyban, 1998. február 4. napján aláírt és az 1998. évi LXXV. törvénnyel megerősített és kihirdetett Megállapodás megszüntetéséről
- 119/2004. (XI. 10.) OGY határozat  a Magyar Köztársaságnak az áruk ideiglenes behozataláról, Isztambulban, 1990. június 26-án kelt Egyezményhez kapcsolódó fenntartásai bejelentéséről
- 120/2004. (XI. 10.) OGY határozatDemeter Ervin országgyűlési képviselő mentelmi ügyében
- 121/2004. (XI. 10.) OGY határozatSzijjártó Péter országgyűlési képviselő mentelmi ügyében
- 122/2004. (XI. 10.) OGY határozat a textil- és ruházati, valamint a bőr- és cipőipar súlyos helyzetének enyhítésére
- 123/2004. (XI. 17.) OGY határozat az Országgyűlés tisztségviselőinek megválasztásáról szóló 19/2002. (V. 16.) OGY határozat módosításáról
- 124/2004. (XI. 17.) OGY határozat az Országgyűlés bizottságainak létrehozásáról, tisztségviselőinek és tagjainak megválasztásáról szóló 20/2002. (V. 16.) OGY határozat módosításáról
- 125/2004. (XI. 17.) OGY határozat az Országos Rádió és Televízió Testület egy tagjának megválasztásáról
- 126/2004. (XI. 17.) OGY határozat az agrárgazdaság 2003. évi helyzetéről szóló jelentés elfogadásáról
- 127/2004. (XI. 17.) OGY határozat a kárpátaljai magyar és német civil férfiak sztálini lágerekbe történt elhurcolásának 60. évfordulóján
- 128/2004. (XI. 23.) OGY határozat az Európai Unió irányítása alatt végrehajtott balkáni katonai békefenntartó (ALTHEA) művelethez történő magyar hozzájárulásról
- 129/2004. (XI. 23.) OGY határozat a Magyar Köztársaság és az Indiai Köztársaság között a kettős adóztatás elkerüléséről és az adóztatás kijátszásának megakadályozásáról a jövedelemadók területén, Új-Delhiben, 2003. november 3-án aláírt Egyezmény megerősítéséről
- 130/2004. (XI. 24.) OGY határozat Tápiószele Nagyközség Önkormányzata képviselő-testülete feloszlatásáról
- 131/2004. (XII. 1.) OGY határozat az Országgyűlés bizottságainak létrehozásáról, tisztségviselőinek és tagjainak megválasztásáról szóló 20/2002. (V. 16.) OGY határozat módosításáról
- 132/2004. (XII. 14.) OGY határozat a délvidéki magyarokkal szemben a kollektív bűnösség elve alapján elkövetett véres cselekmények 60. évfordulóján
- 133/2004. (XII. 23.) OGY határozat az európai alkotmány létrehozásáról szóló szerződés megerősítéséről
- 134/2004. (XII. 23.) OGY határozat az Országgyűlés tisztségviselőinek megválasztásáról szóló 19/2002. (V. 16.) OGY határozat módosításáról
- 135/2004. (XII. 23.) OGY határozat az Országgyűlés bizottságainak létrehozásáról, tisztségviselőinek és tagjainak megválasztásáról szóló 20/2002. (V. 16.) OGY határozat módosításáról
- 136/2004. (XII. 23.) OGY határozat Keller László országgyűlési képviselő mentelmi ügyében
- 137/2004. (XII. 23.) OGY határozat dr. Kövér László országgyűlési képviselő mentelmi ügyében
- 138/2004. (XII. 23.) OGY határozat Lendvai Ildikó országgyűlési képviselő mentelmi ügyében
- 139/2004. (XII. 23.) OGY határozat Németh Zsolt országgyűlési képviselő mentelmi ügyében
- 140/2004. (XII. 23.) OGY határozat dr. Sümeghy Csaba országgyűlési képviselő mentelmi ügyében

### Egyéb fontosabb jogszabályok

#### Miniszteri rendeletek

##### Január
- 1/2004. (I.5.) ESZCSM rendelet A betegjogi, az ellátottjogi és a gyermekjogi képviselő működésének feltételeiről
- 1/2004. (I. 5.) FVM rendelet A fontos és bizalmas munkakörökről, valamint a biztonsági ellenőrzés szintjéről szóló 35/1997. (V.13.) FM rendelet módosításáról
- 1/2004. (I. 5.) GKM rendelet Az ömlesztett árut szállító tengeri hajók biztonságos rakodásáról
- 2/2004. (I. 5.) GKM rendelet Az úszólétesítmények megfelelőségét vizsgáló, ellenőrző és tanúsító szervezetek elismeréséről, kijelöléséről és felhatalmazásáról
- 1/2004. (I. 5.) PM rendelet A kincstári rendszer működésével kapcsolatos pénzügyi szolgáltatások teljesítésének rendjéről szóló 36/1999. (XII. 27.) PM rendelet módosításáról
- 2/2004. (I. 8.) ESZCSM rendelet A társadalombiztosítási támogatással rendelhető gyógyszerekről és a támogatás összegéről szóló 1/2003. (I.21.) ESZCSM rendelet módosításáról
- 2/2004. (I. 8.) FVM-ESZCSM-GKM együttes rendelet A dohánytermékek gyártásáról, forgalmazásáról és ellenőrzéséről szóló 86/2003. (VII. 24.) FVM-ESZCSM-GKM együttes rendelet módosításáról
- 1/2004. (I. 8.) GYISM rendelet Az állami sportcélú támogatások felhasználásának szabályairól
- 1/2004. (I. 8.) IM rendelet Az európai közösségi jogászok szakmai megnevezéseiről
- 1/2004. (I. 8.) MeHVM rendelet A központi közigazgatás integrált üdültetési rendszerébe tartozó üdülők igénybevételének rendjéről szóló 9/2001. (III. 23.) MeHVM rendelet módosításáról
- 1/2004. (I. 9.) BM-IM együttes rendelet A Határőrség nyomozó hatóságainak hatásköréről és illetékességéről
- 1/2004. (I. 9.) FMM rendelet A közbeszerzési eljárásokhoz kapcsolódó, a munkavállalók védelmére és a munkafeltételekre vonatkozó tájékoztatási kötelezettség eljárási szabályairól és díjazásáról
- 3/2004. (I. 9.) FVM-KvVM együttes rendelet A mezőgazdasági termékek és élelmiszerek ökológiai követelmények szerinti előállításának, forgalmazásának és jelölésének részletes szabályairól szóló 2/2000. (I. 18.) FVM-KöM együttes rendelet módosításáról
- 1/2004. (I. 9.) OM rendelet A tankönyvvé nyilvánítás, a tankönyvtámogatás, valamint az iskolai tankönyvellátás rendjéről szóló 5/1998. (II. 18.) MKM rendelet módosításáról
- 4/2004. (I. 13.) FVM rendelet Az egyszerűsített területalapú támogatások és a vidékfejlesztési támogatások igényléséhez teljesítendő ,,Helyes Mezőgazdasági és Környezeti Állapot, illetve a ,,Helyes Gazdálkodási Gyakorlat feltételrendszerének meghatározásáról
- 3/2004. (I. 13.) GKM rendelet A polgári légiforgalmi szolgálat szakszemélyzetének szakszolgálati engedélyéről és képzéséről
- 3/2004. (I.15.) ESZCSM rendelet Az egészségügyi szakellátás társadalombiztosítási finanszírozásának egyes kérdéseiről szóló 9/1993. (IV.2.) NM rendelet módosításáról
- 2/2004. (I. 15.) FMM rendelet a kollektív szerződések bejelentésének és nyilvántartásának részletes szabályairól
- 5/2004. (I. 19.) FVM rendelet A búza és a búzaliszt kiegyenlítő befizetéssel történő külpiaci értékesítéséről
- 4/2004. (I. 19.) GKM rendelet Az együttműködő földgázhálózat fejlesztéséért szedhető csatlakozási díjról
- 6/2004. (I. 22.) FVM rendelet Az Európa terv Agrár-hitel programjáról
- 1/2004. (I. 22.) HM rendelet A hivatásos, szerződéses és hadköteles katonák térítésmentes és kedvezményes természetbeni ellátásáról szóló 2/1998. (II. 4.) HM rendelet módosításáról
- 2/2004. (I. 22.) PM rendelet Az egyes szakmai és vizsgáztatási követelményekről szóló PM rendeletek módosításáról
- 4/2004. (I. 28.) ESZCSM rendelet A személyes gondoskodást nyújtó szociális intézmények szakmai feladatairól és működésük feltételeiről szóló 1/2000. (I.7.) SZCSM rendelet módosításáról
- 7/2004. (I. 28.) FVM rendelet A Magyar Élelmiszerkönyv kötelező előírásairól szóló 40/1995. (XI. 16.) FM rendelet módosításáról
- 8/2004. (I. 28.) FVM rendelet A vágott, fagyasztott egész csirke időszakos export-visszatérítéséről
- 9/2004. (I. 28.) FVM rendelet A friss és előhűtött hasított félsertés időszakos export-visszatérítéséről
- 10/2004. (I. 28.) FVM rendelet Az élő vágómarha exportjához nyújtott időszakos export-visszatérítésről
- 11/2004. (I. 28.) FVM rendelet Az élő sertés exporthoz nyújtott időszakos export-visszatérítésről
- 5/2004. (I. 28.) GKM rendelet A helyi közutak kezelésének szakmai szabályairól
- 2/2004. (I. 28.) HM rendelet A honvédségi közúti járművek üzembentartásáról szóló 7/1991. (X.16.) HM rendelet módosításáról
- 2/2004. (I. 28.) IM rendelet A Szabadalmi Együttműködési Szerződéshez csatolt Végrehajtási Szabályzat szövegének kihirdetéséről szóló 34/2002. (XII. 25.) IM rendelet módosításáról
- 6/2004. (I.30.) GKM rendelet A légijárművek és légijármű berendezések karbantartásának személyi jogosítási és képzési követelményeiről
- 7/2004. (I.30.) GKM-IHM-KvVM együttes rendelet Nemzeti szabványok kötelező alkalmazását elrendelő egyes jogszabályok és jogszabályi rendelkezések hatályon kívül helyezéséről
- 1/2004. (I.30.) NKÖM rendelet A helyi önkormányzatok színházi támogatásáról
- 2/2004. (I. 30.) OM rendelet a szakmai vizsgadíj és a vizsgáztatási díjak kereteiről szóló 1/2001. (I. 16.) OM rendelet módosításáról
- 2/2004. (I. 31.) BM rendelet A belügyminiszter irányítása alá tartozó szervek, valamint az önkormányzati tűzoltóság szolgálati viszonyban álló tagjai szolgálati viszonyának egyes kérdéseiről és a személyügyi igazgatás rendjéről szóló 9/1997. (II. 12.) BM rendelet módosításáról
- 3/2004. (I. 31.) BM rendelet A körözési nyilvántartásból történő adatigénylésről és adatszolgáltatásról, valamint a nyilvános tárgykörözési adatok hozzáférhetővé tételéről szóló 21/2001. (X. 11.) BM rendelet módosításáról
- 12/2004. (I. 31.) FVM rendelet A szarvasmarha-fajok egyedeinek jelöléséről, valamint Egységes Nyilvántartási és Azonosítási Rendszeréről szóló 99/2002. (XI. 5.) FVM rendelet módosításáról
- 13/2004. (I. 31.) FVM rendelet A számviteli-üzemgazdasági adatok gyűjtésére szolgáló mezőgazdasági tesztüzemi információs rendszerről
- 3/2004. (I. 31.) PM-BM együttes rendelet A helyi önkormányzatokat 2004. évben megillető normatív állami hozzájárulásokról, normatív, kötött felhasználású támogatásokról, személyi jövedelemadóról, valamint a helyi önkormányzatok bevételeinek aránytalanságát mérsékelő kiegészítésről, illetve beszámításról

##### Február
- 4/2004. (II. 5.) BM rendelet A belügyi szervek rendelkezésében lévő, lakásnak nem minősülő szállóférőhelyek, lakóegységek használatáról, valamint a bérleti, albérleti díj hozzájárulás szabályairól szóló 40/2000. (XII. 12.) BM rendelet módosításáról
- 3/2004. (II. 6.) FMM rendelet Az Állami Foglalkoztatási Szolgálatról szóló 4/2002. (X.17.) FMM rendelet módosításáról
- 14/2004. (II. 6.) FVM rendelet Az egyes tengeri puhatestű állatokat érintő egyes betegségek elleni védekezésről
- 8/2004. (II. 6.) GKM rendelet A belvízi utakon közlekedő úszólétesítmények hajózásra alkalmassága és megfelelősége feltételeiről, az üzemképesség vizsgálatáról és tanúsításáról szóló 13/2001. (IV. 10.) KöViM rendelet módosításáról
- 1/2004. (II. 6.) KvVM rendelet Egyes környezetvédelmi, természetvédelmi és vízügyi feladat- és hatásköröket megállapító miniszteri rendeletek módosításáról
- ?/2004. (II. 10.) ESZCSM rendelet A kozmetikai termékek biztonságosságáról, gyártási, forgalmazási feltételeiről és közegészségügyi ellenőrzéséről szóló 40/2001. (XI. 23.) EüM rendelet módosításáról
- 6/2004. (II. 10.) ESZCSM rendelet A kozmetikai termékek összetételének vizsgálatához alkalmazandó módszerekről
- 15/2004. (II. 10.) FVM rendelet Az egyes gyümölcsfajok és szőlő ültetvények telepítésének támogatásáról
- 2/2004. (II. 10.) NKÖM rendelet A Nemzeti Kulturális Alapprogramról szóló 1993. évi XXIII. törvény végrehajtásáról szóló 13/1999. (VIII. 27.) NKÖM rendelet módosításáról
- 4/2004. (II. 12.) FMM rendelet A szakmai követelmények kiadásáról szóló 6/1994. (VIII. 31.) MüM rendelet módosításáról
- 9/2004. (II. 12.) GKM-HM-KvVM együttes rendelet A magyar légtér légiközlekedés céljára történő kijelöléséről szóló 14/1998. (VI. 24.) KHVM-HM-KTM együttes rendelet módosításáról
- 10/2004. (II. 12.) GKM rendelet A magyar légtér használatával kapcsolatos egyes miniszteri rendeletek módosításáról
- 4/2004. (II. 12.) PM rendelet A befektetési alapkezelők adatszolgáltatásának rendjéről és tartalmáról szóló 11/2002. (II. 20.) PM rendelet módosításáról
- 5/2004. (II. 12.) PM rendelet A befektetési szolgáltató és a külföldi székhelyű befektetési szolgáltató magyarországi fióktelepe üzleti, szolgáltatási tevékenységéhez, a befektetési vállalkozás és hitelintézet kereskedési könyv vezetéséhez, az árutőzsdei szolgáltató és az elszámolóház szolgáltatási tevékenységéhez kapcsolódó, a Pénzügyi Szervezetek Állami Felügyelete részére történő adatszolgáltatási kötelezettségéről
- 7/2004. (II. 13.) ESZCSM rendelet A magasabb összegű családi pótlékra jogosító betegségekről és fogyatékosságokról szóló 5/2003. (II. 19.) ESZCSM rendelet módosításáról
- '16/2004. (II. 13.) FVM rendelet A kiegészítő tejtermelői támogatásról
- 17/2004. (II. 13.) FVM rendelet Az étkezési alma orosz piacon történő értékesítéséhez igénybe vehető export-visszatérítésről szóló 100/2003. (VIII. 22.) FVM rendelet módosításáról
- 11/2004. (II. 13.) GKM rendelet A gáz csatlakozó vezetékekre és fogyasztói berendezésekre vonatkozó műszaki-biztonsági előírásokról
- 12/2004. (II. 13.) GKM rendelet A földgázellátásban műszaki biztonsági szempontból jelentős munkakörök betöltéséhez szükséges szakmai képesítésről és gyakorlatról
- 13/2004. (II. 13.) GKM rendelet Az ipari és mezőgazdasági gázfogyasztó készülékek megfelelőségének tanúsítási, illetve jóváhagyási rendjére és forgalomba hozatalára vonatkozó szabályokról
- 6/2004. (II. 13.) PM rendelet A feltételes adómegállapítás iránti kérelem benyújtásának, nyilvántartásának, a díj megfizetésének és visszatérítésének módjáról és részletes feltételeiről
- 18/2004. (II. 16.) FVM rendelet A növényegészségügyi feladatok végrehajtásának részletes szabályairól szóló 7/2001. (I. 17.) FVM rendelet módosításáról
- 14/2004. (II. 16.) GKM rendelet Az átvételi kötelezettség alá eső villamos energia átvételének szabályairól és árainak megállapításáról szóló 56/2002. (XII. 29.) GKM rendelet módosításáról
- 15/2004. (II. 16.) GKM-IHM- OM-PM-TNM együttes rendelet *A Gazdasági Versenyképesség Operatív Program végrehajtásában közreműködő szervezetek kijelöléséről
- 2/2004. (II. 16.) KvVM rendelet A vízkészletjárulék kiszámításáról szóló 43/1999. (XII. 26.) KHVM rendelet módosításáról szóló 12/2003. (VII. 30.) KvVM rendelet módosításáról
- 1/2004. (II. 16.) TNM-FMM- FVM-GKM-KvVM-PM együttes rendelet Az Európai Unió strukturális alapjaiból, valamint az ISPA/Kohéziós Alapjából származó támogatásokhoz kapcsolódó költségvetési előirányzatok felhasználásának egyes szabályairól
- 8/2004. (II. 17.) ESZCSM-FVM együttes rendelet A növényekben, a növényi termékekben és a felületükön megengedhető növényvédőszer-maradék mértékéről szóló 5/2002. (II. 22.) EüM-FVM együttes rendelet módosításáról
- 16/2004. (II. 17.) GKM rendelet A Gazdasági és Közlekedési Minisztérium Engedélyezési és Közigazgatási Hivatala által lefolytatott egyes eljárások igazgatási szolgáltatási díjáról
- 3/2004. (II. 17.) HM rendelet A fontos és bizalmas munkakörökről, valamint a biztonsági ellenőrzések szintjéről
- 3/2004. (II. 17.) IM-PM együttes rendelet A fogvatartottak foglalkoztatására jóváhagyott költségvetési előirányzat felhasználási rendjéről szóló 2/1996. (III. 13.) IM-PM együttes rendelet módosításáról
- 3/2004. (II. 17.) OM-FMM együttes rendelet A szakképzési hozzájárulást a saját munkavállalói részére szervezett képzéssel teljesítő hozzájárulásra kötelezett költségei elszámolásának feltételeiről és az elszámolás szabályairól
- 5/2004. (II. 20.) BM rendelet Az egyes szakképesítések szakmai és vizsgakövetelményeinek kiadásáról szóló 16/2003. (IV. 18.) BM rendelet módosításáról
- 9/2004. (II. 20.) ESZCSM rendelet Az Egészségügyi, Szociális és Családügyi Minisztérium Gyógyító Ellátás Információs Központjának megszüntetésével összefüggésben egyes miniszteri rendeletek módosításáról
- 3/2004. (II. 20.) NKÖM rendelet A XXIII. Nemzeti Kulturális Örökség Minisztériuma költségvetési fejezethez tartozó fejezeti kezelésű előirányzatok pályázat útján történő felhasználásának szabályairól
- 4/2004. (II. 20.) NKÖM rendelet A helyi önkormányzatok könyvtári és közművelődési érdekeltségnövelő támogatásáról
- 5/2004. (II. 20.) NKÖM rendelet A nemzeti kulturális örökség minisztere által adományozható művészeti és egyéb szakmai díjakról szóló 3/1999. (II. 24.) NKÖM rendelet módosításáról
- 6/2004. (II. 20.) NKÖM rendelet A XXIII. Nemzeti Kulturális Örökség Minisztériuma költségvetési fejezethez tartozó fejezeti kezelésű előirányzatok felhasználásáról
- 6/2004. (II. 24.) BM rendelet A választási eljárásról szóló 1997. évi C. törvény végrehajtásáról az Európai Parlament tagjainak 2004. évi választásán
- 5/2004. (II. 24.) FMM rendelet A felnőttképzést folytató intézmények nyilvántartásba vételének részletes szabályairól szóló 48/2001. (XII. 29.) OM rendelet módosításáról
- 17/2004. (II. 24.) GKM-HM- ESZCSM együttes rendelet A légiközlekedési balesetek és a repülőesemények szakmai vizsgálatának szabályairól szóló 13/2000. (V. 31.) KHVM-HM-EüM együttes rendelet módosításáról
- 18/2004. (II. 24.) GKM-KvVM- PM együttes rendelet A Környezetvédelem és Infrastruktúra Operatív Program végrehajtásában közreműködő szervezetek kijelöléséről
- 3/2004. (II. 24.) KvVM rendelet A  környezetvédelmi és a vízügyi célelőirányzat felhasználásának és ellenőrzésének szabályairól
- 7/2004. (II. 24.) PM rendelet A Vámtarifa Magyarázatról szóló 23/1990. (XII. 3.) PM rendelet módosításáról
- 10/2004. (II. 26.) ESZCSM rendelet A szülésznőképzés szakmai követelményeiről szóló 20/1994. (XI. 15.) NM rendelet módosításáról
- 19/2004. (II. 26.) FVM-ESZCSM- GKM együttes rendelet Az élelmiszerek jelöléséről
- 2/2004. (II. 26.) GYISM rendelet A fejezeti kezelésű előirányzatok pályázati eljárás keretében történő felhasználásának rendjéről
- 1/2004. (II. 26.) IHM rendelet Az informatikai, távközlés-fejlesztési és frekvenciagazdálkodási célelőirányzat felhasználásának és kezelésének szabályairól szóló 11/2001. (IV. 24.) MeHVM rendelet módosításáról
- 7/2004. (II. 26.) NKÖM rendelet A Határon Túli Magyar Irodalmi Ösztöndíjakról
- 20/2004. (II. 27.) FVM rendelet A Magyar Takarmánykódex kötelező előírásairól szóló 44/2003. (IV. 26.) FVM rendelet módosításáról
- 21/2004. (II. 27.) FVM rendelet A takarmányok előállításáról, forgalomba hozataláról és felhasználásáról szóló 2001. évi CXIX. törvény végrehajtására kiadott 43/2003. (IV. 26.) FVM rendelet, valamint a takarmányok hatósági vizsgálataiért fizetendő díjakról szóló 26/1997. (IV. 18.) FM rendelet módosításáról
- 22/2004. (II. 27.) FVM rendelet A fertőző szivacsos agyvelőbántalmak megelőzéséről, az ellenük való védekezésről, illetve leküzdésükről szóló 69/2003. (VI. 25.) FVM rendelet módosításáról
- 19/2004. (II. 27.) GKM rendelet A Gazdasági és Közlekedési Minisztérium egyes támogatási programjainak részletes szabályairól
- 20/2004. (II. 27.) GKM rendelet A kőolaj és kőolajtermékekre vonatkozó nemzetközi adatszolgáltatásról
- 21/2004. (II. 27.) GKM rendelet A belföldi és a nemzetközi közúti árufuvarozás szakmai feltételeiről és engedélyezési eljárásáról szóló 14/2001. (IV. 20.) KöViM rendelet módosításáról
- 22/2004. (II. 27.) GKM rendelet Az autóbusszal végzett belföldi és nemzetközi személyszállítás szakmai feltételeiről és engedélyezési eljárásáról szóló 49/2001. (XII. 22.) KöViM rendelet módosításáról
- 4/2004. (II. 27.) IM rendelet A bírósági végrehajtási ügyvitelről és pénzkezelésről szóló 1/2002. (I. 17.) IM rendelet és a bírósági végrehajtásra vonatkozó egyéb igazságügy-miniszteri rendeletek módosításáról
- 8/2004. (II. 27.) NKÖM rendelet A helyi önkormányzatok részére állat- és növénykertek, vadasparkok fenntartására adható támogatások igénybevételének rendjéről
- 4/2004. (II. 27.) OM rendelet Az egyes társadalomtudományi és bölcsészettudományi szakirányú továbbképzési szakok képesítési követelményeiről
- 5/2004. (II. 27.) OM rendelet Az egyes szakfordítói és tolmács szakirányú továbbképzési szakok képesítési követelményeiről
- 6/2004. (II. 27.) OM rendelet Az egészségügyi felsőoktatás szakirányú továbbképzési szakjainak képesítési követelményeiről
- 11/2004. (II. 28.) ESZCSM rendelet A magyar Nemzeti Kábítószer Adatgyűjtő és Kapcsolattartó Központ működéséről, feladat- és hatásköréről

##### Március
- 7/2004. (III. 2.) BM rendelet A közszolgálati nyilvántartás egyes kérdéseiről szóló 7/2002. (III. 12.) BM rendelet módosításáról
- 23/2004. (III. 2.) FVM rendelet Meghatározott vízi járművek fedélzetén kezelt halászati termékekre vonatkozó alapvető élelmiszer-higiéniai feltételekről
- 24/2004. (III. 2.) FVM rendelet Az egyes hormon- vagy tireosztatikus hatású anyagok és a béta-agonisták állattenyésztésben történő felhasználásának tilalmáról
- 4/2004. (III. 2.) HM rendelet A honvédelmi miniszter által alapítható és adományozható elismerésekről szóló 27/2002. (IV. 17.) HM rendelet módosításáról
- 12/2004. (III. 3.) ESZCSM rendelet Az orvosi rehabilitációs ellátás keretében történő gyógyfürdőellátások rendeléséről, a társadalombiztosítás által támogatott gyógyfürdőellátások kiszolgálásának szakmai követelményeiről, valamint az ellátásokhoz nyújtott társadalombiztosítási támogatás elszámolásának rendjéről szóló 17/1997. (VI. 30.) NM rendelet módosításáról
- 13/2004. (III. 3.) ESZCSM rendelet A társadalombiztosítási támogatással rendelhető gyógyszerekről és a támogatás összegéről szóló 1/2003. (I. 21.) ESZCSM rendelet módosításáról
- 25/2004. (III. 3.) FVM rendelet A 2004. évi nemzeti hatáskörben nyújtott agrár- és vidékfejlesztési támogatások igénybevételének feltételeiről
- 26/2004. (III. 3.) FVM-PM együttes rendelet A mezei őrszolgálat megalakításához, fenntartásához nyújtandó 2004. évi állami hozzájárulás igénybevételének rendjéről és feltételeiről
- 2/2004. (III. 3.) IHM rendelet A belföldi fenntartott postai szolgáltatások legmagasabb hatósági díjairól
- 23/2004. (III. 3.) GKM rendelet A gazdasági és közlekedési miniszter által adományozható elismerésekről szóló 20/2003. (IV. 11.) GKM rendelet módosításáról
- 1/2004. (III. 3.) KüM-PM együttes rendelet A Kereskedelmi Vámtarifa 2004. évi alkalmazásáról szóló 29/2003. (XII. 21.) KüM-PM együttes rendelet módosításáról
- 14/2004. (III. 4.) ESZCSM rendelet Egyes miniszteri rendeletek módosításáról
- 27/2004. (III. 4.) FVM rendelet Az Európai Mezőgazdasági Orientációs és Garancia Alap Garancia Részlegéből finanszírozott egyes támogatások tekintetében a Mezőgazdasági és Vidékfejlesztési Hivatal által delegált feladatokról
- 5/2004. (III. 4.) HM rendelet A honvédelmi miniszter által alapítható és adományozható elismerésekről szóló 27/2002. (IV. 17.) HM rendelet módosításáról
- 3/2004. (III. 4.) IHM rendelet Az egyetemes elektronikus hírközlési szolgáltató kijelölésére vonatkozó szabályokról
- 15/2004. (III. 8.) ESZCSM rendelet Az egészségügyi szolgáltatások nyújtásához szükséges szakmai minimumfeltételekről szóló 60/2003. (X.20.) ESZCSM rendelet módosításáról
- 7/2004. (III. 8.) OM rendelet A szakmai gyakorlaton alapuló elismerés rendszeréről
- 8/2004. (III. 8.) OM rendelet A bizonyítványok besorolásáról
- 9/2004. (III. 8.) OM rendelet a Kollégiumi nevelés országos alap-programjának kiadásáról szóló 46/2001. (XII. 22.) OM rendelet módosításáról
- 6/2004. (III. 10.) FMM rendelet A közalkalmazottak jogállását érintő egyes kérdésekről szóló 1/1993. (IV. 20.) MüM rendelet módosításáról
- 28/2004. (III. 10.) FVM rendelet A természetes édesítőszerek termékpályáinak szabályozásához kapcsolódó egyes kérdésekről
- 29/2004. (III. 10.) FVM rendelet Az erdőről és az erdő védelméről szóló 1996. évi LIV. törvény végrehajtásának szabályairól szóló 29/1997. (IV. 30.) FM rendelet módosításáról
- 30/2004. (III. 10.) FVM rendelet A tehéntej irányáráról
- 24/2004. (III. 10.) GKM-KvVM együttes rendeletEgyes miniszteri rendeletek módosításáról
- 25/2004. (III. 10.) GKM rendelet Az EUROCONTROL útvonalhasználati díjak tárgyában hozott határozatának alkalmazásáról szóló 13/2002. (IX. 5.) GKM rendelet módosításáról
- 2/2004. (III. 10.) KüM rendelet Az állami vezetők külföldi napidíjáról szóló 4/1997. (XII. 29.) KüM rendelet módosításáról
- 3/2004. (III. 10.) KüM rendelet Az alapellátmányról, a valuta-költségtérítésről és egyes állomáshelyekhez kapcsolódó további ellátmánypótlékról szóló 5/1997. (XII. 29.) KüM rendelet módosításáról
- 8/2004. (III. 10.) PM rendelet a jövedéki adóról és a jövedéki termékek forgalmazásának különös szabályairól szóló 2003. évi CXXVII. törvény egyes rendelkezéseinek végrehajtásáról
- 26/2004. (III. 11.) GKM rendelet Az autópályák használatának díjáról
- 27/2004. (III. 11.) GKM rendelet Az Útfenntartási és -fejlesztési célelőirányzathoz kapcsolódó feladatok szabályozásáról szóló 109/2003.(XII. 29.) GKM rendelet módosításáról
- 9/2004. (III. 11.) PM rendelet A hitelintézetek és a pénzügyi vállalkozások által a Pénzügyi Szervezetek Állami Felügyelete részére szolgáltatandó adatok köréről és az adatszolgáltatás módjáról szóló 55/2002. (XII.30.) PM rendelet módosításáról
- 28/2004. (III. 12.) GKM rendelet A belföldi menetrend szerinti helyi személyszállítás, valamint a komp- és révközlekedés ingyenes utazásai után járó fogyasztói árkiegészítés igénybevételéről
- 29/2004. (III. 12.) GKM rendelet A gépjárműfenntartó tevékenység személyi és dologi feltételeiről szóló 1/1990. (IX. 29.) KHVM rendelet módosításáról
- 10/2004. (III. 12.) PM rendelet A tőkemegfelelési mutató számításáról szóló 13/2001. (III. 9.) PM rendelet módosításáról
- 11/2004. (III. 12.) PM rendelet A pénzügyminiszter ágazatába tartozó szakképesítések szakmai követelményeiről szóló 2/1995. (II. 22.) PM rendelet módosításáról
- 12/2004. (III. 12.) PM rendelet Az országkockázat tőkekövetelményéről szóló 16/2001. (III. 9.) PM rendelet, valamint a befektetési vállalkozások országkockázatának tőkekövetelményéről szóló 8/2002. (II. 20.) PM rendelet módosításáról
- 30/2004. (III. 16.) GKM rendelet A gáznemű vagy folyékony tüzelőanyaggal üzemelő melegvízkazánok hatásfok követelményeiről és megfelelőségének tanúsításáról szóló 20/1998. (IV. 17.) IKIM rendelet módosításáról
- 31/2004. (III. 16.) GKM rendelet	Az egyes gázfogyasztó készülékek kialakításáról és megfelelőségének tanúsításáról szóló 22/1998. (IV.17.) IKIM rendelet módosításáról
- 8/2004. (III. 18.) BM rendelet A 2004. június 13. napjára kitűzött Európai Parlament tagjai választása eljárási határidőinek és határnapjainak megállapításáról
- 31/2004. (III. 19.) FVM rendelet A tejfeldolgozók veszteségcsökkentő támogatásáról
- 32/2004. (III. 19.) FVM rendelet A kiegészítő tejtermelői támogatásról szóló 16/2004.(II. 13.) FVM rendelet módosításáról
- 33/2004. (III. 19.) FVM rendelet Az állami tejkvóta-felvásárlásról és -értékesítésről
- 16/2004. (III. 23.) ESZCSM rendelet Az egészségügyi szolgáltatások nyújtásához szükséges szakmai minimumfeltételekről szóló 60/2003. (X.20.) ESZCSM rendelet módosításáról
- 17/2004. (III. 23.) ESZCSM rendelet A gyógyszerek rendeléséről és kiadásáról szóló 3/1995. (II. 8.) NM rendelet módosításáról
- 3/2004. (III. 23.) GYISM rendelet Az egyes sportcélú ingatlanok tulajdoni helyzetének rendezéséről szóló 1996. évi LXV. törvény szerinti méltányossági hozzájárulás eljárási szabályairól
- 5/2004. (III. 23.) IM rendelet A cégnyilvántartásról, a cégnyilvánosságról és a bírósági cégeljárásról szóló 1997. évi CXLV. törvény végrehajtásáról rendelkező igazságügy-miniszteri rendeletek módosításáról
- 18/2004. (III. 24.) ESZCSM rendelet A társadalombiztosítási támogatással rendelhető gyógyszerekről és a támogatás összegéről szóló 1/2003. (I. 21.) ESZCSM rendelet módosításáról
- 34/2004. (III. 24.) FVM rendelet A juh- és kecskehús magántárolási támogatásáról
- 32/2004. (III. 24.) GKM-FVM együttes rendelet A behozatali megfigyelési rendszer elrendeléséről
- 4/2004. (III. 24.) IHM rendelet A távbeszélő-szolgáltatási piacon jelentős piaci erővel rendelkező távközlési szolgáltató által nyújtott távbeszélő-szolgáltatás díjairól, valamint az egyetemes távközlési szolgáltatással kapcsolatos díjcsomagokról szóló 3/2002. (I. 21.) MeHVM rendelet, valamint az elektronikus hírközlési szolgáltatások költségszámítására vonatkozó szabályokról szóló 18/2003. (XII. 27.) IHM rendelet módosításáról
- 4/2004. (III. 24.) KüM rendelet A ,,Magyar Köztársaság Nemzetközi Kapcsolataiért elismerés alapításáról
- 10/2004. (III. 24.) OM rendelet A jogi és igazgatási felsőoktatás szakirányú továbbképzési szakjainak képesítési követelményeiről szóló 31/2003. (XII. 17.) OM rendelet kiegészítéséről
- 11/2004. (III. 24.) OM rendelet A 2004/2005. tanév rendjéről
- 13/2004. (III. 25.) PM rendelet A jövedéki adóról és a jövedéki termékek forgalmazásának különös szabályairól szóló 2003. évi CXXVII. törvényben megjelölt vámtarifaszámok alkalmazásáról
- 7/2004. (III. 26.) FMM-ESZCSM-PM együttes rendelet A megváltozott munkaképességű dolgozók foglalkoztatásáról és szociális ellátásáról szóló 8/1983. (VI. 29.) EüM-PM együttes rendelet módosításáról
- 8/2004. (III. 26.) FMM rendelet A Munkaerőpiaci Alap foglalkoztatási alaprész iskolarendszeren kívüli felnőttképzési célú keretének felhasználásáról szóló 8/2003. (VII. 4.) FMM rendelet módosításáról
- 33/2004. (III. 26.) GKM rendelet A Magyar Kereskedelmi Engedélyezési Hivatal hatósági jogköreivel összefüggő egyes miniszteri rendeletek módosításáról
- 14/2004. (III. 26.) PM rendelet A biztosítók belső adatszolgáltatásának rendjéről és tartalmáról
- 34/2004. (III.30.) GKM rendelet A közúti járművek műszaki megvizsgálásáról szóló 5/1990. (IV. 12.) KöHÉM rendelet módosításáról
- 35/2004. (III. 30.) GKM rendelet A közúti járművek forgalomba helyezésének és forgalomban tartásának műszaki feltételeiről szóló 6/1990. (IV. 12.) KöHÉM rendelet módosításáról
- 6/2004. (III. 30.) IM rendelet' A büntetés-végrehajtási szervezet hivatásos állományú tagjainak elismerési rendjéről szóló 10/1997. (III. 26.) IM rendelet módosításáról
- 7/2004. (III. 30.) IM rendelet A büntetés-végrehajtási szervezet hivatásos állományú tagjainak szolgálati viszonyáról szóló 14/1997. (IV. 22.) IM rendelet módosításáról
- 8/2004. (III. 30.) IM rendelet A büntetés-végrehajtási szervezet hivatásos állományú tagjai illetményének és illetményjellegű juttatásainak megállapításáról és folyósításáról szóló 15/1997. (IV. 22.) IM rendelet módosításáról
- 9/2004. (III. 30.) IM rendelet A büntetés-végrehajtási szervezet hivatásos állományú tagjaira vonatkozó egyes munkáltatói jogkörök gyakorlásáról
- 10/2004. (III. 30.) IM rendelet A jogi segítségnyújtás igénybe-vételének részletes szabályairól
- 11/2004. (III. 30.) IM rendelet A jogi segítő díjazásáról
- 12/2004. (III. 30.) IM rendelet Az Igazságügyi Minisztérium Pártfogó Felügyelői Szolgálat egységes iratkezeléséről szóló 18/2003. (VI. 24.) IM rendelet módosításáról
- 9/2004. (III.31.) BM rendelet A választójoggal nem rendelkező személyek nyilvántartásának vezetéséről szóló 32/1996. (XII. 22.) BM rendelet módosításáról
- 19/2004. (III. 31.) ESZCSM rendelet A vércsoport meghatározásra használatos reagensek és a szövet-tipizáló reagensek csereforgalmáról
- 20/2004. (III. 31.) ESZCSM rendelet A szakmai kollégiumokról
- 21/2004. (III. 31.) ESZCSM rendelet Az Egészségügyi Szakképzési és Továbbképzési Tanács szervezetéről és működéséről szóló 10/1998. (XII. 11.) EüM rendelet módosításáról
- 35/2004. (III. 31.) FVM rendelet A ,,Magyarország SAPARD Terve 2000-2006 kihirdetéséről szóló 53/2001. (VIII. 17.) FVM rendelet módosításáról
- 36/2004. (III. 31.) GKM-KvVM együttes rendelet A repülőterek környezetében létesítendő zajgátló védőövezetek kijelölésének, hasznosításának és megszüntetésének részletes műszaki szabályairól szóló 18/1997. (X.11.) KHVM-KTM együttes rendelet módosításáról
- 4/2004. (III. 31.) GYISM rendelet A gyermek-, ifjúsági és sportminiszter felügyelete alatt álló költségvetési szervek közalkalmazottainak vagyonnyilatkozat-tételéről
- 5/2004. (III. 31.) KüM-PM együttes rendelet A Kereskedelmi Vámtarifa kihirdetéséről szóló 64/1995. (XI. 24.) IKM-PM együttes rendelet módosításáról

##### Április
- 22/2004. (IV. 1.) ESZCSM rendelet A kiegészítő vénykezelési díjról
- 23/2004. (IV. 1.) ESZCSM rendelet A betegszállításról szóló 19/1998. (VI. 3.) NM rendelet módosításáról
- 36/2004. (IV. 1.) FVM rendelet A mezőgazdasági és erdészeti gépkezelői jogosítvány bevezetéséről és kiadásának szabályairól szóló 83/2003. (VII. 16.) FVM rendelet módosításáról
- 37/2004. (IV. 1.) FVM rendelet A szakmai követelmények kiadásáról szóló 64/1994. (XII. 15.) FM rendelet módosításáról
- 37/2004. (IV. 1.) GKM rendelet A villamosenergia-termelők által értékesített, közüzemi célra lekötött villamos energia, valamint a közüzemi villamos energia nagykereskedő által értékesített villamos energia hatósági árainak megállapításáról szóló 60/2002. (XII. 29.) GKM rendelet módosításáról
- 6/2004. (IV. 1.) HM rendelet A hivatásos és szerződéses katonai szolgálat létesítéséről, módosításáról, megszüntetéséről, tartalmáról, valamint az integrált személyügyi igazgatás és egységes nyilvántartás rendjéről szóló 10/2002. (III. 5.) HM rendelet módosításáról
- 7/2004. (IV. 1.) HM rendelet A fejezeti kezelésű előirányzatok 2004. évi felhasználásának rendjéről
- 38/2004. (IV. 5.) FVM rendelet Az élő vágómarha exportjához nyújtott időszakos export-visszatérítésről szóló 10/2004. (I. 28.) FVM rendelet módosításáról
- 39/2004. (IV. 5.) FVM rendelet Az időszakos export-visszatérítésről szóló, egyes FVM rendeletek módosításáról
- 15/2004. (IV. 5.) PM rendelet A közösségi vámjog végrehajtásának részletes szabályairól
- 38/2004. (IV. 6.) GKM rendelet A háztartási fényforrások energiafelhasználásának ismérveiről való tájékoztatásról szóló 4/2002. (II. 15.) GM rendelet módosításáról
- 10/2004. (IV. 7.) BM rendelet Az Európai Parlament tagjai 2004. évi választása költségeinek normatíváiról, tételeiről, elszámolási és belső ellenőrzési rendjéről
- 9/2004. (IV. 7.) FMM rendelet Foglalkoztatási Hivatalnak a 2004-2006. évi Humánerőforrás-fejlesztési Operatív Program végrehajtása során ellátandó feladatairól és közreműködő szervezetté történő kijelöléséről, valamint az Országos Foglalkoztatási Közalapítványnak a 2004-2006. évi EQUAL Közösségi Kezdeményezés végrehajtásába közreműködőként történő bevonásáról
- 10/2004. (IV. 7.) FMM- ESZCSM együttes rendelet Az Egészségügyi, Szociális és Családügyi Minisztérium szervezeti egységének a 2004-2006. évi Humánerőforrás-fejlesztési Operatív Program egészségügyi és szociális intézkedései végrehajtásában közreműködő szervezetté történő kijelöléséről és feladatairól
- 11/2004. (IV. 7.) FMM-PM együttes rendelet A 2004-2006. évi Humán-erőforrás-fejlesztési Operatív Program, valamint az EQUAL Közösségi Kezdeményezés pénzügyi végrehajtásáról
- 40/2004. (IV. 7.) FVM rendelet A növényfajták állami elismeréséről
- 41/2004. (IV. 7.) FVM rendelet A mezőgazdasági termelők föld-használatának és állattartásának támogatásáról
- 39/2004. (IV. 7.) GKM rendelet A szállítható nyomástartó berendezések biztonsági követelményeiről és megfelelőség-tanúsításáról szóló 8/2003. (II. 19.) GKM rendelet módosításáról
- 40/2004. (IV. 7.) GKM rendelet A meghatározott össztömeget, tengely-terhelést és méretet meghaladó járművek közúti közlekedéséről, a közútkezelői és a hatósági eljárás, valamint a díjfizetés feltételeiről szóló 4/1999. (II. 12.) KHVM rendelet módosításáról
- 41/2004. (IV. 7.) GKM rendelet A közúti járművezetők pályaalkalmassági vizsgálatáról
- 4/2004. (IV. 7.) KvVM- ESZCSM-FVM együttes rendelet A légszennyezettségi határértékekről, a helyhez kötött légszennyező pontforrások kibocsátási határértékeiről szóló 14/2001. (V. 9.) KöM-EüM-FVM együttes rendelet módosításáról
- 12/2004. (IV. 13.) OM rendelet a közoktatási intézmények elhelyezésének és kialakításának építészeti-műszaki követelményeiről szóló 19/2002. (V. 8.) OM rendelet módosításáról
- 5/2004. (IV. 13.) IHM rendelet A rádióberendezésekről és az elektronikus hírközlő végberendezésekről, valamint megfelelőségük kölcsönös elismeréséről
- 46/2004. (IV. 15.) FVM rendelet Az Európai Szociális Karta 1988. évi Kiegészítő jegyzőkönyve, a kollektív panaszok rendszerének biztosításáról szóló 1995. évi Kiegészítő jegyzőkönyv, és a Módosított Európai Szociális Karta aláírásáról, valamint az Európai Szociális Kartával kapcsolatos egyes feladatokkal foglalkozó Tárcaközi Bizottság felállításáról szóló 1049/1991. (X. 29.) Korm. határozat módosításáról
- 45/2004. (IV. 15.) GKM- KvVM-PM együttes rendelet A Kormány által alapított közalapítványok és alapítványok kormányzati felelőseiről és egyes feladatokról szóló 1034/2003. (IV. 24.) Korm. határozat módosításáról
- 24/2004. (IV.16.) ESZCSM rendelet A közvetlen lakossági fogyasztásra szánt hagyományos gyógynövény-drogokról és azok kiskereskedelemben szokásos kiszerelési egységeiről szóló 81/2003. (XII. 23.) ESZCSM rendelet módosításáról
- 25/2004. (IV. 16.) ESZCSM rendelet A szociális szakképesítések szakmai és vizsgakövetelményeinek kiadásáról szóló 9/2001. (XII.20.) SZCSM rendelet módosításáról
- 12/2004. (IV. 16.) FMM-ESZCSM-PM együttes rendelet A megváltozott munkaképességű dolgozók foglalkoztatásáról és szociális ellátásáról szóló 8/1983. (VI. 29.) EüM-PM együttes rendelet módosításáról
- 47/2004. (IV. 16.) FVM rendelet A búza és a búzaliszt kiegyenlítő befizetéssel történő külpiaci értékesítéséről szóló 5/2004. (I.19.) FVM rendelet módosításáról
- 46/2004. (IV. 16.) GKM rendelet A földgáz hatósági áraival kapcsolatos árfelülvizsgálati eljárásban kötelezően benyújtandó adatok köréről
- 9/2004. (IV. 16.) HM rendelet A katonai légügyi hatósági eljárások díjairól
- 13/2004. (IV. 16.) IM rendelet A fogyasztói érdekek védelme érdekében a jogsértés megszüntetésére irányuló eljárásokról szóló 98/27/EK irányelv mellékletében meghatározott irányelvekkel összeegyeztethetőséget teremtő jogszabályok felsorolásáról
- 13/2004. (IV. 19.) FMM rendelet Az egyéni védőeszközök megfelelőségét vizsgáló, tanúsító, ellenőrző szervezetek kijelölésének részletes szabályairól és az Európai Bizottságnak, illetőleg az Európai Unió tagállamainak való bejelentéséről, valamint a kijelölési eljárásért fizetendő igazgatási szolgáltatási díjról
- 14/2004. (IV. 19.) FMM rendelet A munkaeszközök és használatuk biztonsági és egészségügyi követelményeinek minimális szintjéről
- 15/2004. (IV. 19.) FMM rendelet A munkahelyen alkalmazandó biztonsági és egészségvédelmi jelzésekről szóló 2/1998. (I.16.) MüM rendelet módosításáról
- 16/2004. (IV. 19.) FMM rendelet A munkavédelemről szóló 1993. évi XCIII. törvény egyes rendelkezéseinek végrehajtásáról szóló 5/1993. (XII. 26.) MüM rendelet módosításáról
- 62/2004. (IV. 24.) GKM rendelet a nem-automatikus mérlegek méréstechnikai követelményeiről és megfelelőségének tanúsításáról
- 37/2004. (IV. 26.) ESzCsM rendelet az étrend-kiegészítőkről
- 61/2004. (IV. 27.) FVM rendelet A szárított takarmány kvótával szabályozott támogatása 2004/2005. gazdasági évtől történő igénylésének általános feltételeiről
- 62/2004. (IV. 27.) FVM rendelet A dísznövény szaporítóanyagok forgalomba hozataláról
- 63/2004. (IV. 27.) FVM rendelet A növényegészségügyi feladatok végrehajtásának részletes szabályairól szóló 7/2001. (I. 17.) FVM rendelet módosításáról
- 64/2004. (IV. 27.) FVM rendelet A gyümölcs szaporítóanyagok előállításáról és forgalomba hozataláról
- 65/2004. (IV. 27.) FVM-ESZCSM- GKM együttes rendelet A természetes ásványvíz, a forrásvíz, az ivóvíz, az ásványi anyaggal dúsított ivóvíz és az ízesített víz palackozásának és forgalomba hozatalának szabályairól
- 63/2004. (IV. 27.) GKM rendelet A nyomástartó és töltőlétesítmények műszaki-biztonsági hatósági felügyeletéről
- 64/2004. (IV. 27.) GKM-KvVM együttes rendelet Az új személygépkocsik üzemanyag-gazdaságossági és szén-dioxid-kibocsátási adatainak közzétételéről szóló 12/2002. (III. 14.) GM-KöViM-KöM együttes rendelet módosításáról
- 65/2004. (IV. 27.) GKM-FVM együttes rendelet Az előrecsomagolt iparcikkek és élelmiszerek megengedett tömeg- és térfogatértékeiről és azok ellenőrzési módszereiről szóló 25/2000. (VII. 26.) GM-FVM együttes rendelet módosításáról
- 66/2004. (IV. 27.) GKM-KüM együttes rendelet A kedvezményes vámkontingensek igénylésének rendjéről szóló 24/2001. (IX. 19.) GM-KüM együttes rendelet hatályon kívül helyezéséről
- 16/2004. (IV. 27.) IM rendelet A védjegybejelentés és a földrajzi árujelzőre vonatkozó bejelentés részletes alaki szabályairól
- 17/2004. (IV. 27.) IM rendelet A jogszabályszerkesztésről szóló 12/1987. (XII. 29.) IM rendelet módosításáról
- 6/2004. (IV. 27.) KvVM rendeletA motorbenzinek tárolásakor, töltésekor, szállításakor és áttöltésekor keletkező szénhidrogén-emisszió korlátozásáról szóló 9/1995. (VIII. 31.) KTM rendelet módosításáról
- 7/2004. (IV. 27.) KvVM rendelet A légszennyezettség és a helyhez kötött légszennyező források kibocsátásának vizsgálatával, ellenőrzésével, értékelésével kapcsolatos szabályokról szóló 17/2001. (VIII. 3.) KöM rendelet módosításáról
- 13/2004. (IV. 27.) OM rendelet A szakképzési hozzájárulásról és a képzés fejlesztésének támogatásáról szóló 2003. évi LXXXVI. törvény végrehajtásáról
- 44/2004. (IV. 28.) ESZCSM rendelet Az emberi felhasználásra kerülő gyógyszerek rendeléséről és kiadásáról
- 45/2004. (IV. 28.) ESZCSM rendelet Egyes egészségügyi tárgyú miniszteri rendeletek módosításáról
- 21/2004. (IV. 28.) FMM rendelet A külföldiek magyarországi foglalkoztatásának engedélyezéséről szóló 8/1999. (XI. 10.) SZCSM rendelet módosításáról
- 67/2004. (IV. 28.) GKM rendelet Az áruk, szolgáltatások és anyagi értéket képviselő jogok országhatárt, illetve vámhatárt átlépő kereskedelméről szóló 110/2004. (IV. 28.) Korm. rendelet végrehajtásáról
- 68/2004. (IV. 28.) GKM-KvVM- PM együttes rendelet Az egyes folyékony tüzelő- és fűtőanyagok kéntartalmának csökkentéséről szóló 17/2003. (IV. 4.) GKM-KvVM-PM együttes rendelet módosításáról
- 69/2004. (IV. 28.) GKM rendelet A tengeri hajók bejelentkezési és bejelentési kötelezettségéről és a hajóforgalom megfigyelésére, tájékoztatására és segítség nyújtására szolgáló rendszer létrehozataláról
- 70/2004. (IV. 28.) GKM rendelet A megmunkálatlan ötvözetlen alumíniumra vonatkozó kedvezményes vámkontingens engedélyezésének rendjéről
- 71/2004. (IV. 28.) GKM rendelet A Magyar Szabadalmi Hivatal előtti iparjogvédelmi eljárások igazgatási szolgáltatási díjairól
- 72/2004. (IV.28.) GKM-PM együttes rendelet A vasúti pályahasználati díjról és képzésének elveiről szóló 66/2003. (X.21.) GKM-PM együttes rendelet módosításáról
- 73/2004. (IV. 28.) GKM-PM együttes rendelet Az áruknak TIR-igazolvánnyal történő nemzetközi fuvarozására vonatkozó vámegyezmény végrehajtásáról szóló 19/2001. (V.25.) KöViM-PM együttes rendelet módosításáról
- 17/2004. (IV. 28.) IHM rendelet Az egyetemes és engedélyes postai szolgáltatók számviteli nyilvántartásai elkülönített vezetésének, valamint a költségek számításának részletes szabályairól
- 18/2004. (IV. 28.) IM rendelet A használati mintaoltalmi bejelentés részletes alaki szabályairól
- 19/2004. (IV. 28.) IM rendelet A közbeszerzésekre vonatkozó nómenklatúráról
- 8/2004. (IV. 28.) KvVM-ESZCSM együttes rendelet A vegyi anyagok kockázatának becsléséről és a kockázat csökkentéséről szóló 12/2001. (V.4.) KöM-EüM együttes rendelet módosításáról
- 25/2004. (IV. 28.) PM rendelet Az összevont alapú felügyelet alá tartozó biztosítók belső adatszolgáltatásának rendjéről és tartalmáról
- 26/2004. (IV. 28.) PM rendelet A vámmentes vámkezelésre jogosultak köréről
- 27/2004. (IV. 28.) PM-HM e. rendelet A Magyar Honvédség és a külföldi fegyveres erők által felhasznált üzemanyagok, olaj és kenőanyagok adómentes beszerzését, értékesítését, nyilvántartását és elszámolását szabályozó egyes PM-HM együttes rendeletek módosításáról
- 12/2004. (IV. 29.) BM-GKM együttes rendelet A felvonók biztonsági követelményeiről és megfelelőségének tanúsításáról szóló 108/2001. (XII. 23.) FVM-GM együttes rendelet módosításáról
- 46/2004. (IV. 29.) ESZCSM rendelet A kémiai biztonsággal kapcsolatos nemzeti hatóság kijelöléséről, valamint a hatóság nemzetközi kapcsolattartásának rendjéről
- 66/2004. (IV. 29.) FVM rendelet A gabona és rizs intervenciójáról
- 67/2004. (IV. 29.) FVM rendelet Az intervenciós gabonaraktárakkal és rizsraktárakkal szembeni követelményekről
- 68/2004. (IV. 29.) FVM rendelet A tej és tejtermékek piaci szabályozásáról
- 69/2004. (IV. 29.) FVM rendelet A tehéntej termékpálya szabályozásában alkalmazott kvótarendszerről
- 70/2004. (IV. 29.) FVM rendelet A tejfeldolgozók veszteségcsökkentő támogatásáról szóló 31/2004. (III. 19.) FVM rendelet módosításáról
- 71/2004. (IV. 29.) FVM-ESZCSM-GKM együttes rendelet A dohánytermékek gyártásáról, forgalmazásáról és ellenőrzéséről szóló 86/2003. (VII. 24.) FVM-ESZCSM-GKM együttes rendelet módosításáról
- 72/2004. (IV. 29.) FVM rendelet A mezőgazdasági haszonállatok tartásának állatvédelmi szabályairól szóló 32/1999. (III. 31.) FVM rendelet módosításáról
- 73/2004. (IV. 29.) FVM rendelet A 2004. évi nemzeti hatáskörben nyújtott agrár- és vidékfejlesztési támogatások igénybevételének feltételeiről szóló 25/2004. (III. 3.) FVM rendelet módosításáról
- 74/2004. (IV. 29.) GKM rendelet A nemesfémtárgyak és termékek vizsgálatának, hitelesítésének és nemesfémtartalmuk tanúsításának részletes szabályairól
- 75/2004. (IV. 29.) GKM rendelet A műszaki termékek megfelelőségét vizsgáló, ellenőrző és tanúsító szervezetek kijelölésének részletes szabályairól szóló 4/1999. (II. 24.) GM rendelet módosításáról
- 76/2004. (IV. 29.) GKM rendelet A gépjármű-hajtóanyagok minőségi követelményeiről szóló 5/2000. (II. 16.) GM rendelet módosításáról
- 77/2004. (IV. 29.) GKM rendelet Az egyes fejezeti kezelésű előirányzatokkal kapcsolatos eljárási rendről szóló 40/2003. (VI. 19.) GKM rendelet módosításáról
- 18/2004. (IV. 29.) IHM rendelet Az Egyetemes Elektronikus Hírközlési Támogatási Kasszába fizetendő hozzájárulás, valamint a teljesíthető támogatás mértékéről, illetőleg meghatározásuk módjáról
- 28/2004. (IV. 29.) PM rendelet A postaforgalomban alkalmazandó egyes vámszabályokról

##### Május
- 74/2004. (V. 1.) FVM rendelet A mezőgazdasági termékek és élelmiszerek ökológiai követelmények szerinti előállításának, forgalmazásának és jelölésének egyes eljárási szabályairól
- 16/2004. (V. 18.) OM-GyISM együttes rendelet az iskolai sporttevékenységről
- 17/2004. (V. 20.) OM rendelet a kerettantervek kiadásának és jóváhagyásának rendjéről, valamint egyes oktatási jogszabályok módosításáról
- 167/2004. (V.25.) Korm. rendelet A közbeszerzési eljárásokban elektronikusan gyakorolható eljárási cselekmények szabályairól és az Elektronikus Közbeszerzési Rendszerről
- 168/2004. (V.25.) Korm. rendelet A központosított közbeszerzési rendszerről, valamint a központi beszerző szervezet feladat- és hatásköréről
- 92/2004. (V.25.) FVM-ESZCSM-GKM együttes rendelet A hatósági élelmiszer-ellenőrzésről
- 81/2004. (V.25.) GKM rendelet A kikötő, komp- és révátkelőhely, továbbá más hajózási létesítmény létesítéséről, használatbavételéről, üzemben tartásáról és megszüntetéséről szóló 50/2002. (XII. 29.) GKM rendelet módosításáról
- 9/2004. (V.25.) KvVM rendelet A környezetbarát, környezetkímélő megkülönböztető jelzés használatának feltételrendszeréről szóló 29/1997. (VIII. 29.) KTM rendelet módosításáról
- 93/2004. (V. 26.) FVM rendelet A szakmai követelmények kiadásáról szóló 64/1994. (XII. 15.) FM rendelet módosításáról
- 13/2004. (V. 26.) NKÖM rendelet Egyes miniszteri rendeletek módosításáról
- 5/2004. (V. 26.) TNM rendelet Az Esélyegyenlőségért Díj alapításáról
- 82/2004. (V. 28.) GKM rendelet Az autópályák használatának díjáról szóló 26/2004.(III. 11.) GKM rendelet módosításáról
- 6/2004. (V. 28.) KüM–PM együttes rendelet A Vámtarifa Bizottság összetételéről és ügyrendjéről
- 2/2004. (V. 28.) MeHVM rendelet A polgári nemzetbiztonsági szolgálatok szociális és kegyeleti gondoskodásának rendjéről szóló 3/1997.(II. 26.) TNM rendelet módosításáról
- 18/2004. (V. 28.) OM rendelet az oktatási miniszter hatáskörébe tartozó szakképesítések megszerzésére irányuló szakmai vizsga szervezésére feljogosított intézményekről

##### Június
- 17/2004. (VI. 1.) BM rendelet A választási eljárásról szóló 1997. évi C. törvény végrehajtásáról az Európai Parlament tagjainak 2004. évi választásán című 6/2004. (II. 24.) BM rendelet módosításáról
- 18/2004. (VI. 1.) BM rendelet A Határőrség határrendészeti szerveinek és nyomozó hatóságainak illetékességi területéről
- 19/2004. (VI. 1.) BM rendelet A belügyminiszter irányítása alá tartozó szervek és az önkormányzati tűzoltóság hivatásos szolgálati viszonyban álló tagjaival kapcsolatos munkáltatói jogkörök szabályozásáról, valamint e szerveknél rendszeresített hivatásos beosztások meghatározásáról szóló 11/1997. (II. 18.) BM rendelet módosításáról
- 20/2004. (VI. 1.) BM–IM–MeHVM együttes rendelet A fegyveres szervek hivatásos, közalkalmazotti és köztisztviselői állományának munkaköri egészségi, pszichikai és fizikai alkalmasságáról, a szolgálat-, illetve keresőképtelenség megállapításáról, valamint a belügyi egészségügyi szolgálat igénybevételéről szóló 21/2000. (VIII. 23.) BM–IM–TNM együttes rendelet módosításáról
- 21/2004. (VI. 1.) BM rendelet A tűzoltási, műszaki mentési és az ezekhez kapcsolódó tűzvédelmi technika alkalmazhatóságának részletes szabályairól szóló 31/2001. (XII. 19.) BM rendelet módosításáról
- 22/2004. (VI. 2.) BM rendelet A megyei (budapesti) rendőr-főkapitányságok és rendőrkapitányságok illetékességi területének megállapításáról
- 52/2004. (VI. 2.) ESZCSM rendelet Egyes állati eredetű szövetek felhasználásával gyártott orvostechnikai eszközökről
- 53/2004. (VI. 2.) ESZCSM rendelet A gyógyszerekkel folytatott nagykereskedelmi és párhuzamos import tevékenységről
- 6/2004. (VI. 2.) TNM rendelet Az esélyegyenlőségi tárca nélküli miniszter felügyelete alatt lévő fejezeti kezelésű előirányzatok felhasználásáról
- 94/2004. (VI. 3.) FVM rendelet A szőlő és bor származási bizonyítványok kiadásának rendjéről
- 95/2004. (VI. 3.) FVM rendelet A szőlő termőhelyi kataszterének felvételezéséről, kiegészítéséről és módosításáról
- 96/2004. (VI. 3.) FVM rendelet A szőlészeti és borászati adat-szolgáltatás rendjéről és a nem hegyközségi településeken a közigazgatási feladatokat ellátó hegyközségek meghatározásáról
- 97/2004. (VI. 3.) FVM rendelet A borok eredetvédelmi szabályairól
- 98/2004. (VI. 3.) FVM rendelet A borászati termékek jelöléséről
- 99/2004. (VI. 3.) FVM rendelet A borok előállításáról
- 100/2004. (VI. 3.) FVM rendelet A szőlőtermelési potenciálra, a szőlőültetvények szerkezet-átalakítására és átállítására vonatkozó nemzeti szabályozásról
- 101/2004. (VI. 3.) FVM rendelet A szőlészeti és borászati üzemek működésének engedélyezési rendjéről és tevékenységének higiéniai szabályairól
- 102/2004. (VI. 3.) FVM rendelet A szőlőültetvények országos térinformatikai nyilvántartásáról (VINGIS)
- 103/2004. (VI. 3.) FVM rendelet A védett eredetű borok minősítéséhez kapcsolódó borvizsgáló bizottságok akkreditálási és működési szabályairól
- 104/2004. (VI. 3.) FVM rendelet A borkészítésre alkalmas szőlőfajták osztályba sorolásáról
- 83/2004. (VI. 4.) GKM rendelet A közúti jelzőtáblák megtervezésének, alkalmazásának és elhelyezésének követelményeiről
- 84/2004. (VI. 4.) GKM rendelet Egyes közlekedési tárgyú jogszabályok módosításáról
- 85/2004. (VI. 4.) GKM–BM–ESZCSM– MeHVM–PM együttes rendelet 	A kábítószerek és pszichotrop anyagok tiltott előállításához, gyártásához is használt vegyi anyagokkal végezhető egyes tevékenységek szabályozásáról szóló 272/2001. (XII. 21.) Korm. rendeletben meghatározott hatósági feladatok teljesítéséhez szükséges adatokhoz való hozzáférés rendjének szabályozásáról
- 7/2004. (VI. 4.) TNM rendelet Az európai integrációs ügyek koordinációjáért felelős tárca nélküli miniszter felelősségi körébe tartozó szerveknél foglalkoztatott hadköteleseknek a rendkívüli állapot idején polgári munkakörükben való meghagyásának követelményeiről
- 8/2004. (VI. 4.) TNM rendelet Az európai integrációs ügyek koordinációjáért felelős tárca nélküli miniszter felelősségi körébe tartozó szervek fontos és bizalmas munkaköreinek megállapításáról és a biztonsági ellenőrzés szintjéről
- 9/2004. (VI. 4.) TNM rendelet Az európai integrációs ügyek koordinációjáért felelős tárca nélküli miniszter felügyelete alá tartozó egyes, a Nemzeti Fejlesztési Hivatal által kezelt fejezeti kezelésű előirányzatokkal kapcsolatos eljárási rendről és hatáskörökről
- 23/2004. (VI. 8.) BM rendelet Az Európai Parlament tagjai 2004. évi választása költségeinek normatíváiról, tételeiről, elszámolási és belső ellenőrzési rendjéről szóló 10/2004. (IV. 7.) BM rendelet módosításáról és az ezzel összefüggő feladatokról
- 22/2004. (VI. 8.) FMM–OM együttes rendelet Az Oktatási Minisztérium Alapkezelési Igazgatósága és az Európai Szociális Alap Nemzeti Programiroda Társadalmi Szolgáltató Közhasznú Társaság közreműködő szervezetté történő kijelöléséről, valamint a 2004–2006. évi Humánerőforrás-fejlesztési Operatív Program közoktatási, szakképzési és felsőoktatási intézkedéseinek végrehajtásáról
- 105/2004. (VI. 8.) FVM rendelet A földhivatalokról szóló 62/1999. (VII. 21.) FVM rendelet módosításáról
- 106/2004. (VI. 8.) FVM rendelet A származási bizonyítványok kiállításáról és igazolásáról
- 107/2004. (VI. 8.) FVM rendelet A Hajdú-Bét Rt. és a Parmalat Hungária Rt. mezőgazdasági alapanyag-beszállítói részére biztosított kedvezményes hitel igénybevételének feltételeiről
- 54/2004. (VI. 9.) ESZCSM rendelet Az egészségügyi szolgáltatások nyújtásához szükséges szakmai minimumfeltételekről szóló 60/2003. (X. 20.) ESZCSM rendelet módosításáról
- 108/2004. (VI. 9.) FVM rendelet Az iskolatej programról szóló 51/2004. (IV. 24.) FVM rendelet módosításáról
- 109/2004. (VI. 9.) FVM rendelet Az Európai Mezőgazdasági Orientációs és Garancia Alap Garancia Részlegéből finanszírozott intézkedések tekintetében felmerülő elháríthatatlan külső ok (vis maior) esetén alkalmazandó egyes szabályokról
- 14/2004. (VI. 9.) NKÖM–PM együttes rendelet A Nemzeti Filmiroda szervezetének, működésének és eljárásának részletes szabályairól
- 30/2004. (VI. 9.) PM–IM együttes rendelet A Vám- és Pénzügyőrség által folytatott büntetőeljárás nyomozási szakaszában a sajtónak adandó tájékoztatásról
- 86/2004. (VI. 10.) GKM rendelet Az egyes villamossági termékek biztonsági követelményeiről és az azoknak való megfelelőség értékeléséről szóló 79/1997. (XII. 31.) IKIM rendelet módosításáról
- 24/2004. (VI. 11.) BM rendelet A közszolgálati nyilvántartás egyes kérdéseiről szóló 7/2004. (III. 2.) BM rendelet módosításáról
- 25/2004. (VI. 11.) BM rendelet A többcélú kistérségi társulások létrehozását célzó modellkísérletek 2004. évi támogatásáról
- 26/2004. (VI. 11.) BM rendelet Az egyes műszaki termékek tűzvédelmi megfelelőségét vizsgáló, ellenőrző és tanúsító szervezetek kijelöléséről
- 27/2004. (VI. 11.) BM rendelet A belügyminiszter irányítása alá tartozó önálló szervezetek, valamint a hivatásos önkormányzati tűzoltóságok egyenruha-ellátásra jogosult személyi állománya Ruházati Szabályzatának kiadásáról szóló 21/1998. (IV. 22.) BM rendelet módosításáról
- 28/2004. (VI. 12. ) BM–IM együttes rendelet Az idegenrendészeti eljárásban elrendelt őrizet végrehajtásának szabályairól szóló 27/2001. (XI. 29.) BM–IM együttes rendelet módosításáról
- 55/2004. (VI. 12.) ESZCSM rendelet Az egészségügyi szolgáltatók és működési engedélyük nyilvántartásáról, valamint az egészségügyi szakmai jegyzékről szóló 32/1997. (X. 28.) NM rendelet, továbbá a kizárólag előzetes betegbesorolás (várólista) alapján nyújtható egészségügyi ellátásokról szóló 61/2003. (X. 27.) ESZCSM rendelet módosításáról
- 56/2004. (VI. 12.) ESZCSM rendelet Az Országos Vérellátó Szolgálatról szóló 44/1999. (IX. 30.) EüM rendelet módosításáról
- 19/2004. (VI. 12.) IHM rendelet A szociálisan rászorult előfizetők részére az egyetemes elektronikus hírközlési szolgáltatás igénybevételéhez nyújtható támogatásra vonatkozó szabályokról
- 10/2004. (VI. 12.) KvVM rendelet A védett természeti területek védettségi szintjének helyreállításához szükséges kisajátítások ütemezéséről szóló 12/1997. (IV. 25.) KTM rendelet módosításáról
- 10/2004. (VI. 12.) TNM rendelet A Regionális Fejlesztés Operatív Program végrehajtásában közreműködő szervezetek kijelöléséről
- 87/2004. (VI. 14.) GKM rendelet A légiközlekedéssel kapcsolatos hatósági eljárások díjairól szóló 3/2002. (VI. 20.) GKM rendelet módosításáról
- 14/2004. (VI. 14.) HM rendelet A Magyar Honvédség jelképeiről és jelzéseiről szóló 3/1996. (IV. 12.) HM rendelet módosításáról
- 19/2004. (VI. 14.) OM rendelet A képzési kötelezettségről és a pedagógiai szakszolgálatokról szóló 14/1994. (VI. 24.) MKM rendelet módosításáról
- 29/2004. (VI. 16.) BM rendelet a közúti közlekedési igazgatási hatósági eljárások díjairól
- 57/2004. (VI. 16.) ESZCSM rendelet A kötelező egészségbiztosítás keretében igénybe vehető betegségek megelőzését és korai felismerését szolgáló egészségügyi szolgáltatásokról és a szűrővizsgálatok igazolásáról szóló 51/1997. (XII. 18.) NM rendelet módosításáról
- 58/2004. (VI. 18.) ESZCSM–BM együttes rendelet Az Idősbarát Önkormányzat Díj alapításáról és adományozásáról
- 15/2004. (VI. 18.) HM rendelet A katonai szakképesítések szakmai és vizsgakövetelményeinek kiadásáról
- 30/2004. (VI. 19.) BM rendelet A katonai alakulatok és szállítmányok államhatáron történő átlépéséről, a határterületnek minősülő repülőterekről, kikötőkről és vasútállomásokról, a menet közbeni ellenőrzésre kijelölt vasútvonalakról és vízi utakról, a nemzetközi forgalom számára ideiglenesen megnyitott repülőtéren közlekedő légi járművek határforgalmi ellenőrzéséről szóló 34/2001. (XII. 22.) BM rendelet módosításáról
- 88/2004. (VI. 19.) GKM–BM–KvVM együttes rendelet A gépkocsik környezetvédelmi felülvizsgálatáról és ellenőrzéséről szóló 7/2002. (VI. 29.) GKM–BM–KvVM együttes rendelet módosításáról
- 23/2004. (VI. 19.) IM rendelet A közjegyzői állások számáról és a közjegyzők székhelyéről szóló 15/1991. (XI. 26.) IM rendelet módosításáról
- 31/2004. (VI. 19.) PM rendelet A kényszerítő eszközök alkalmazásának részletes eljárási szabályairól
- 110/2004. (VI. 21.) FVM rendelet Az Agrár- és Vidékfejlesztési Operatív Program végrehajtásában közreműködő szervezetként eljáró Mezőgazdasági és Vidékfejlesztési Hivatal által végzett feladatokról
- 111/2004. (VI. 21.) FVM rendelet Az Európai Mezőgazdasági Orientációs és Garancia Alap Garancia Részlegéből finanszírozott egységes területalapú támogatás 2004. évi igénybevételével kapcsolatos egyes kérdésekről szóló 86/2004. (V. 15.) FVM rendelet módosításáról
- 112/2004. (VI. 21.) FVM rendelet Az Európai Mezőgazdasági Orientációs és Garancia Alap Garancia Részlegéből finanszírozott egységes területalapú támogatásokhoz kapcsolódó 2004. évi kiegészítő nemzeti támogatás igénybevételével kapcsolatos egyes kérdésekről szóló 87/2004. (V. 15.) FVM rendelet módosításáról
- 20/2004. (VI. 21.) IHM rendelet A Nemzeti Információs Infrastruktúra Fejlesztési Program Felhasználói Szabályzatának közzétételéről
- 32/2004. (VI. 21.) PM rendelet Az illetékekkel kapcsolatos ügyiratok kezeléséről, az illetékek kiszabásáról, elszámolásáról és könyveléséről szóló 32/1999. (XII. 22.) PM rendelet módosításáról
- 31/2004. (VI. 22.) BM rendelet A külföldiek beutazásáról és tartózkodásáról szóló 2001. évi XXXIX. törvény végrehajtásáról rendelkező 25/2001. (XI. 21.) BM rendelet módosításáról
- 23/2004. (VI. 22.) FMM rendelet A felnőttképzést folytató intézmények és a felnőttképzési programok akkreditációs eljárási díjának mértékéről és felhasználásának szabályairól szóló 7/2002. (XII. 6.) FMM rendelet módosításáról
- 24/2004. (VI. 22.) FMM rendelet az akkreditációs eljárás és követelmény-rendszer részletes szabályairól
- 33/2004. (VI. 23.) PM rendelet A független biztosításközvetítői (alkuszi vagy többes ügynöki) jelentés szabályairól
- 34/2004. (VI. 23.) PM rendelet A Vám- és Pénzügyőrség bűnmegelőzési, bűnüldözési, valamint államigazgatási tevékenységével összefüggésben keletkezett adatok kezeléséről
- 35/2004. (VI. 23.) PM rendelet Az országkockázat tőkekövetelményéről szóló 16/2001.(III. 9.) PM rendelet, valamint a befektetési vállalkozások országkockázatának tőkekövetelményéről szóló 8/2002.(II. 20.)PM rendelet módosításáról
- 89/2004. (VI. 26.) GKM rendelet A földgáz közüzemi díjainak megállapításáról szóló 96/2003. (XII. 18.) GKM rendelet módosításáról
- 90/2004. (VI. 26.) GKM rendelet A földgáz rendszerhasználati díjak megállapításáról szóló 70/2003. (X. 28.) GKM rendelet módosításáról
- 32/2004. (VI. 28.) BM–KüM együttes rendelet A külföldiek beutazásával és tartózkodásával kapcsolatos eljárások díjáról szóló 35/2001. (XII. 22.) BM–KüM együttes rendelet módosításáról
- 33/2004. (VI. 28.) BM rendelet A radioaktív anyagok központi és helyi nyilvántartásának rendjéről
- 34/2004. (VI. 28.) BM rendelet A közúti közlekedési igazgatási feladatokról, a közúti közlekedési okmányok kiadásáról és visszavonásáról szóló 35/2000. (XI. 30.) BM rendelet módosításáról
- 35/2004. (VI. 28.) BM rendelet A Határőrség Szolgálati Szabályzatáról szóló 40/2001. (XII. 23.) BM rendelet módosításáról
- 59/2004. (VI. 28.) ESZCSM rendelet A gyógyszerek rendeléséről és kiadásáról szóló 3/1995. (II. 8.) NM rendelet módosításáról
- 36/2004. (VI. 29.) BM–IM együttes rendelet A belügyminiszter irányítása alá tartozó nyomozó hatóságok nyomozásának részletes szabályairól és a nyomozási cselekmények jegyzőkönyv helyett más módon való rögzítésének szabályairól szóló 23/2003. (VI. 24.) BM–IM együttes rendelet módosításáról
- 37/2004. (VI. 29.) BM rendelet A Rendészeti Biztonsági Szolgálat működéséről, feladatairól és hatásköréről
- 38/2004. (VI. 29.) BM rendelet Az Országos Rendőr-főkapitányság szervezeti korszerűsítésével kapcsolatos egyes belügyminiszteri rendeletek módosításáról
- 39/2004. (VI. 29.) BM rendelet A belföldi Állami Futárszolgálat tevékenységének szabályozásáról szóló 44/1998. (X. 14.) BM rendelet módosításáról
- 91/2004. (VI. 29.) GKM rendelet A közúti járművek forgalomba helyezésével és forgalomban tartásával, környezetvédelmi felülvizsgálatával és ellenőrzésével, továbbá a gépjárműfenntartó tevékenységgel kapcsolatos egyes közlekedési hatósági eljárások díjáról
- 16/2004. (VI. 29.) HM rendelet A 2004. évi sorállományváltás végrehajtásának rendjéről
- 24/2004. (VI. 30.) IM rendelet A bírósági eljárásban megállapítható szabadalmi ügyvivői költségekről és a pártfogó szabadalmi ügyvivő részére megállapítható díjról és költségtérítésről

##### Július
- 40/2004. (VII. 2.) BM–IM együttes rendelet A kitoloncolás végrehajtásának szabályairól
- 7/2004. (VII. 2.) KüM rendelet A Külügyminisztérium fejezetnél az egyes fejezeti kezelésű előirányzatok felhasználásának szabályairól
- 60/2004. (VII. 6.) ESZCSM rendelet A pszichiátriai betegek intézeti felvételének és az ellátásuk során alkalmazható korlátozó intézkedések szabályairól
- 113/2004. (VII. 6.) FVM rendelet A mezőgazdasági termelők föld-használatának és állattartásának támogatásáról szóló 41/2004. (IV. 7.) FVM rendelet módosításáról
- 41/2004. (VII. 7.) BM rendelet  Központi Nukleáris Pénzügyi Alap működéséről és eljárásrendjéről
- 42/2004. (VII. 7.) BM rendelet A területrendezési, a településrendezési és az építészeti-műszaki tervtanácsokról szóló 40/1999.(IV. 23.) FVM rendelet módosításáról
- 43/2004. (VII. 7.) BM rendelet A tűzvédelem és a polgári védelem műszaki követelményeinek megállapításáról szóló 2/2002.(I.23.) BM rendelet módosításáról
- 17/2004. (VII. 7.) HM rendelet A Magyar Honvédség, valamint a miniszter közvetlen irányítása (felügyelete) alá tartozó szervezetek hivatásos és szerződéses állományának beosztási kategóriába történő részletes besorolásáról, illetve az ezen beosztásokban elérhető rendfokozatokról szóló 30/2001. (XII. 27.) HM rendelet módosításáról
- 18/2004. (VII. 7.) HM rendelet A Honvédelmi Minisztérium fejezetéhez tartozó szervezetek állománya élelmezési pénznormáinak megállapításáról
- 25/2004. (VII. 7.) IM rendelet A Büntetés-végrehajtás Országos Parancsnoksága részére történő egyes belső ellenőrzési jogosítványok átruházásáról
- 11/2004. (VII. 7.) KvVM rendelet A környezet- és természetvédelem, a vízügy, továbbá a meteorológia területén adományozható miniszteri elismerésekről szóló 6/2003. (IV. 28.) KvVM rendelet módosításáról
- 114/2004. (VII. 9.) FVM rendelet Az Európai Bizottság szakértői által az állategészségügy területén végrehajtott helyszíni ellenőrzések szabályairól
- 115/2004. (VII. 9.) FVM rendelet Az Állategészségügyi Szabályzat kiadásáról szóló 41/1997. (V. 28.) FM rendelet módosításáról
- 116/2004. (VII. 9.) FVM–ESZCSM–GKM együttes rendelet A gyümölcsborok előállításáról
- 117/2004. (VII. 9.) FVM rendelet A vetőmagvak és szaporítóanyagok minősítésének és vizsgálatának díjtételeiről szóló 107/2003. (IX. 16.) FVM rendelet módosításáról
- 92/2004. (VII. 9.) GKM rendelet A statisztikai elemzéssel készült fogyasztói villamosteljesítmény-igény görbe alapján mért fogyasztók köréről
- 93/2004. (VII. 9.) GKM rendelet Az átvételi kötelezettség alá eső villamos energia átvételének szabályairól és árainak megállapításáról szóló 56/2002. (XII. 29.) GKM rendelet módosításáról
- 94/2004. (VII. 9.) GKM rendelet A villamosenergia-ellátásban alkalmazott általános rendszerhasználati díjak megállapításáról szóló 57/2002. (XII. 29.) GKM rendelet módosításáról
- 95/2004. (VII. 9.) GKM rendelet A villamosenergia-termelők által értékesített, közüzemi célra lekötött villamos energia, valamint a közüzemi villamos energia nagykereskedő által értékesített villamos energia hatósági árainak megállapításáról szóló 60/2002. (XII. 29.) GKM rendelet módosításáról
- 61/2004. (VII. 12.) ESZCSM rendelet A veszélyes anyagokkal és a veszélyes készítményekkel kapcsolatos egyes eljárások, illetve tevékenységek részletes szabályairól szóló 44/2000. (XII. 27.) EüM rendelet módosításáról
- 118/2004. (VII. 12.) FVM rendelet A friss hús előállításának és forgalomba hozatalának élelmiszerhigiéniai feltételeiről szóló 100/2002. (XI. 5.) FVM rendelet módosításáról
- 119/2004. (VII. 12.) FVM rendelet A növényegészségügyi feladatok végrehajtásának részletes szabályairól szóló 7/2001. (I. 17.) FVM rendelet módosításáról
- 21/2004. (VII. 12.) IHM rendelet Az informatikai és hírközlési miniszter által adományozható elismerésekről szóló 2/2002. (X. 17.) IHM rendelet módosításáról

##### Augusztus
- 48/2004. (VIII. 27.) BM rendelet Az okmányirodák működésének személyi és technikai feltételeiről szóló 58/1999. (XII. 30.) BM rendelet módosításáról
- 77/2004. (VIII. 27.) ESZCSM rendelet A társadalombiztosítási támogatással rendelhető, illetve kölcsönözhető gyógyászati segédeszközökről, a támogatás összegéről és mértékéről, valamint a rendelés, forgalmazás, kölcsönzés és javítás szakmai követelményeiről szóló 19/2003. (IV. 29.) ESZCSM rendelet módosításáról
- 78/2004. (VIII. 27.) ESZCSM rendelet Az anyatej-helyettesítő és az anyatej-kiegészítő tápszerekről szóló 23/2003. (V. 9.) ESZCSM rendelet, valamint a speciális gyógyászati célra szánt tápszerekről szóló 24/2003. (V. 9.) ESZCSM rendelet módosításáról
- 79/2004. (VIII. 27.) ESZCSM rendelet Az egészségügyi szakellátás társadalombiztosítási finanszírozásának egyes kérdéseiről szóló 9/1993. (IV. 2.) NM rendelet módosításáról
- 103/2004. (VIII. 27.) GKM rendelet A Légiforgalmi és Repülőtéri Igazgatóság megszüntetéséről és a HungaroControl Magyar Légiforgalmi Szolgálat létrehozásáról szóló 45/2001. (XII. 20.) KöViM rendelet módosításáról
- 17/2004. (VIII. 27.) NKÖM rendelet Egyes régészeti lelőhelyek védetté nyilvánításáról, illetőleg régészeti védőövezet kijelöléséről
- 22/2004. (VIII. 27.) OM rendelet A 2004/2005. tanév rendjéről szóló 11/2004. (III. 24.) OM rendelet módosításáról
- 23/2004. (VIII. 27.) OM rendelet A tankönyvvé nyilvánítás, a tankönyvtámogatás, valamint az iskolai tankönyvellátás rendjéről
- 24/2004. (VIII. 27.) OM rendelet A pedagógus-szakvizsga képesítési követelményeiről szóló 41/1999. (X. 13.) OM rendelet módosításáról
- 25/2004. (VIII. 27.) OM rendelet Az egyes társadalomtudományi és bölcsészettudományi szakirányú továbbképzési szakok képesítési követelményeiről szóló 4/2004. (II. 27.) OM rendelet módosításáról
- 80/2004. (VIII. 28.) ESZCSM rendelet Az emberi felhasználásra kerülő gyógyszerek rendeléséről és kiadásáról szóló 44/2004. (IV. 28.) ESZCSM rendelet módosításáról
- 25/2004. (VIII. 30.) FMM rendelet A 2005. évi munkaszüneti napok körüli munkarendről
- 49/2004. (VIII. 31.) BM rendelet A lőterekről, a lőfegyverek, lőszerek hatósági tárolásáról, a fegyvertartáshoz szükséges elméleti és jártassági követelményekről
- 50/2004. (VIII. 31.) BM rendelet A fegyverismereti vizsga, a fegyverforgalmazási vizsga, a lőfegyver, lőszer hatósági tárolása és a fegyverekkel, lőszerekkel kapcsolatos tevékenységek engedélyezésének igazgatási szolgáltatási díjairól
- 26/2004. (VIII. 31.) IHM rendelet A frekvencialekötés és -használat díjáról szóló 6/1997. (IV. 22.) KHVM rendelet módosításáról

##### Szeptember
- 26/2004. (IX. 16.) OM rendelet a kerettantervek kiadásának és jóváhagyásának rendjéről, valamint egyes oktatási jogszabályok módosításáról szóló 17/2004. (V. 20.) OM rendelet módosításáról

##### Október
- 150/2004. (X.12.) FVM rendelet a Nemzeti Vidékfejlesztési Terv alapján a központi költségvetés, valamint az Európai Mezőgazdasági Orientációs és Garancia Alap Garancia Részlege társfinanszírozásában megvalósuló agrár-környezetgazdálkodási támogatások igénybevételének részletes szabályairól
- 122/2004. (X. 15.) GKM rendelet a villamosmű biztonsági övezetéről

##### November
- 31/2004. (XI. 13.) OM rendelet az Országos szakértői, az Országos vizsgáztatási, az Országos szakmai szakértői és az Országos szakmai vizsgaelnöki névjegyzékről, valamint a szakértői tevékenységről
- 36/2004. (XI. 24.) IM rendelet Az Igazságügyi Minisztérium és az igazságügy-miniszter irányítása, illetve felügyelete alá tartozó szervek fontos és bizalmas munkaköreinek megállapításáról és a nemzetbiztonsági ellenőrzés szintjéről
- 26/2004. (XI. 24.) TNM rendelet Balatonkeresztúr vízpart-rehabilitációs szabályozási követelményekkel érintett területének lehatárolásáról és vízpart-rehabilitációs tanulmánytervének elfogadásáról
- 27/2004. (XI. 24.) TNM rendelet Balatonszárszó vízpart-rehabilitációs szabályozási követelményekkel érintett területének lehatárolásáról és vízpart-rehabilitációs tanulmánytervének elfogadásáról
- 28/2004. (XI. 24.) TNM rendelet Balatonszentgyörgy vízpart-rehabilitációs szabályozási követelményekkel érintett területének lehatárolásáról és vízpart-rehabilitációs tanulmánytervének elfogadásáról
- 166/2004. (XI. 25.) FVM rendelet A földhivatalokról szóló 62/1999. (VII. 21.) FVM rendelet módosításáról
- 37/2004. (XI. 25.) IM–PM együttes rendelet A hivatalos közbeszerzési tanácsadói tevékenység feltételét képező felelősségbiztosításra vonatkozó szabályokról szóló 30/2004. (IX. 8.) IM–PM együttes rendelet módosításáról
- 6/2004. (XI. 29.) MNB rendelet Emlékérme kibocsátásáról
- 167/2004. (XI. 29.) FVM–EüM–GKM együttes rendelet Az élelmiszerek jelöléséről szóló 19/2004. (II. 26.) FVM– ESZCSM–GKM együttes rendelet módosításáról
- 168/2004. (XI. 29.) FVM rendelet A Földművelésügyi Minisztérium szolgálati titokkörének megállapításáról szóló 2/1996. (I. 9.) FM rendelet módosításáról

##### December
- 8/2004. (XII. 1.) EüM–FVM–KvVM–GKM együttes rendelet Az egyes veszélyes anyagok és veszélyes készítmények kivitelével, illetve behozatalával összefüggő bejelentési eljárás részletes szabályairól
- 32/2004. (XII. 2.) OM rendelet a szakképzési hozzájárulásról és a képzés fejlesztésének támogatásáról szóló 2003. évi LXXXVI. törvény végrehajtásáról szóló 13/2004. (IV. 27.) OM rendelet módosításáról, valamint a nevelési-oktatási intézmények működéséről szóló 11/1994. (VI. 8.) MKM rendelet kiegészítéséről
- 169/2004. (XII. 6.) FVM rendelet Az Európai Mezőgazdasági Orientációs és Garancia Alap Garancia Részlegéből finanszírozott egységes területalapú támogatásokhoz kapcsolódó 2004. évi kiegészítő nemzeti támogatás igénybevételével kapcsolatos egyes kérdésekről szóló 87/2004. (V. 15.) FVM rendelet módosításáról
- 30/2004. (XII. 6.) HM rendelet A fokozottan veszélyes, valamint az egészségkárosító beosztások köréről, az azokhoz kapcsolódó részletes, valamint a csökkentett napi szolgálati időre vonatkozó szabályokról
- 30/2004. (XII. 6.) IHM rendelet Az informatikai, távközlés-fejlesztési és frekvenciagazdálkodási célelőirányzat felhasználásának és kezelésének szabályairól szóló 11/2001. (IV. 24.) MeHVM rendelet módosításáról
- 7/2004. (XII. 7.) MNB rendelet A jegybanki információs rendszerhez szolgáltatandó információk köréről, a szolgáltatás módjáról és határidejéről
- 127/2004. (XII. 8.) GKM rendelet A Gazdasági és Közlekedési Minisztérium egyes támogatási programjainak részletes szabályairól szóló 19/2004. (II. 27.) GKM rendelet módosításáról
- 128/2004. (XII. 8.) GKM rendelet A Gazdasági és Közlekedési Minisztérium egyes előirányzatai felhasználásában, kezelésében részfeladatokat ellátó közreműködő szervezetekről szóló 80/2004. (V. 18.) GKM rendelet, valamint a Gazdasági Minisztérium vállalkozási célelőirányzatainak szabályozásáról szóló 1/2001. (I. 5.) GM rendelet módosításáról
- 129/2004. (XII. 8.) GKM rendelet Az M0 Gödöllői átkötés (M31) autópálya (M0–M3 közötti) nyomvonalának kijelöléséről
- 24/2004. (XII. 8.) NKÖM rendelet Az „art” mozik minősítésének, valamint a filmalkotások korhatár szerinti megjelölésének feltételeiről
- 38/2004. (XII. 9.) IM rendelet A büntetés-végrehajtási szervek rendelkezésében lévő férőhelyek használatáról, valamint a bérleti, albérleti díj hozzájárulás szabályairól
- 25/2004. (XII. 9.) NKÖM rendelet A nemzeti kulturális örökség minisztere által adományozható művészeti és egyéb szakmai díjakról szóló 3/1999. (II. 24.) NKÖM rendelet módosításáról
- 29/2004. (XII. 10.) TNM rendelet Balatonrendes vízpart-rehabilitációs szabályozási követelményekkel érintett területének lehatárolásáról és vízpart-rehabilitációs tanulmánytervének elfogadásáról
- 30/2004. (XII. 10.) TNM rendelet Gyenesdiás vízpart-rehabilitációs szabályozási követelményekkel érintett területének lehatárolásáról és vízpart-rehabilitációs tanulmánytervének elfogadásáról
- 31/2004. (XII. 10.) TNM rendelet Vonyarcvashegy vízpart-rehabilitációs szabályozási követelményekkel érintett területének lehatárolásáról és vízpart-rehabilitációs tanulmánytervének elfogadásáról
- 22/2004. (XII. 11.) KvVM rendelet A hulladékok jegyzékéről szóló 16/2001. (VII. 18.) KöM rendelet módosításáról
- 33/2004. (XII. 16.) OM rendelet az államilag elismert nyelvvizsgarendszer nyelvvizsgadíjainak, akkreditációs eljárásainak és az idegennyelv-tudást igazoló államilag elismert nyelvvizsgák honosítási eljárásainak díjaival kapcsolatos egyes OM rendeletek módosításáról
- 27/2004. (XII. 25.) KvVM rendelet a felszín alatti víz állapota szempontjából érzékeny területeken levő települések besorolásáról
- 37/2004. (XII. 25.) OM rendelet a Professzorok Háza szervezeti átalakításával összefüggő egyes oktatási tárgyú rendeletek módosításáról
- 68/2004. (XII. 30.) BM rendelet A Riasztási és Segítségnyújtási Tervről, a hivatásos önkormányzati és az önkéntes tűzoltóságok működési területéről, valamint a tűzoltóságok vonulásaival kapcsolatos költségek megtérítéséről szóló 2/2003. (I. 14.) BM rendelet módosításáról [2]
- 173/2004. (XII. 30.) FVM rendelet A piaci árinformációs rendszer működtetéséről és az ehhez kapcsolódó feladatokról
- 174/2004. (XII. 30.) FVM rendelet A vágójuhok vágás utáni minősítéséről és kereskedelmi osztályba sorolásáról szóló 16/1998. (IV. 3.) FM rendelet módosításáról
- 175/2004. (XII. 30.) FVM rendelet A vágósertések vágás utáni minősítéséről és a hasított féltestek kereskedelmi osztályba sorolásáról szóló 15/1998. (IV. 3.) FM rendelet módosításáról
- 176/2004. (XII. 30.) FVM rendelet A vágómarhák vágás utáni minősítéséről és a hasított féltestek kereskedelmi osztályba sorolásáról szóló 14/1998. (IV. 3.) FM rendelet módosításáról
- 177/2004. (XII. 30.) FVM rendelet A vágóállatok vágás utáni minősítéséről szóló 75/2003. (VII. 4.) FVM rendelet módosításáról
- 30/2004. (XII. 30.) KvVM rendelet A felszín alatti vizek vizsgálatának egyes szabályairól
- 31/2004. (XII. 30.) KvVM rendelet A felszíni vizek megfigyelésének és állapotértékelésének egyes szabályairól
- 35/2004. (XII. 30.) TNM rendelet Balatonakali vízpart-rehabilitációs szabályozási követelményekkel érintett területének lehatárolásáról és vízpart-rehabilitációs tanulmánytervének elfogadásáról
- 36/2004. (XII. 30.) TNM rendelet Balatonszemes vízpart-rehabilitációs szabályozási követelményekkel érintett területének lehatárolásáról és vízpart-rehabilitációs tanulmánytervének elfogadásáról
- 37/2004. (XII. 30.) TNM rendelet Balatonszepezd vízpart-rehabilitációs szabályozási követelményekkel érintett területének lehatárolásáról és vízpart-rehabilitációs tanulmánytervének elfogadásáról
- 38/2004. (XII. 30.) TNM rendelet Badacsonytördemic vízpart-rehabilitációs szabályozási követelményekkel érintett területének lehatárolásáról és vízpart-rehabilitációs tanulmánytervének elfogadásáról
- 39/2004. (XII. 30.) TNM rendelet Balatonudvari vízpart-rehabilitációs szabályozási követelményekkel érintett területének lehatárolásáról és vízpart-rehabilitációs tanulmánytervének elfogadásáról
- 40/2004. (XII. 30.) TNM rendelet Balatonvilágos vízpart-rehabilitációs szabályozási követelményekkel érintett területének lehatárolásáról és vízpart-rehabilitációs tanulmánytervének elfogadásáról
- 41/2004. (XII. 30.) TNM rendelet Fonyód vízpart-rehabilitációs szabályozási követelményekkel érintett területének lehatárolásáról és vízpart-rehabilitációs tanulmánytervének elfogadásáról
- 42/2004. (XII. 30.) TNM rendelet Siófok vízpart-rehabilitációs szabályozási követelményekkel érintett területének lehatárolásáról és vízpart-rehabilitációs tanulmánytervének elfogadásáról

#### Kormányhatározatok

##### Január (1001−1004)
- 1001/2004. (I.8.) Korm. határozat A MÁV Rt. európai színvonalú vasúttá alakításáról és az EU-csatlakozáshoz szükséges vasúti reform végrehajtásáról
- 1002/2004. (I.8.) Korm. határozat Az Országos Foglalkoztatási Közalapítvány és a Munkavédelmi Kutatási Közalapítvány alapító okiratának a módosításáról
- 1003/2004. (I. 22.) Korm. határozat A Közoktatási Modernizációs Közalapítvány Alapító Okiratának módosításáról
- 1004/2004. (I. 31.) Korm. határozat Drávaszabolcs-Donji Miholjac (Alsómiholjác) nemzetközi személy- és áruforgalomra megnyitott közúti határátkelőhely működésének szüneteltetéséről

##### Február (1005−1013)
- 1005/2004. (II. 5.) Korm. határozat Államtitkári juttatások biztosításáról
- 1006/2004. (II. 5.) Korm. határozat A közszolgálati ellenőrzések 2004. évi vizsgálati tárgyköreiről és a vizsgálat alá vont közigazgatási szervekről
- 1007/2004. (II. 12.) Korm. határozat Az Európai Unió döntéshozatali tevékenységében való részvételről és az ehhez kapcsolódó kormányzati koordinációról
- 1008/2004. (II. 16.) Korm. határozat Foglalkoztatási tilalom, illetve korlátozás alóli felmentésről
- 1009/2004. (II. 26.) Korm. határozat Társadalmi bűnmegelőzés nemzeti stratégiája rövid, közép- és hosszú távú céljainak végrehajtásával kapcsolatos kormányzati feladatokról
- 1010/2004. (II. 26.) Korm. határozat A Magyar Köztársaságnak az Európa Tanács Nemzeti Kisebbségek Védelméről szóló Keretegyezménye végrehajtására vonatkozó második jelentésről
- 1011/2004. (II. 26.) Korm. határozat A Tanácsadó Testület a Korrupciómentes Közéletért létrehozásáról
- 2040/2004. (II. 28.) Korm. határozat a Magyar Köztársaság és a Szlovén Köztársaság között a kettős adóztatás elkerüléséről és az adóztatás kijátszásának megakadályozásáról a jövedelem- és a vagyonadók területén tárgyú Egyezmény aláírására történő felhatalmazásról
- 2042/2004.(II. 28.) Korm. határozat A Duna szennyezettségének csökkentését célzó projekt előkészítéséhez a Magyar Köztársaságnak a Globális Környezetvédelmi Alap által a Világbank közvetítésével nyújtandó támogatásról szóló megállapodás levélváltás útján történő megkötéséről
- 1012/2004. (II. 28.) Korm. határozat A Puskás Tivadar Alapítvány közalapítvánnyá történő átalakításáról
- 1013/2004. (II. 28.) Korm. határozat Vadász Jánosnak az egységes közszolgálati szabályozás kidolgozásáért és végrehajtásának koordinálásáért felelős kormánymegbízottá történő kinevezéséről szóló 1161/2002. (IX. 26.) Korm. határozat módosításáról

##### Március (1014−1026)
- 1014/2004. (III. 2.) Korm. határozat A Magyarországi Cigányokért Közalapítvány alapító okiratának módosításáról
- 1015/2004. (III. 3.) Korm. határozat Egyes kormányhatározatok hatályon kívül helyezéséről
- 1016/2004. (III. 8.) Korm. határozat Az Alberto Giacometti életmű-kiállítás bemutatásához kapcsolódó kormányzati kezességvállalásról
- 1017/2004. (III. 10.) Korm. határozat Államtitkári juttatások biztosításáról
- 1018/2004. (III. 12.) Korm. határozat Az Európa terv Agrár-hitelprogramjának bevezetéséről szóló 2016/2004. (I. 22.) Korm. határozat módosításáról
- 1019/2004. (III. 12.) Korm. határozat A labdarúgás támogatását szolgáló egyes kormányhatározatok felülvizsgálatáról
- 2061/2004.(III. 12.) Korm. határozat A „Budapesti központi szennyvíz-tisztító telep és kapcsolódó létesítményei” projektjavaslatnak a Kohéziós Alap támogatási kérelemnek az Európai Unió Bizottságához történő benyújtásáról
- 1020/2004. (III. 16.) Korm. határozat A Magyar Köztársaság Kiváló Művésze, a Magyar Köztársaság Érdemes Művésze és a Magyar Köztársaság Babérkoszorúja díjak 2004. évi adományozásáról
- 1021/2004. (III. 18.) Korm. határozat A romák társadalmi integrációját elősegítő kormányzati programról és az azzal összefüggő intézkedésekről
- 1022/2004. (III. 18.) Korm. határozat Államtitkári juttatások biztosításáról
- 2064/2004.(III. 18.) Korm. határozat  modern, európai Magyarország megteremtését célzó intézkedési tervről
- 2065/2004.(III. 18.) Korm.  határozat A jogharmonizációs programról és a végrehajtásával összefüggő feladatokról
- 1023/2004.(III. 26.) Korm. határozat A 2003-2015-ig szóló magyar közlekedéspolitikával kapcsolatos intézkedésekről
- 1024/2004. (III. 31.) Korm. határozat Az M6 autópálya építéséhez kapcsolódóan a Metallochemia és környezete kármentesítésének végrehajtásáról
- 1025/2004. (III. 31.) Korm. határozat A kiemelt biztonsági kockázatúnak minősített sportrendezvények biztosításának finanszírozásáról
- 1026/2004. (III. 31.) Korm. határozat Az iskolatej program újraindításáról

##### Április (1027−1041)
- 1027/2004. (IV. 15.) Korm. határozat A többcélú kistérségi társulások ösztönzéséhez szükséges intézkedésekről
- 1028/2004. (IV. 15.) Korm. határozat A kormányzati létszámcsökkentésről szóló 1106/2003. (X. 31.) Korm. határozat módosításáról
- 1029/2004. (IV. 15.) Korm. határozat Életmentő Emlékérem adományozásáról
- 1030/2004. (IV. 15.) Korm. határozat a többcélú kistérségi társulások ösztönzéséhez szükséges intézkedésekről
- 1031/2004. (IV. 15.) Korm. határozat A kormányzati létszámcsökkentésrõl szóló 1106/2003. (X. 31.) Korm. határozat módosításáról
- 1032/2004. (IV. 15.) Korm. határozat Életmentõ Emlékérem adományozásáról
- 1033/2004. (IV. 19.) Korm. határozat Az 1075/2003.(VII.30.) Korm. határozatban foglaltak időarányos felülvizsgálatáról és a Balatonnal kapcsolatos további intézkedésekről
- 1034/2004. (IV.19.) Korm. határozat A Habsburg-kori Kutatások Közalapítvány Alapító Okiratának módosításáról
- 1035/2004. (IV. 19.) Korm. határozat A Hajléktalanokért Alapítvány Hajléktalanokért Közalapítvánnyá történő átalakításáról, valamint alapítványok jogutód nélküli megszüntetéséről
- 1036/2004. (IV. 27.) Korm. határozat Az európai uniós tagságból eredő jogharmonizációs feladatok meghatározásának, programozásának és teljesítésük ellenőrzésének rendjéről
- 1037/2004. (IV. 27.) Korm. határozat A MÁV Rt. üzletviteléhez (a pályavasút működtetéséhez) szükséges 40 Mrd Ft forgóeszközpótló hitelhez, valamint a személyszállítási közszolgáltatói tevékenység és a pályavasút eszközeinek fejlesztését szolgáló 19,5 Mrd Ft-os hosszúlejáratú beruházási hitelekhez kapcsolódó állami kezességvállalásról
- 1038/2004. (IV. 27.) Korm. határozat A Kormány kabinetjeiről szóló 1107/2002. (VI. 18.) Korm. határozat módosításáról
- 1039/2004. (IV. 27.) Korm. határozat A 2006. évi Úszó, Műugró, Szinkronúszó és Nyíltvízi Úszó Európa-bajnokság létesítmény-fejlesztési programjáról és finanszírozásáról
- 1040/2004. (IV. 27.) Korm. határozat A Gandhi Közalapítvány Alapító Okiratának módosításáról
- 2095/2004.(IV. 27.) Korm.  határozat A Duna-Tisza közi hátság területén bekövetkezett kedvezőtlen változások hatásainak mérsékléséről
- 1041/2004. (IV. 29.) Korm. határozat A Hajdú-Bét Rt. és a Parmalat Hungária Rt. fizetésképtelensége miatt kialakult válságos helyzet kezelését célzó kedvezményes hitelkonstrukció bevezetéséről

##### Május (1042−1052)
- 1042/2004. (V.7.) Korm. határozat A Nemzet Sportolója Cím adományozásáról
- 1043/2004. (V.7.) Korm. határozat Az EU Kommunikációs Közalapítvány megszüntetéséről
- 1044/2004. (V. 14.) Korm. határozat A Strukturális Alapok és Kohéziós Alap Képzőközpont (SAKK) feladatainak a Nemzeti Fejlesztési Hivatal keretei között történő ellátásáról
- 1045/2004. (V. 14.) Korm. határozat Az Európai Beruházási Bank által Budapest Főváros Önkormányzata oktatási intézményfejlesztéseinek finanszírozása céljából nyújtandó kölcsön felvételéhez szükséges állami garancia vállalásáról
- 1046/2004. (V. 14.) Korm. határozat A Közép-európai Egyetem nem állami egyetemként történő elismerésével kapcsolatos kormányzati intézkedésekről
- 1047/2004. (V. 14.) Korm. határozat A Budai Vár újjáépítésének befejezéséről
- 1048/2004. (V. 14.) Korm. határozat A lakosság eladósodásának mérséklését szolgáló intézkedésekről
- 1049/2004. (V. 14.) Korm. határozat A Magyar Katolikus Egyház számára 2004. évben rendezésre javasolt ingatlanokról, és az e célra elkülönített költségvetési keret felosztásáról
- 2118/2004. (V. 21.) Korm.  határozat A Kárpátok védelméről és fenntartható fejlesztéséről szóló Keretegyezmény jóváhagyásáról
- 1050/2004. (V.25.) Korm. határozat Az első uniós gyermeknap megrendezésének kormányzati támogatásáról
- 1051/2004. (V.25.) Korm. határozat A bűnmegelőzés hatékonyságának növelése érdekében szükséges egyes kormányzati feladatokról szóló 1002/2003. (I.8.) Korm. határozat módosításáról
- 1052/2004. (V. 26.) Korm. határozat A köztisztviselők jogállásáról szóló 1992. évi XXIII. törvény hatálya alá tartozó szervek jegyzékéről szóló 1034/1992. (VII. 1.) Korm. határozat módosításáról

##### Június (1053−1064)
- 1053/2004. (VI. 3.) Korm. határozat Az elektronikus közigazgatási ügyintézés és kapcsolódó szolgáltatások megvalósításával összefüggő feladatokról
- 1054/2004. (VI. 3.) Korm. határozat A kormányzati informatika fejlesztésének koordinálásával kapcsolatos egyes feladatokról
- 1055/2004. (VI. 8.) Korm. határozat A sportlétesítmények fejlesztési és működtetési rendszerének átalakításáról
- 1056/2004. (VI. 8.) Korm. határozat A budapesti 4-es – Budapest Kelenföldi pályaudvar–Bosnyák tér közötti – metróvonal második szakasza megépítésének állami támogatásáról
- 1057/2004. (VI. 8.) Korm. határozat A „Modern/Izmusok. Európai grafika 1900–1930” című kiállítás bemutatásához kapcsolódó állami kezességvállalásról
- 1058/2004. (VI. 9.) Korm. határozat A köztisztviselők jogállásáról szóló 1992. évi XXIII. törvény hatálya alá tartozó szervek jegyzékéről szóló 1034/1992. (VII. 1.) Korm. határozat módosításáról
- 1059/2004. (VI. 12.) Korm. határozat A Kormány kabinetjeiről szóló 1107/2002. (VI. 18.) Korm. határozat, valamint egyes társadalompolitikai tárgyú kormányhatározatok módosításáról
- 1060/2004. (VI. 12.) Korm. határozat Az Ezüstgerely Alapítvány jogutód nélküli megszüntetéséről, valamint a Mező Ferenc Sportközalapítvány és a Wesselényi Miklós Sportközalapítvány alapító okiratainak módosításáról
- 1061/2004. (VI. 14.) Korm. határozat Az állami tulajdonban lévő agrártársaságok privatizációjához felvett hitelek kamattámogatásáról
- 1062/2004. (VI. 14.) Korm. határozat Az Ipar Műszaki Fejlesztéséért Alapítványnak Iparfejlesztési Közalapítvánnyá történő átalakításáról
- 2136/2004. (VI. 8.) Korm.  határozat Az országhatáron átterjedő környezeti hatások vizsgálatáról szóló Espooi egyezmény részes feleinek harmadik és egyben az egyezményhez kapcsolódó stratégiai környezeti hatásvizsgálati Jegyzőkönyv aláíróinak első találkozóján való magyar részvételről
- 2144/2004. (VI. 15.) Korm.  határozat A Magyar Köztársaság együttműködő tagságának meghosszabbításáról a Meteorológiai Műholdak hasznosításának Európai Szervezetében
- 1063/2004. (VI. 28.) Korm. határozat Az M6 autópálya építéséhez kapcsolódóan a Metallochemia és környezete kármentesítésének végrehajtásáról szóló 1024/2004. (III. 31.) Korm. határozatban foglalt feladatokról
- 1064/2004. (VI. 28.) Korm. határozat A kormányzati szervezeti decentralizációs-deregulációs programról

##### Július (1065−1079)
- 1065/2004. (VII. 2.) Korm. határozat A vidékpolitikai kormány-meghatalmazott felmentéséről
- 2161/2004. (VII.5.) Korm. határozat A „Zalaegerszeg és térsége szennyvízelvezetési és -kezelési projekt”, „Veszprém és térsége szennyvízelvezetési és –kezelési projekt”, „Szabolcs-Szatmár-Bereg megyei hulladékgazdálkodási program”, „Észak-alföldi régió ivóvízminőség javító program” projektjavaslatoknak és Kohéziós Alap támogatási kérelmeinek az Európai Bizottsághoz történő benyújtásáról
- 1066/2004. (VII. 6.) Korm. határozat Az IDA Programban történő részvételből és a TESTA hálózathoz való csatlakozásból eredő feladatok végrehajtásához szükséges további lépésekről
- 1067/2004. (VII. 8.) Korm. határozat Egyes kormány- és minisztertanácsi határozatok hatályon kívül helyezéséről, valamint a 2004. évi deregulációs programról
- 1068/2004. (VII. 9.) Korm. határozat A Magyar Universitas Programról, valamint az új felsőoktatási törvény koncepciójáról
- 1069/2004. (VII. 9.) Korm. határozat A felnőttképzés fejlesztésének irányelveiről és cselekvési programjáról
- 1070/2004. (VII. 13.) Korm. határozat A Széchenyi Kártya program folytatásának feltételeiről
- 1071/2004. (VII. 13.) Korm. határozat A Magyarországi Református Egyház és a Magyarországi Evangélikus Egyház számára 2004. évben rendezésre javasolt ingatlanokról és az e célra elkülönített költségvetési keret felosztásáról
- 1072/2004.(VII. 19.) Korm. határozat A 2004. júniusi rendkívüli időjárás következtében károsodott lakóingatlanok tulajdonosainak támogatásáról
- 1073/2004.(VII. 19.) Korm. határozat A Hajdú-Bét Rt. és a Parmalat Hungária Rt. fizetésképtelensége miatt kialakult válságos helyzet kezelését célzó kedvezményes hitelkonstrukció bevezetéséről szóló 1041/2004. (IV. 29.) Korm. határozat módosításáról
- 1074/2004.(VII. 19.) Korm. határozat A Határon Túli Magyar Oktatásért Apáczai Közalapítvány alapító okiratának módosításáról
- 2175/2004.(VII. 19.) Korm. határozat A Magyar Köztársaság Kormánya és a Szlovák Köztársaság Kormánya között a közös vízgyűjtőkön és határvizeken történő együttműködésről szóló Egyezmény létrehozásáról
- 1075/2004.(VII. 21.) Korm. határozat A regionális és kistérségi szervezést igénylő államigazgatási feladat- és hatáskörök, valamint a területi államigazgatási szervek átalakítására vonatkozó intézkedésekről
- 2183/2004.(VII. 21.) Korm.  határozat A 2005. évi költségvetés fejezeti keretszámairól
- 1076/2004. (VII. 22.) Korm. határozat Az Európa Terv (2007–2013.) kidolgozásának tartalmi és szervezeti kereteiről
- 1077/2004. (VII. 22.) Korm. határozat Az egységes digitális rádió-távközlő rendszer (EDR) szolgáltatás vásárlásáról
- 1078/2004. (VII. 22.) Korm. határozat A BUDAGLOBAL Üzemeltető Korlátolt Felelősségű Társaság végelszámolással történő megszüntetéséről
- 1079/2004. (VII. 31.) Korm. határozat A MÁV Rt. üzletviteléhez (a pályavasút működtetéséhez) szükséges 40 Mrd Ft forgóeszközpótló hitelhez, valamint a személyszállítási közszolgáltatói tevékenység és a pályavasút eszközeinek fejlesztését szolgáló 19,5 Mrd Ft-os hosszúlejáratú beruházási hitelekhez kapcsolódó állami kezességvállalásról szóló 1037/2004. (IV. 27.) Korm. határozat módosításáról

##### Augusztus (1080−1086)
- 1080/2004. (VIII. 6.) Korm. határozat A közcélú magánbefektetéseket mozgósító egészségügyi fejlesztések megalapozásáért felelős kormánymeghatalmazott megbízásáról szóló 1129/2003. (XII. 24.) Korm. határozat kiegészítéséről
- 1081/2004. (VIII. 6.) Korm. határozat A földbirtok-politikai kormánybiztos felmentéséről
- 1082/2004. (VIII. 13.) Korm. határozat A „Madár dinoszauruszok” című kiállítás bemutatásához kapcsolódó állami kezességvállalásról
- 1083/2004. (VIII. 25.) Korm. határozat Az országosan kiemelt termékekre vonatkozó állami normatívákról szóló 1054/2000. (VI. 30.) Korm. határozat hatályon kívül helyezéséről
- 1084/2004. (VIII. 27.) Korm. határozat A Magyar Köztársaságnak az Európai Bíróság előtti képviseletéről és az azzal kapcsolatos feladatokról
- 1085/2004. (VIII. 27.) Korm. határozat A köztisztviselők jogállásáról szóló 1992. évi XXIII. törvény hatálya alá tartozó szervek jegyzékéről
- 1086/2004. (VIII. 27.) Korm. határozat Az állam vállalkozói vagyonába tartozó ingatlan kincstári vagyonba történő visszapótlás nélküli átcsoportosításáról
- 2211/2004.(VIII. 27.) Korm. határozat A Tisza-Szamos Környezetvédelmi és Szolgáltató Közhasznú Társaság és a Vízgazdálkodási Tudományos Kutató Részvénytársaság átalakításáról

##### Szeptember (1087−1093)
- 1087/2004. (IX. 8.) Korm. határozat Az egészségügyi reformprogram végrehajtásának koordinálásáért felelős kormánybiztos felmentéséről
- 1088/2004. (IX. 14.) Korm. határozat Dr. Soós Adrianna kormánymegbízott felmentéséről
- 1089/2004. (IX. 16.) Korm. határozat Az Állami Privatizációs és Vagyonkezelő Részvénytársaság Felügyelő Bizottsága tagjainak kinevezéséről
- 1090/2004. (IX. 16.) Korm.  határozat A Hernád folyó 2004. év júliusi-augusztusi áradásával összefüggésben károsodott lakóingatlanok tulajdonosainak támogatásáról
- 1091/2004. (IX. 23.) Korm. határozat Az M5-ös autópálya koncessziós szerződésének módosítása keretében az építés befejezését követő időszak tekintetében a kamatváltozás kockázatának állam által történő átvállalásáról
- 1092/2004. (IX. 29.) Korm. határozat A 2005-ben felvehető államilag finanszírozott hallgatói összlétszámról
- 1093/2004. (IX. 29.) Korm. határozat A Békés megyei foglalkoztatási feszültségek kezeléséről

##### Október (1094−1113)
- 1094/2004. (X. 1.) Korm. határozat A helyi önkormányzatok 2005. évi új címzett támogatásainak döntés-előkészítéséről
- 1095/2004. (X. 6.) Korm. határozat A „Bethlen Gábor fejedelemi ajándéka II. Gusztáv Adolf svéd királynak” című műtárgyegyüttes kiállításon történő bemutatásához kapcsolódó állami kezességvállalásról
- 1096/2004. (X. 7.) Korm. határozat A tárca nélküli miniszterek feladatkörének kijelöléséről, valamint a Kormány megalakulásával és átalakításával összefüggő egyes feladatokról
- 1097/2004. (X. 7.) Korm. határozat Dr. Nagy Sándor kormánymegbízottá történő kinevezéséről
- 1098/2004. (X. 7.) Korm. határozat Dr. Újhelyi István kormánymegbízottá történő kinevezéséről
- 1099/2004. (X. 12.) Korm. határozat Az Állami Privatizációs és Vagyonkezelő Részvénytársaság Felügyelő Bizottsága elnökének kinevezéséről
- 1100/2004. (X. 12.) Korm. határozat A Sportfolió Sportlétesítményeket Kezelő, Hasznosító és Fejlesztésszervező Közhasznú Társaság megszüntetéséről és állami feladatainak ellátására központi költségvetési szerv létrehozásáról
- 2258/2004. (X. 12.) Korm.  határozat Az üvegházhatást okozó gázok 2005-2007. évi időszakra vonatkozó Nemzeti Kiosztási Tervéről
- 1101/2004. (X. 15.) Korm. határozat Államtitkári juttatások biztosításáról
- 1102/2004. (X. 20.) Korm. határozat A Kormány ügyrendjéről szóló 1088/1994. (IX. 20.) Korm. határozat módosításáról
- 1103/2004. (X. 20.) Korm. határozat Az Emberi Jogok Magyar Központja Közalapítvány Alapító Okiratának módosításáról
- 1104/2004. (X. 20.) Korm. határozat Az Apertus Közalapítvány a Nyitott Szakképzésért és Távoktatásért alapító okiratának módosításáról
- 1105/2004. (X. 20.) Korm. határozat A József Attila Emlékbizottság létrehozásáról
- 1106/2004. (X. 26.) Korm. határozat A Nemzeti Hírközlési és Informatikai Tanácsban a Kormányt képviselő tagok kijelöléséről
- 1107/2004. (X. 26.) Korm. határozat Az utcán élő hajléktalan emberek számának csökkentéséről, ellátáshoz juttatásáról és az utcai léttel kapcsolatos társadalmi konfliktusok kezeléséről
- 1108/2004. (X. 26.) Korm. határozat A Balassi Bálint Intézet felügyeleti jogának megváltozásáról, valamint az államháztartás egyensúlyi helyzetének javításához szükséges rövid és hosszabb távú intézkedésekről szóló 2050/2004. (III. 11.) Korm. határozat módosításáról
- 1109/2004. (X. 27.) Korm. határozat Csabai Lászlóné kormánymegbízottá történő kinevezéséről szóló 1087/2002. (VI. 7.) Korm. határozat hatályon kívül helyezéséről
- 1110/2004. (X. 27.) Korm. határozat A Nemzeti Erdőprogramról, 2006–2015.
- 1111/2004. (X. 28.) Korm. határozat A köztisztviselők jogállásáról szóló 1992. évi XXIII. törvény hatálya alá tartozó szervek jegyzékéről szóló 1085/2004. (VIII. 27.) Korm. határozat módosításáról
- 1112/2004. (X. 30.) Korm. határozat A Magyar CERN (Európai Nukleáris Kutatási Szervezet) Bizottság elnökének felmentéséről és az új elnök kinevezéséről
- 1113/2004. (X. 30.) Korm. határozat A Kormány kabinetjeiről szóló 1107/2002. (VI. 18.) Korm. határozat módosításáról

##### November (1114−1129)
- 1114/2004. (XI. 2.) Korm. határozat Az Állami Privatizációs és Vagyonkezelő Részvénytársaság Felügyelő Bizottsága tagjának kinevezéséről
- 1115/2004. (XI. 3.) Korm. határozat A Magyar Köztársaság Bukaresti Kulturális Központja sepsiszentgyörgyi fiókintézetének létrehozásáról
- 1116/2004. (XI. 3.) Korm. határozat A gödöllői Grassalkovich Kastély műemléki helyreállításával és fejlesztésével kapcsolatos intézkedésekről szóló 1144/2001. (XII.29.) Korm. határozat módosításáról
- 1117/2004. (XI. 3.) Korm. határozat A Közalapítvány a Budapesti Német Nyelvű Egyetemért alapító okiratának módosításáról
- 1118/2004. (XI. 3.) Korm. határozat A 2004. évtől céltámogatásban részesülő helyi önkormányzatok kiegészítő jegyzékéről
- 1119/2004. (XI. 13.) Korm. határozat Az egységes szövetkezeti törvény koncepciójáról és az egyéb szükséges intézkedésekről
- 1120/2004. (XI. 13.) Korm. határozat A ,,Fények és árnyak – Négy évszázad francia festészete” című kiállítás bemutatásához kapcsolódó állami kezességvállalásról
- 1121/2004. (XI. 13.) Korm. határozat A Magyar Televízió Rt. hitelfelvételéhez kapcsolódó állami kezességvállalásról
- 1122/2004. (XI. 17.) Korm. határozat A Magyar Információs Társadalom Stratégia kulturális főiránya (NAVA, NDA) szervezeti-intézményi kereteinek korszerűsítéséről
- 1123/2004. (XI. 17.) Korm. határozat A Magyar Katolikus Egyház, a Magyarországi Evangélikus Egyház és a Budai Szerb Ortodox Egyházmegye számára 2004. évben rendezésre javasolt ingatlanokról és az e célra elkülönített költségvetési keret felosztásáról
- 1124/2004. (XI. 17.) Korm. határozat Az M5-ös autópálya továbbépítésével kapcsolatos feladatokról
- 1125/2004. (XI. 18.) Korm. határozat Az Országos Egészségbiztosítási Pénztár főigazgatója megbízatása megszűnésének megállapításáról
- 1126/2004. (XI. 19.) Korm. határozat A Magyary Zoltán Felsőoktatási Közalapítvány létrehozásáról
- 1127/2004. (XI. 24.) Korm. határozat A határon túli magyarságot támogató pénzügyi forrás, a „Szülőföld Alap” létrehozásának kezdeményezéséről
- 1128/2004. (XI. 24.) Korm. határozat A Gazdaságfejlesztési és Munkahelyteremtési Keretprogramról
- 1129/2004. (XI. 24.) Korm. határozat A kábítószer-probléma visszaszorításáról szóló nemzeti stratégiai program céljainak végrehajtásával kapcsolatos kormányzati feladatokról

##### December (1130−1158)
- 1130/2004. (XII. 1.) Korm. határozat A Kormány kabinetjeiről szóló 1107/2002. (VI. 18.) Korm. határozat módosításáról
- 1131/2004. (XII. 1.) Korm. határozat A határon átnyúló jogviták esetén a költségmentességre vonatkozó közös minimumszabályok megállapításáról szóló EK irányelv alapján teendő értesítésről
- 1132/2004. (XII. 6.) Korm. határozat A Hadigondozottak Közalapítványa létrehozásáról szóló 1116/1994. (XII. 9.) Korm. határozat mellékletét képező Alapító Okirat módosításáról
- 1133/2004. (XII. 6.) Korm. határozat A Kormány képviselőjének a Balaton Fejlesztési Tanácsba történő kinevezéséről
- 1134/2004. (XII. 6.) Korm. határozat A Tempus Közalapítvány Alapító Okiratának módosításáról
- 1135/2004. (XII. 9.) Korm. határozat Dr. Újhelyi István gyermek- és ifjúsági ügyekkel kapcsolatos kormányzati feladatok koordinálásáért felelős kormánymegbízott feladatairól, valamint az ezzel összefüggő egyes kormányhatározatok módosításáról
- 1136/2004. (XII. 9.) Korm. határozat A ,,Fények és árnyak – Négy évszázad francia festészete” című kiállítás bemutatásához kapcsolódó állami kezességvállalásról szóló 1120/2004. (XI. 13.) Korm. határozat módosításáról
- 1137/2004. (XII. 9.) Korm. határozat A NATO iraki Kiképző Missziójában történő magyar katonai részvételről
- 1138/2004. (XII. 11.) Korm. határozat A Magyar Honvédség Szociálpolitikai Alapítvány közalapítvánnyá történő átalakításáról
- 1139/2004. (XII. 11.) Korm. határozat A Bős-Nagymarosi Vízlépcsőrendszer Tervének hatáskörzetébe tartozó folyó és tájrehabilitáció elveiről és ezzel összefüggésben a magyar–szlovák tárgyalásokon képviselendő álláspontról
- 1140/2004. (XII. 11.) Korm. határozat Az Állami Privatizációs és Vagyonkezelő Részvénytársaság Alapító Okiratának módosításáról
- 1141/2004. (XII. 11.) Korm. határozat A Kormány képviselőjének a Közép-Magyarországi Regionális Fejlesztési Tanácsba történő kinevezéséről
- 1142/2004. (XII. 15.) Korm. határozat A népegészségügyi program végrehajtásának koordinálásáért felelős kormánymegbízott feladat- és hatásköréről
- 1143/2004. (XII. 17.) Korm. határozat A köztisztviselők jogállásáról szóló 1992. évi XXIII. törvény hatálya alá tartozó szervek jegyzékéről szóló 1085/2004. (VIII. 27.) Korm. határozat módosításáról
- 1144/2004. (XII. 17.) Korm. határozat A Magyar Mozgókép Közalapítvány Alapító Okiratának módosításáról
- 1145/2004. (XII. 22.) Korm. határozat A közigazgatási hatósági eljárás és szolgáltatás általános szabályairól szóló törvény hatálybalépésével kapcsolatos feladatok ütemezéséről
- 1146/2004. (XII. 22.) Korm. határozat Egyes kormányhatározatoknak az Esélyegyenlőségi Kormányhivatal megszüntetésével, illetve a kormányzati struktúra változásával összefüggő módosításáról
- 1147/2004. (XII. 22.) Korm.  határozat A köztisztviselők jogállásáról szóló 1992. évi XXIII. törvény hatálya alá tartozó szervek jegyzékéről szóló 1085/2004.(VIII.27.) Korm. határozat módosításáról
- 1148/2004. (XII. 22.) Korm. határozat A Nemzetközi Pető András Közalapítvány Alapító Okiratának módosításáról
- 1149/2004. (XII. 25.) Korm. határozat A Kormány képviselőjének a Budapesti Agglomerációs Fejlesztési Tanácsba történő kinevezéséről
- 1150/2004. (XII. 26.) Korm. határozat A 2003–2008. közötti időszakra szóló Nemzeti Környezetvédelmi Program finanszírozásának és végrehajtásának egyes kérdéseiről
- 1151/2004. (XII. 26.) Korm. határozat A Kormány részéről szavazati joggal részt vevő minisztereknek az Országos Területfejlesztési Tanácsba történő kijelöléséről
- 1152/2004. (XII. 26.) Korm. határozat Az országos múzeumok látogatásáról szóló 1160/2002. (IX. 26.) Korm. határozat módosításáról
- 1153/2004. (XII. 26.) Korm. határozat A köztisztviselők jogállásáról szóló 1992. évi XXIII. törvény hatálya alá tartozó szervek jegyzékéről szóló 1085/2004. (VIII. 27.) Korm. határozat módosításáról
- 1154/2004. (XII. 26.) Korm. határozat A Nemzeti Lakásprogram kialakításához és az építésigazgatás átszervezéséhez szükséges szervezeti, pénzügyi és intézményi feltételek biztosításáról szóló 1139/2002. (VIII. 12.) Korm. határozat hatályon kívül helyezéséről
- 1155/2004. (XII. 26.) Korm. határozat Az Állami Privatizációs és Vagyonkezelő Részvénytársaság vezérigazgatójának felmentéséről és kinevezéséről, igazgatósági tag felmentéséről és igazgatósági tagok kinevezéséről
- 1156/2004. (XII. 26.) Korm. határozat A Magyar Televízió Rt. hitelfelvételéhez kapcsolódó állami kezességvállalásról szóló 1121/2004. (XI. 13.) Korm. határozat módosításáról
- 1157/2004. (XII. 26.) Korm. határozat A Hajdú-Bét Rt. és a Parmalat Hungária Rt. fizetésképtelensége miatt kialakult válságos helyzet kezelését célzó kedvezményes hitelkonstrukció bevezetéséről szóló 1041/2004. (IV. 29.) Korm. határozat módosításáról
- 1158/2004. (XII. 28.) Korm. határozat Pályakezdő diplomások ösztöndíjas foglalkoztatásának támogatásáról a közigazgatásban

## Európai Unió

### A Tanács rendeletei
- Az Európai Parlament és a Tanács 726/2004/EK rendelete (2004. március 31.) az emberi, illetve állatgyógyászati felhasználásra szánt gyógyszerek engedélyezésére és felügyeletére vonatkozó közösségi eljárások meghatározásáról és az Európai Gyógyszerügynökség létrehozásáról

- At Európai Parlament és a Tanács  882/2004/EK rendelete (2004. április 29.) a takarmány- és élelmiszerjog, valamint az állat-egészségügyi és az állatok kíméletére vonatkozó szabályok követelményeinek történő megfelelés ellenőrzésének biztosítása céljából végrehajtott hatósági ellenőrzésekről [3]

### A Bizottság rendeletei
- a Bizottság 1891/2004/EK rendelete az egyes szellemi tulajdonjogokat feltehetően sértő áruk elleni vámhatósági intézkedésekről és az ilyen jogokat ténylegesen sértő áruk ellen hozandó intézkedésekről szóló 1383/2003 EK tanácsi rendelet végrehajtási rendelkezéseinek elfogadásáról